# Armée britannique dans la Première Guerre mondiale

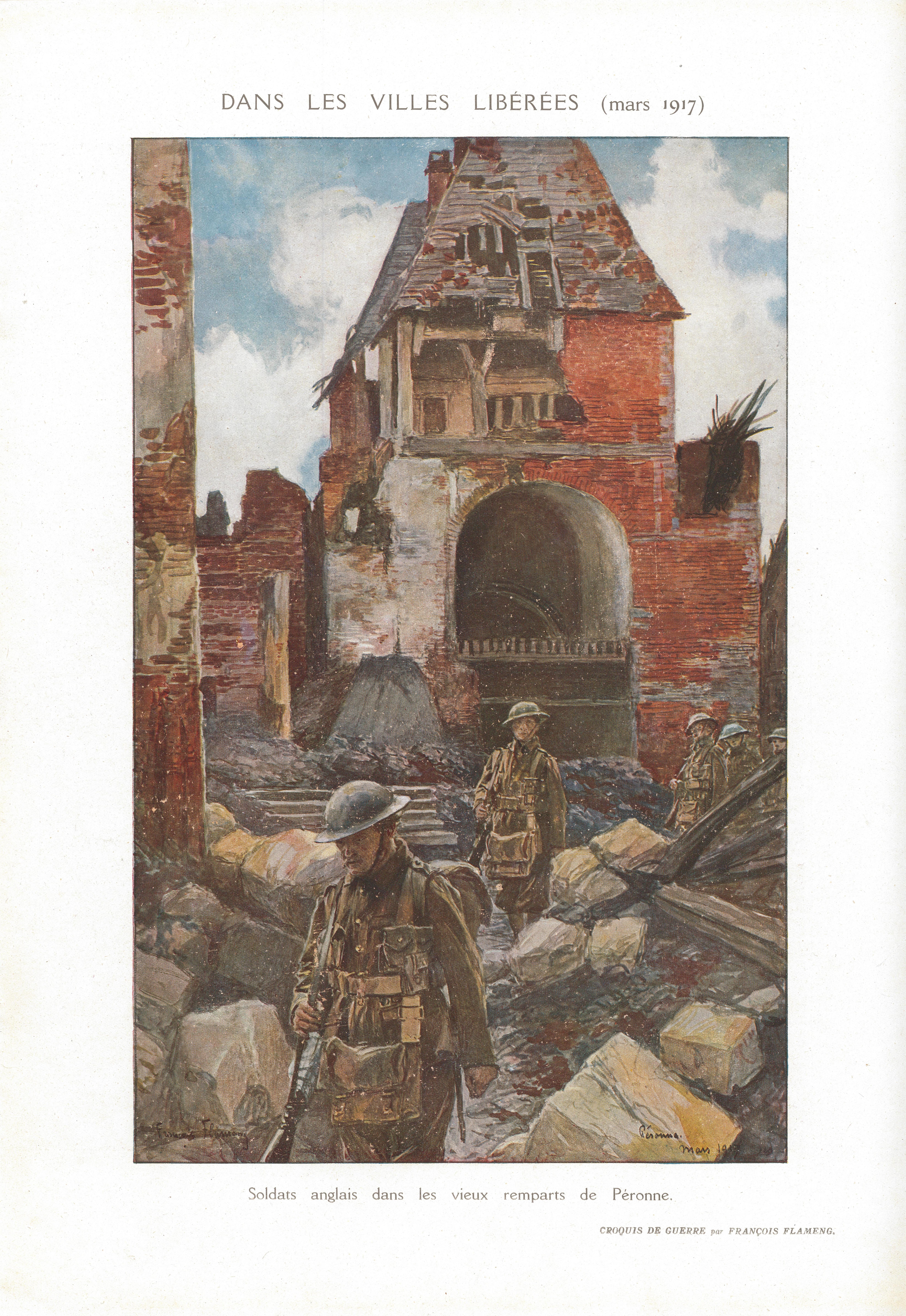
Péronne libérée par l'armée britannique en mars 1917. Dessin de François Flameng, L'Illustration, 16 mars 1918.

L'armée britannique durant la Première Guerre mondiale a eu à combattre de manière la plus importante et la plus coûteuse de sa longue histoire. Au début du conflit, ses combattants étaient exclusivement composés de volontaires jusqu'à 1916, contrairement aux armées française et allemande composées surtout de conscrits. De plus, l'armée britannique était considérablement moins nombreuse que ces deux dernières.
Pendant la guerre, il y avait trois armées britanniques distinctes. La « première » était composée du petit contingent de volontaire, fort de 400 000 soldats, dont plus de la moitié était postée en garnison outremer dans l'Empire britannique. Ce total comprenait l'armée régulière et les réservistes de la Territorial Force. Ensemble, elles formaient le Corps expéditionnaire britannique (British Expeditionary Force), qui avait été formé pour le service en France et devint plus connu sous le nom des Old Contemptibles. La « deuxième » armée était la Kitchener's Army, formée par les volontaires en 1914-1915 et destinés à aller combattre lors de la bataille de la Somme. La « troisième » quant à elle fut formée après l'introduction de la conscription en janvier 1916 et, à la fin de 1918, l'armée avait atteint sa force maximale de 4 000 000 d'hommes et pouvait aligner plus de 70 divisions. L'immense majorité de l'armée combattit sur le théâtre principal du front occidental en France et en Belgique contre l'Empire allemand. Des unités furent également engagées en Italie et à Salonique contre l'Empire austro-hongrois et contre l'armée bulgare, pendant que d'autres combattaient au Moyen-Orient, en Afrique et en Mésopotamie – principalement contre l'Empire ottoman – et un bataillon combattit aux côtés de l'armée japonaise en Chine durant le siège de Tsingtao.
La guerre posa également des problèmes pour les commandants des armées, étant donné qu'avant 1914, la plus grande formation dirigée par n'importe quel général dans la BEF était la division. L'expansion de l'armée a vu donc certains officiers passer du commandement de brigade à celui d'un corps d'armée en moins d'un an. Les commandants ont dû également se familiariser avec les nouvelles tactiques et les nouvelles armes qui furent développées à ce moment-là. De la guerre de mouvement aux tranchées, l'infanterie et l'artillerie ont dû apprendre à travailler ensemble. Durant une offensive, et également en défense, elles ont appris comment combiner les forces pour défendre la ligne de front. Plus tard durant la guerre, quand les mitrailleuses et les chars se sont joints à l'ordre de bataille, ils furent également inclus dans la nouvelle doctrine tactique.
Les hommes sur le front eurent à faire face à des problèmes de ravitaillement ; la pénurie de nourriture et les maladies sévissaient dans l'humidité, avec l'invasion de rats. En sus des attaques ennemies, beaucoup de troupes eurent à faire face à de nouvelles maladies : le « pied de tranchée », la fièvre des tranchées et la néphrite. Quand la guerre prit fin en 1918, les pertes de l'armée britannique, résultant de l'action ennemie et des maladies, se monta à 673 375 morts et portés disparus, avec en plus 1 643 469 de blessés. La vitesse avec laquelle on démobilisa à la fin de la guerre fit perdre la force de l'armée d'un pic de 4 000 000 d'hommes en 1918 à 370 000 en 1920.

## Organisation
Voir aussi : Liste des divisions britanniques durant la Première Guerre mondiale (en)

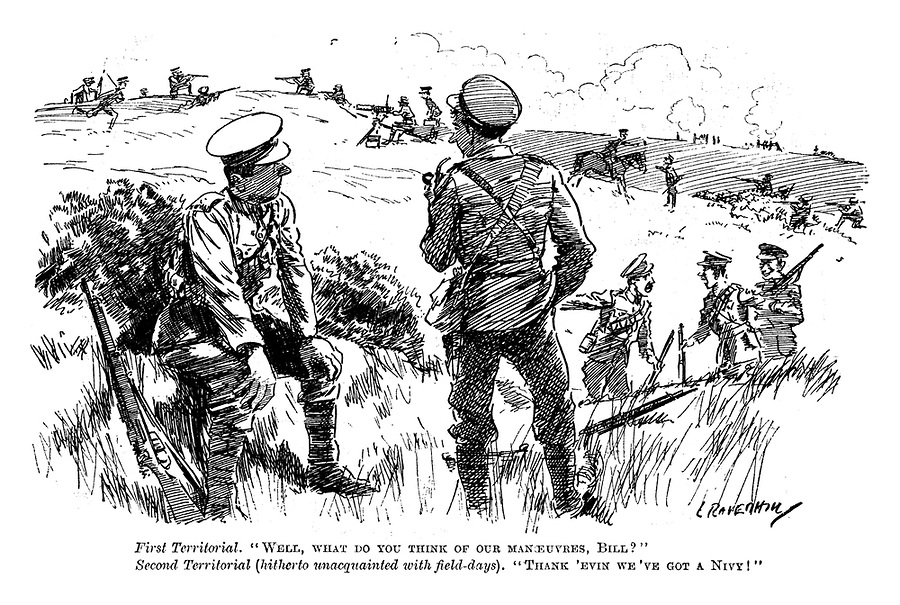
Premier territorial : « Alors, Bill, que penses-tu des manœuvres ? » - Second territorial (jusqu'ici peu habitué aux opérations militaires) : « Dieu soit loué, nous avons une marine ! » Caricature du journal Punch, 20 mai 1914.

L'organisation de l'armée britannique durant la Grande guerre pourrait être retracée selon l'exigence croissante de l'expansion impériale. Son cadre était le système du volontariat dans le recrutement et le système du régiment, qui avait été défini par les réformes Cardwell et les réformes Childers à la fin du XIXe siècle. L'armée a été préparée et tout d'abord appelée pour des affaires relevant de l'Empire et suivant les guerres coloniales
Dans les dernières années du XIXe siècle, l'armée fut impliquée dans un conflit majeur, à savoir la seconde guerre des Boers (1899-1902), qui a mis en évidence des lacunes dans sa tactique, son commandement et son administration. Le rapport Esher (en) de 1904 recommanda des réformes radicales comme la création d'un Conseil de l'armée, un état-major général et l'abolition du poste de commandant en chef des forces, ainsi que la création d'un chef de l'État-Major général Les réformes Haldane de 1907 créèrent formellement une force expéditionnaire de sept divisions, réorganisant les volontaires dans une nouvelle Territorial Force de quatorze brigades de cavalerie et quatorze divisions d'infanterie et changeant l'ancienne milice en une réserve spéciale pour renforcer le corps expéditionnaire.
Au déclenchement de la guerre en août 1914, l'armée régulière britannique était une petite force professionnelle. Elle consistait en 247 432 soldats réguliers organisés en quatre régiments de gardes à pied (en), 68 régiments d'infanterie, 31 régiments de cavalerie, de l'artillerie et d'autres armes de soutien. Chaque régiment d'infanterie avait deux bataillons réguliers, dont l'un servait au pays et procurait des renforts et des fournitures pour l'autre cantonné outremer, pendant qu'il était également préparé à faire partie des forces expéditionnaires. La plus grande partie de l'armée régulière (74 des 157 bataillons et 12 des 31 régiments de cavalerie) étaient stationnées outre-mer en garnison à travers l'Empire britannique. Le Royal Flying Corps faisait partie de l'armée avant 1918. Au déclenchement de la guerre, il comptait 84 aéroplanes.
L'armée régulière était soutenue par la Territorial Force et par les réservistes. En août 1914, il y avait trois formes de réserve. L'armée de réserve des soldats en retraite était forte de 145 350 hommes. Ils étaient payés 3 shillings et 6 pences par semaine (soit 17,5 pences) valant à peu près 70 livres sterling par semaine en valeur de 2013, et devaient s'entraîner douze jours par an. Le Special Reserve avait en tout 64 000 hommes et était une forme de vie militaire à mi-temps, similaire à la Territorial Force. Un réserviste spécial avait un entraînement à plein temps de six mois et était payé autant qu'un soldat régulier durant cette période ; ils avaient trois ou quatre semaines d'entraînement par an par la suite La réserve nationale quant à elle avait environ 215 000 hommes, qui étaient sur un registre qui était tenu par des associations par comté de la Territorial Force : ces hommes avait de l'expérience militaire, mais aucune obligation de réserve,.
L'armée régulière et les réservistes, au moins sur le papier, avaient une force mobilisable de presque 700 000 soldats pouvant être intégrés à la BEF qui fut envoyée sur le continent. Elle consistait en six divisions d'infanterie et une de cavalerie Par rapport à cette armée, celle des Français mobilisa en 1914 1 650 000 hommes et 62 divisions d'infanterie, pendant que l'armée allemande mobilisait 1 850 000 soldats et 87 divisions d'infanterie.
L'Angleterre, par conséquent, commença la guerre avec six divisions régulières et quatorze de réserve. Durant la guerre, furent formées six divisions régulières de plus, quatorze Territorial, 36 Kitchener's Army et six autres divisions, incluant la division navale (en) de la Royal Navy.
En 1914, chaque division d'infanterie britannique consistait en trois brigades d'infanterie, composées elles-mêmes de quatre bataillons, avec deux mitrailleuses par bataillon, soit 24 par division. Elles avaient également trois brigades d'artillerie de champ avec 54 Ordnance QF 18 pounder, une brigade d'obusier de champ avec dix-huit QF obusiers de 4,5 pouces (en), une batterie d'artillerie lourde (BL 60-pounder gun (en)), deux compagnies du Royal Engineers, une du Royal Corps of Signals, un escadron de cavalerie, une compagnie cycliste, trois ambulances de campagne, quatre compagnies de transport à cheval du Royal Army Service Corps (en) et des détachements de soutien des quartiers généraux de divisions,.
La division simple de cavalerie assignée à la BEF en 1914 consistait en 15 régiments de cavalerie répartis en cinq brigades. Ils étaient armés de fusils, contrairement aux camps allemands et français, qui étaient seulement armés avec une carabine de courte portée. La division de cavalerie avait aussi une grande participation de l'artillerie comparée aux divisions étrangères de cavalerie, avec 24 Ordnance QF 13 pounder (en) organisés en deux brigades et deux mitrailleuses pour chaque régiment. « Démontée », la division de cavalerie était l'équivalent de deux faibles brigades d'infanterie avec moins d'artillerie qu'une division d'infanterie. À partir de 1916, il y avait cinq divisions de cavalerie, chacune des trois brigades, servant en France, la 1re, la 2e division de cavalerie (Royaume-Uni) (en) et la 3e division de cavalerie (Royaume-Uni) (en) dans le corps de cavalerie (Royaume-Uni) (en) et la 1st Indian Cavalry Division et la 2nd Indian Cavalry Division du Indian Cavalry Corps (en), chaque brigade de la cavalerie indienne dans le corps de cavalerie indienne contenant un régiment de cavalerie britannique.
Durant le cours de la guerre, la composition des divisions d'infanterie a progressivement changé, et il y eut un changement conjoint dans le lien entre les divisions d'infanterie et le soutien de l'artillerie. En 1918, une division britannique consistait en trois brigades d'infanterie, chacune composée de trois bataillons. Chacun de ces bataillons avait 36 fusils-mitrailleurs Lewis Mark I, ce qui faisait un total de 324 armes de ce type par division. En plus, il y avait un bataillon divisé de mitrailleuses, équipé avec 64 mitrailleuses Vickers en quatre compagnies de seize fusils. Chaque brigade dans la division avait aussi une batterie de mortier équipée de huit mortiers Stokes. L'artillerie a aussi changé la composition de ses batteries. Au début de la guerre, il y avait trois batteries avec six fusils par brigade ; elles montèrent à quatre batteries avec quatre fusils par brigade et finalement en 1917, à quatre batteries avec six fusils par brigade, pour économiser les commandants de batterie. Dans cette voie, l'armée a changé de manière drastique durant le cours de la guerre, réagissant aux différents développements de la guerre de mouvement faite dans les premières semaines aux statiques tranchées de 1916 et 1917. La cavalerie de la BEF représentait 9,28 % de l'armée ; en juillet 1918, elle ne représentait plus que 1,65 %. L'infanterie devait décroître de 64,64 % en 1914 à 51,25 % de l'armée en 1918, alors que le Génie allait croître de 5,91 % à 11,24 % en 1918.

## Le corps expéditionnaire britannique (BEF)
Voir aussi : Brigades d'infanterie britannique de la Première Guerre mondiale (en) et Brigades de cavalerie britannique de la Première Guerre mondiale (en)

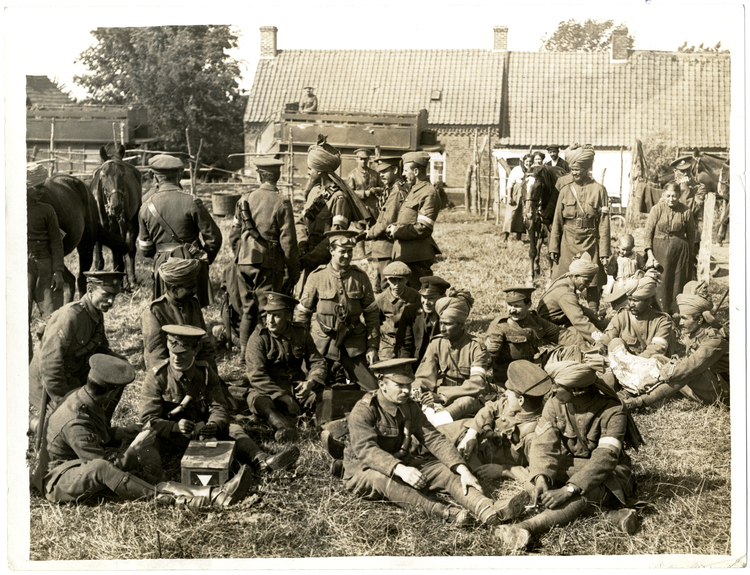
« Camarades ! » Soldats britanniques et indiens de la 8th (Lucknow) Cavalry Brigade envoyée sur le front français, 28 juillet 1915.

Selon les engagements pris lors de l'Entente cordiale, le rôle de l'armée britannique dans une guerre européenne était d'embarquer des soldats de la Force expéditionnaire britannique (BEF), qui était constituée de six divisions d'infanterie et cinq brigades de cavalerie qui étaient arrangées en deux corps d'armée : le 1er corps, sous le commandement de Douglas Haig et le 2e corps, sous le commandement de Horace Smith-Dorrien. Au déclenchement du conflit, l'armée indienne britannique fut appelée en renfort ; en août 1914, 20 % des 9 610 officiers britanniques envoyés initialement en France venaient de l'armée des Indes, tandis que 16 % des 76 450 autres rangs en étaient issus.
L'empereur allemand Guillaume II — dont le dédain pour le Corps expéditionnaire britannique était bien connu — donna l'ordre le 18 août 1914 d'« exterminer [...] ces perfides Anglais et marcher sur la petite armée méprisable du général French ». Par conséquent, les années suivantes, les survivants de l'armée régulière se surnommèrent eux-mêmes The Old Contemptibles (« les vieux méprisables »). À la fin de 1914 (après les batailles de Mons, du Cateau, de l'Aisne et d'Ypres), la vieille armée régulière britannique avait virtuellement été anéantie ; bien que cela eût permis d'arrêter l'avancée allemande.
En octobre 1914, la 7e division arriva en France, formant la base du 3e corps ; la cavalerie était devenue son propre corps de trois divisions. En décembre 1914, le BEF avait grandi, mettant sur le champ de bataille cinq corps d'armée entre la première et la seconde Comme les forces de l'armée régulière déclinait, le nombre fut augmenté par la Territorial Force, puis par les volontaires de Horatio Herbert Kitchener, la « Nouvelle Armée » ou armée de Kitchener. Depuis la fin d'août 1914, il avait levé six nouvelles divisions ; en mars 1915, le nombre de divisions avait atteint 29. La Territorial Force fut également augmentée, levant un deuxième et un troisième bataillon et formant huit nouvelles divisions, qui s'ajoutaient aux forces de paix de 14 divisions. La troisième armée fut formée en juillet 1915 et avec l'afflux des troupes des volontaires de Kitchener et poussant la réorganisation, la Quatrième armée et l'armée de réserve (en), qui devint la Cinquième armée, formées en 1916.

## Recrutement et conscription
Voir aussi : Recrutement dans l'armée britannique durant la Première Guerre mondiale (en)

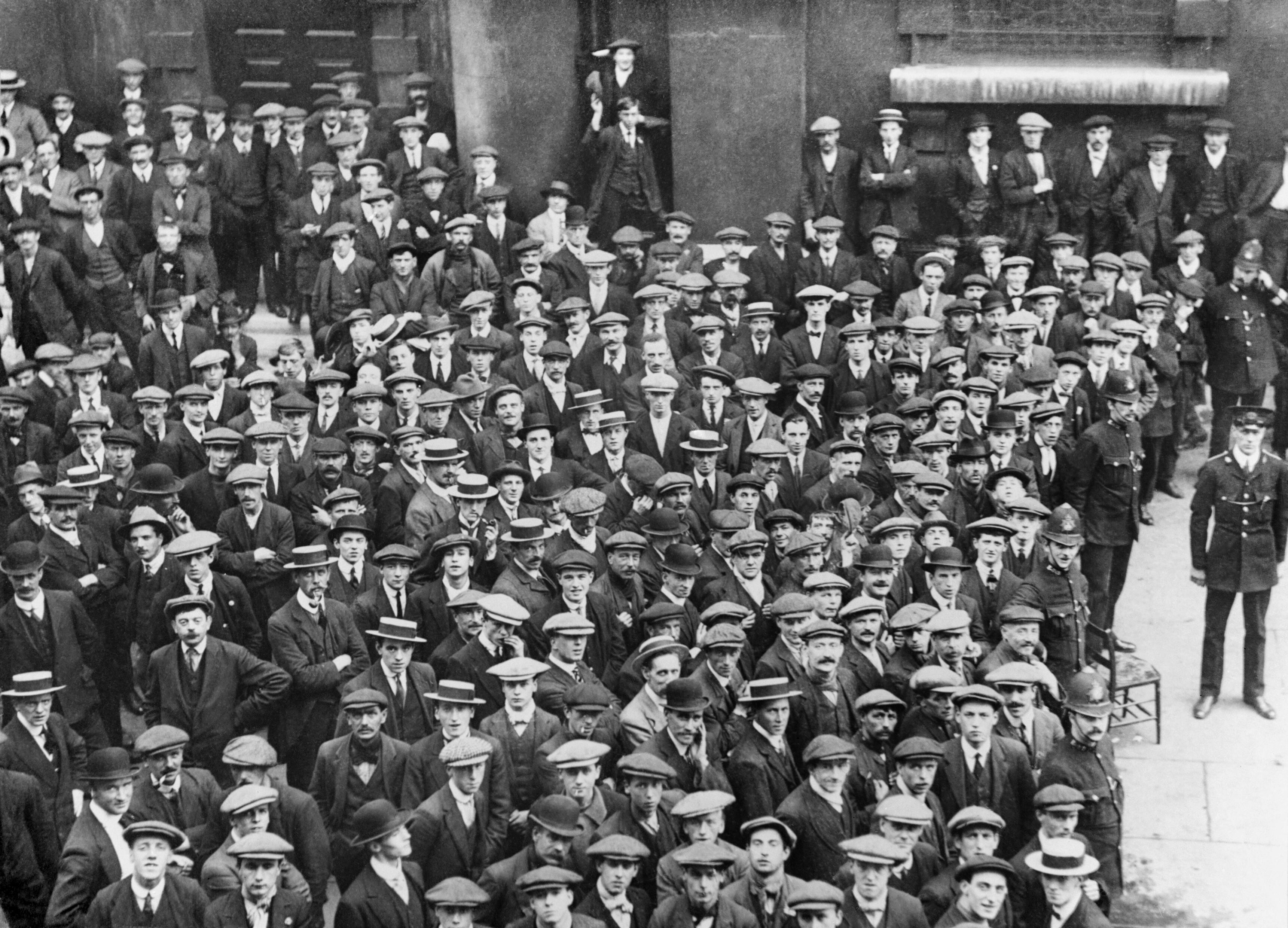
Volontaires londoniens attendant leur paie à St Martin-in-the-Fields, août 1914.

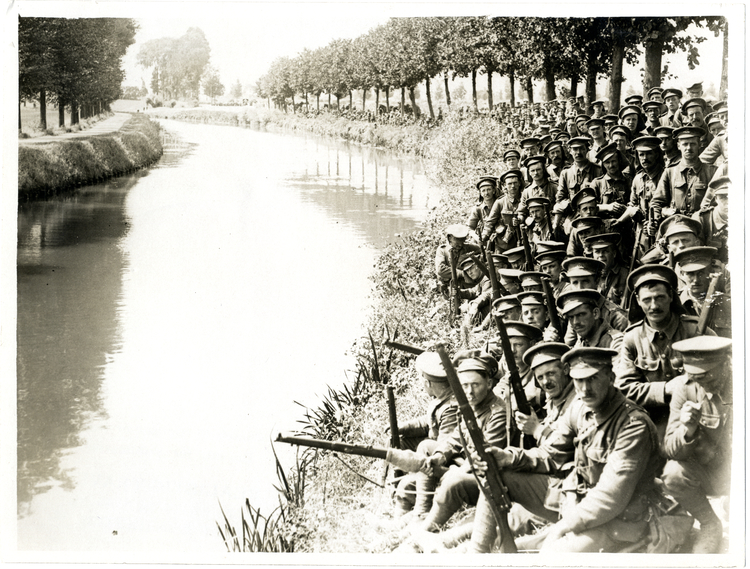
Un bataillon du 8th North Staffords Regiment, de la « Nouvelle Armée », en déplacement près de Merville, 5 août 1915.

En août 1914, 300 000 hommes s’étaient engagés, et 450 000 autres les avaient rejoints avant la fin de septembre. Le recrutement resta à peu près constant pendant 1914 et au début de 1915, mais chuta brutalement au cours des années suivantes, en particulier après la campagne de la Somme, qui fit 420 000 victimes britanniques. Un aspect important de ces premiers mois d’engagement volontaire fut la formation de bataillons de camarades. Des amis qui avaient vécu ou travaillé ensemble, s’engagèrent ensemble, suivirent un entraînement ensemble et furent affectés aux mêmes unités. La politique de ce recrutement dans la population locale fit que quand ces bataillons de camarades subissaient des pertes, des villes, des villages, des quartiers entiers en Grande-Bretagne souffraient de manière disproportionnée. Avec l’introduction de la conscription en janvier 1916, les bataillons de camarades furent abandonnés. Au début de la guerre, le recrutement du régiment se faisait souvent à l'échelle du comté qui lui donnait son nom mais cette identité diminue au cours du conflit : l'East Kent Regiment (en) (« 1st Buffs ») comptait 83% d'hommes originaires du Kent en 1914 et seulement 28% en 1918 ; cependant, les civils du Kent continuèrent de mener de nombreuses actions de soutien à leur bataillon. 
La conscription commença en janvier 1916 pour les hommes célibataires. Quatre mois plus tard, elle fut étendue à tous les hommes entre 18 et 41 ans. La loi sur le service militaire de 1916 spécifiait que les hommes de 18 à 41 ans étaient susceptibles d’être appelés dans l’armée sauf s’ils étaient mariés (ou veufs avec des enfants) ou servaient dans une des professions réservées, la plupart du temps des professions industrielles, mais qui incluaient aussi des hommes d’église et des enseignants. Cette législation ne s’appliquait pas en Irlande, bien qu’elle fasse alors partie intégrante du Royaume-Uni ; une tentative pour une conscription obligatoire en Irlande eut lieu en 1918, mais échoua ; elle constitua un facteur de la Guerre d'indépendance irlandaise. En janvier 1916, quand la conscription fut introduite, 2,6 millions d’hommes s’étaient déjà portés volontaires ; 2,3 millions supplémentaires furent appelés avant la fin de la guerre et à la fin de 1918, l’armée atteignait sa taille maximale de quatre millions d’hommes.
Les femmes aussi se portèrent volontaires et servirent dans un rôle non-combattant ; à la fin de la guerre, 80000 d'entre elles s’étaient engagées Elles servirent principalement comme infirmières dans le Queen Alexandra's Imperial Military Nursing Service (QAIMNS), le First Aid Nursing Yeomanry (FANY), le Voluntary Aid Detachment (VAD) ; et à partir de 1917, dans l’armée, quand fut fondée le WAAC, le Women's Army Auxiliary Corps. Le WAAC était divisé en quatre sections : cuisine, mécanique, administration et varia. La plupart restèrent en Grande-Bretagne, mais environ 9 000 servirent en France et en Belgique comme le firent Nellie Spindler et Elsie Mabel Gladstone, toutes deux mortes en service.

## Le commandement

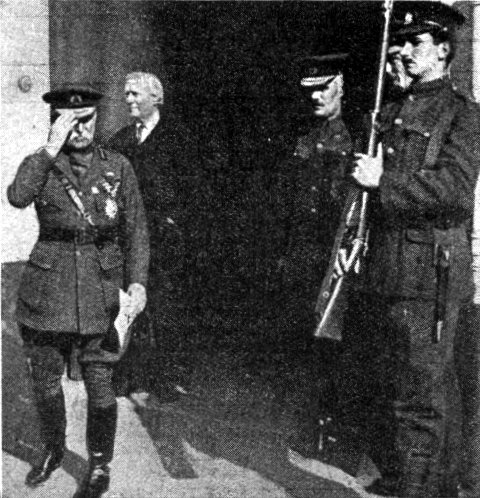
Le maréchal John French et le premier ministre Herbert Asquith au quartier général de la BEF, 26 juin 1915.

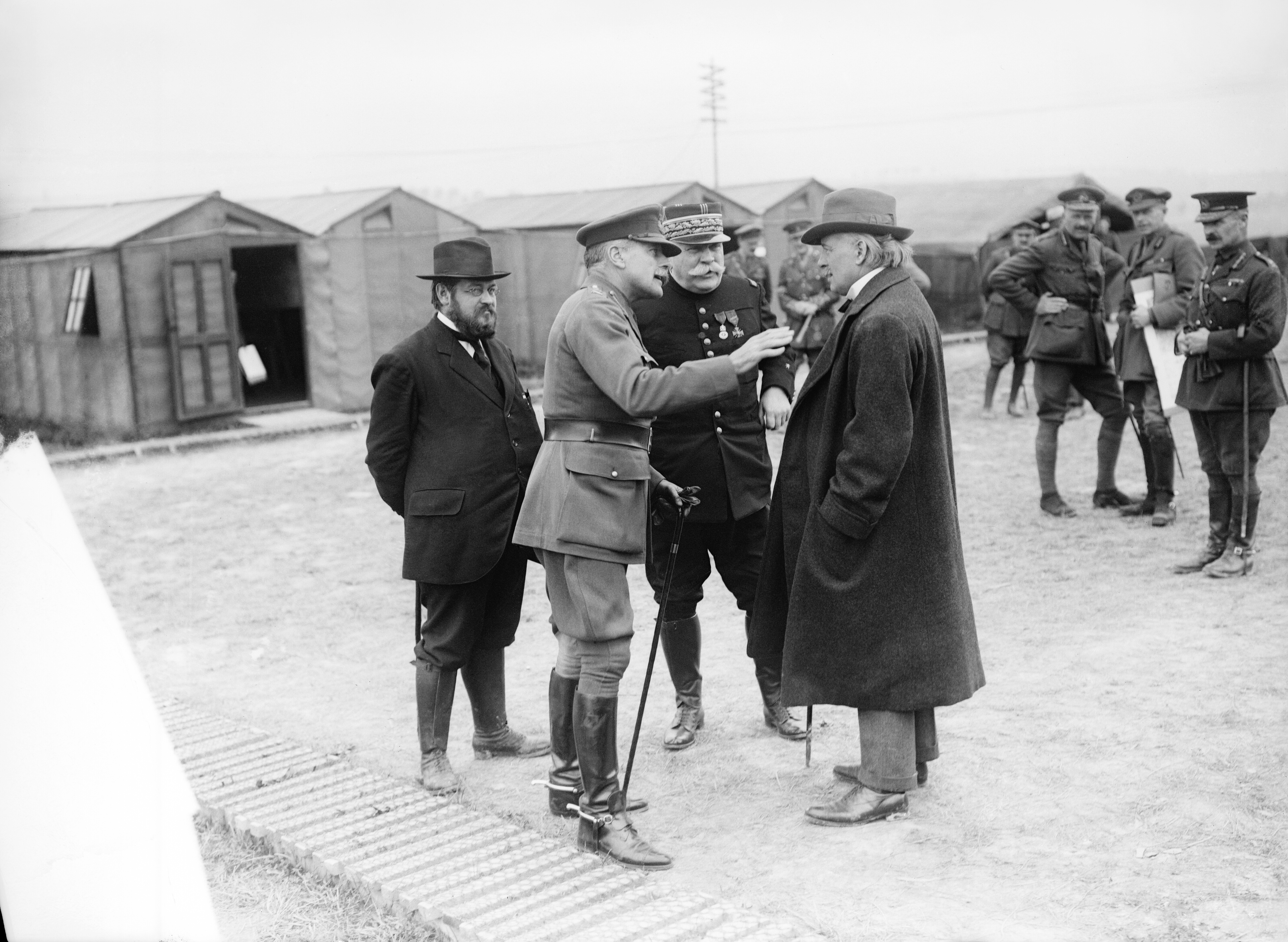
Le ministre français Albert Thomas, le maréchal britannique Douglas Haig, le maréchal français Joseph Joffre et le ministre britannique Lloyd George au quartier général de la 14e armée britannique à Méaulte, 12 septembre 1916.

En 1914, aucun officier britannique en service du Corps expéditionnaire britannique (BEF) n'avait contrôlé une formation plus grande qu'une division dans une opération réelle. Le premier commandant en chef du BEF nommé en août 1914 était le field marshal John French. Son précédent commandement d'active avait été celui de la division de cavalerie dans la seconde guerre des Boers.
Le commandant du 1er corps d'armée en 1914 était Douglas Haig. French avait fait la remarque en 1912 que Haig conviendrait mieux à une position à l'état-major qu'à un commandement de terrain. Comme French, Haig venait de la cavalerie. Son dernier commandement d'active datait aussi de la seconde guerre des Boers, d'abord comme officier supérieur d'état-major dans la division de cavalerie, ensuite au commandement d'un groupe de colonnes de la taille d'une brigade. Le premier commandant du 2e corps d'armée était le lieutenant général James Grierson, un tacticien renommé, qui mourut d'une crise cardiaque peu après son arrivée en France. French aurait aimé nommer le lieutenant général Herbert Plumer pour le remplacer, mais contre le souhait de French, Kitchener nomma le lieutenant général Horace Smith-Dorrien, qui avait commencé sa carrière militaire dans la guerre anglo-zouloue de 1879 et faisait partie des cinq officiers survivants de la bataille d'Isandhlwana. Il s'était bâti une impressionnante réputation comme commandant d'infanterie pendant la campagne du Soudan et la seconde guerre des Boers. Après celle-ci, il fut responsable de plusieurs réformes, en particulier d'un renforcement de l'entrainement au sol de la cavalerie. En tant que cavalier, French leur était hostile et en 1914, son antipathie envers Smith-Dorrien était bien connu dans l'armée.
Après l'offensive ratée à la bataille de Loos en 1915, French fut remplacé comme commandant de la BEF par Haig, qui garda le commandement jusqu'à la fin de la guerre. Il devint célèbre pour son rôle dans la bataille de la Somme en 1916, la bataille de Passchendaele, et l'offensive des Cent-Jours, la série de victoires qui a conduit à la capitulation allemande en 1918. Haig fut remplacé au commandement de la 1re armée par le général Charles Monro, auquel succéda le général Henry Horne en septembre 1916, le seul officier issu de l'artillerie à commander une armée britannique pendant la guerre.
Le général Plumer fut finalement nommé au commandement du 2e corps en décembre 1914, puis succéda à Smith-Dorrien au commandement de la 2e armée en 1915. Il avait commandé un détachement d'infanterie montée pendant la seconde guerre des Boers, où sa réputation avait grandi. Il assura le commandement au saillant d'Ypres pendant trois ans et remporta une victoire écrasante sur l'armée allemande à la bataille de Messines de 1917. Plumer est généralement reconnu comme l'un des commandants supérieurs britanniques les plus efficaces sur le front occidental.

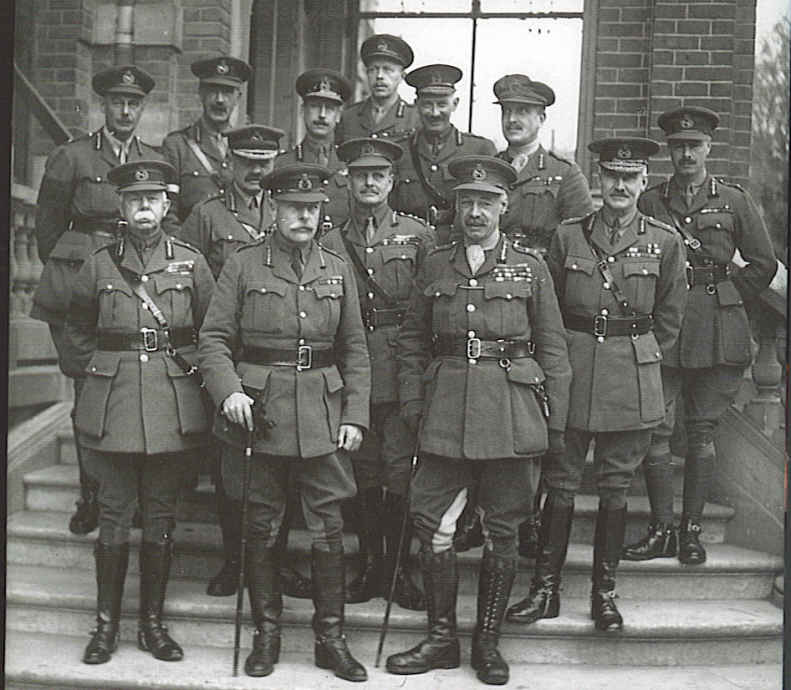
Sir Douglas Haig avec les commandants de l'armée et ses chefs d'état-major, novembre 1918. Devant, de gauche à droite: Herbert Plumer, Haig, Henry Rawlinson. Milieu, de gauche à droite : Julian Byng, William Birdwood, Henry Horne. Derrière, de gauche à droite : Lawrence, Kavanagh, Brudenell White, Percy, Louis Vaughan, Archibald Montgomery-Massingberd, Anderson.

En 1914, le général Edmund Allenby commandait la division de la cavalerie, ultérieurement le corps de la cavalerie, dans le BEF. Ses aptitudes au commandement furent remarquées pendant le repli lors de la bataille de Mons et la première bataille d'Ypres,,. Après un commandement dans un corps d'infanterie, il fut nommé pour commander la 3e armée sur le front occidental. Il avait servi auparavant dans la guerre anglo-zouloue, la campagne du Soudan et la seconde guerre des Boers. En 1917, on lui offrit le commandement de la Force expéditionnaire égyptienne, où il supervisa la conquête de la Palestine et de la Syrie en 1917 et 1918. C'est Allenby qui remplaça Archibald Murray, qui avait été le chef d'état-major du corps expéditionnaire britannique en France en 1914.
Allenby fut remplacé comme commandant de la troisième armée par le général Julian Byng, qui avait commencé la guerre en commandant la 3e division de cavalerie. Après son bon comportement pendant la première bataille d'Ypres, il succéda à Allenby à la tête du corps de cavalerie. Il fut envoyé aux Dardanelles en août 1915, pour y commander le 9e corps. Il planifia l'évacuation très bien réussie de 105 000 hommes des troupes alliées et de la majorité des équipements du corps expéditionnaire de la Méditerranée (MEF). Le retrait fut achevé en janvier 1916, sans aucune perte humaine Byng était déjà retourné sur le front occidental, où on lui donna le commandement du Corps canadien. Son engagement le plus notable fut la bataille de la crête de Vimy en avril 1917, qui fut menée par le corps canadien avec un soutien britannique.
Le général Henry Rawlinson avait servi dans l'état-major de Kitchener lors de l'avancée qui culmina avec la bataille d'Omdurman, en 1898, et dans la seconde guerre des Boers, où il gagna la réputation d'être un des commandants britanniques les plus capables. Rawlinson prit le commandement du 4e corps de l'armée britannique en 1914, puis celle de la 4e armée en 1916, alors que se développaient les plans de l'attaque alliée dans la Somme. Au cours de la guerre, Rawlinson fut remarqué pour sa propension à utiliser des tactiques militaires innovantes, comme pendant la bataille d'Amiens, en 1918, où il combina des attaques par des tanks avec l'artillerie.
Le général Hubert Gough commanda avec distinction un régiment d'infanterie montée au cours de la libération de Ladysmith, mais ses troupes furent détruites au cours d'une attaque contre une large force Boer en 1901. Quand il rejoignit le BEF, il lui fut offert de commander la 3e brigade de cavalerie, mais il fut promu en moins d'un an du commandement d'une brigade à celui d'un corps: en septembre 1914, il commandait la 2e division de cavalerie, en avril 1915 la 7e division et le 1er corps britannique en juillet 1915. Il commandait ce corps en particulier pendant la bataille de Loos. En mai 1916, il fut nommé commandant de la 5e armée, qui souffrit de lourdes pertes pendant la bataille de Passchendaele. L'effondrement de la 5e armée est considérée en général comme la cause de la percée allemande pendant l'offensive du Printemps et Gough fut démis de son commandement en mars 1918, et fut remplacé par le général William Birdwood pendant les derniers mois de la guerre. Birdwood avait commandé auparavant le Corps australien, un poste qui requérait une combinaison de tact et de sens tactique.
Pendant l'expédition de Salonique, le général George Milne commanda l'armée britannique de Salonique et le général Ian Standish Monteith Hamilton le malheureux MEF pendant la campagne de Gallipoli. Il avait auparavant servi pendant la première guerre des Boers, la campagne du Soudan et la seconde guerre des Boers.
Sur le sol britannique, le chef d'état-major général de l'Empire britannique (CIGS), de fait le commandant professionnel de l'armée britannique, était le général James Murray, qui garda ce poste pendant les premières années de la guerre. Il fut remplacé en tant que CIGS en 1916 par le général William Robertson.Robertson, qui soutenait fortement Haig, fut remplacé en 1918, par le général Henry Hughes Wilson.

### Sélection des officiers

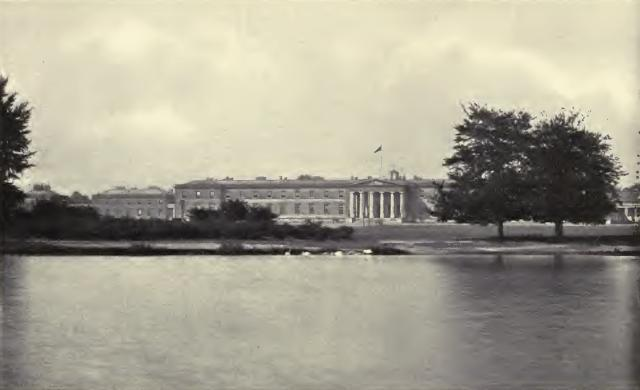
Académie royale militaire de Sandhurst vers 1900.

En août 1914, il y avait 28 060 officiers dans l'armée britannique, 12 738 d'entre eux étant des officiers d'active, les autres étant réservistes. Le nombre des officiers de l'armée augmenta jusqu'à atteindre 164 255 en novembre 1918. C'étaient les survivants des 247 061 officiers qui avaient reçu une commission au cours de la guerre.
La plupart des officiers d'avant-guerre venaient de familles qui avaient des connexions avec l'armée, la gentry ou la pairie; une éducation dans une public school était presque essentielle.
En 1913, environ 2 % seulement des officiers d'active venaient des rangs. Le corps des officiers, pendant la guerre, était constitué d'officiers d'active de l'armée régulière d'avant-guerre, d'officiers à qui avaient été données des commissions permanentes pendant la guerre, d'officiers à qui avaient été données des commissions temporaires pour la durée de la guerre, d'officiers de l'armée territoriale commissionnés en temps de paix, d'officiers commissionnés issus des rangs de l'armée régulière ou territoriale d'avant-guerre et d'officiers temporaires issus des rangs et commissionnés seulement pour la durée de la guerre.
En septembre 1914, Lord Kitchener annonça qu'il cherchait des sous-officiers volontaires ou de l'armée régulière afin de donner à l'armée en pleine expansion les officiers nécessaires. La plupart des volontaires venaient de la classe moyenne, le groupe le plus large étant celui des professions commerciales ou administratives (27 %), suivi par les enseignants et les étudiants (18 %) et les professions libérales (15 %). En mars 1915, on découvrit que 12 290 hommes du rang avaient été membres d'un corps d'entraînement aux fonctions d'officier à l'université ou dans une public school. La plupart demandèrent et obtinrent des commissions d'officier, et certains n'en ayant pas demandé en reçurent aussi une. Les commissions directes cessèrent pour la plupart au début de 1916, et à partir de ce moment la plupart des nouveaux officiers avaient d'abord servi dans les rangs, éventuellement dans une unité d'officiers potentiels,.

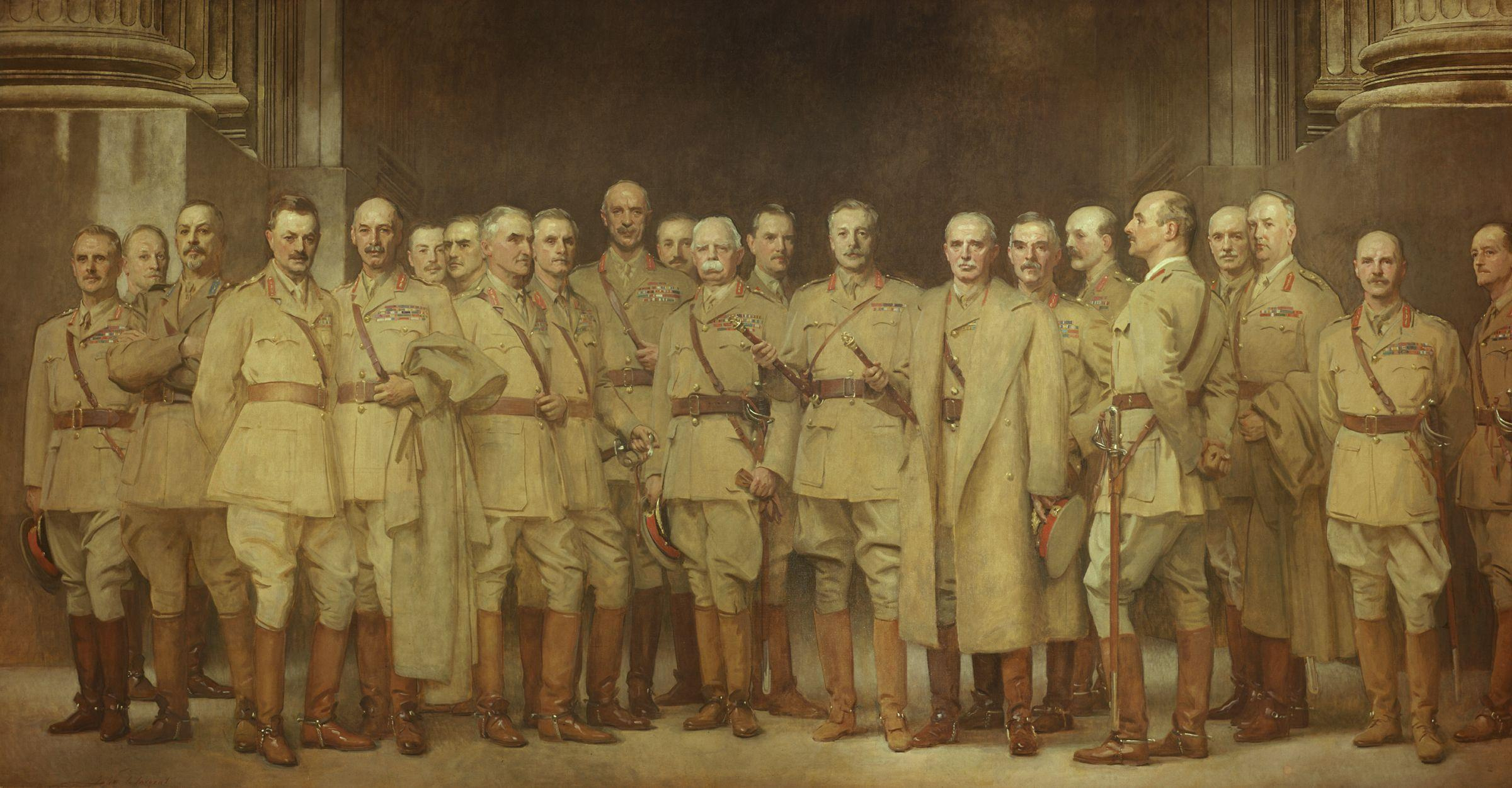
General Officers of World War I, peinture de John Singer Sargent (1922).

Une fois qu'un candidat était sélectionné comme officier, sa promotion pouvait être rapide. A. S. Smeltzer reçut une commission comme sous-lieutenant en 1915, après avoir servi dans l'armée régulière pendant 15 ans. Il s'éleva dans la hiérarchie, et au printemps 1917 avait été promu lieutenant colonel et commandait le 6e bataillon « The Buffs » (Royal East Kent Regiment).
En plus de ces promotions rapides, la guerre contribua aussi à baisser l'âge des officiers commandant un bataillon. En 1914, ils avaient plus de 50 ans, alors que l'âge moyen pour un officier commandant un bataillon du BEF entre 1917 et 1918 était de 28 ans. À cette période, la politique officielle était que les hommes de plus de 35 ans n'étaient plus éligibles aux fonctions de commandant d'un bataillon. Cette tendance se répercutait sur les officiers subalternes. Anthony Eden était officier d'état major d'un bataillon à l'âge de 18 ans, et servit d'officier d'état major dans la 198e brigade de la 66e division (2nd East Lancashire) à seulement 20 ans.
La guerre donna aussi des opportunités d'avancement à l'état-major, surtout au début, lorsque de nombreux officiers supérieurs furent rappelés de leur retraite. Certains furent jugés insuffisants, à cause de leur âge avancé, de leur manque de bonne volonté, ou d'une absence de compétence et d'aptitude ; la plupart furent renvoyés en retraite avant la fin de la première année de guerre, laissant un vide qui dut être rempli par des officiers de moindre rang. Les critiques sur la qualité de l'état-major dans la Guerre de Crimée et la seconde guerre des Boers avaient conduit à des changements considérables sous Haldane. Le Staff College, centre de formation pour l'état-major, à Camberley, fut agrandi et Lord Kitchener établit un autre établissement de formation pour l'état major à Quetta pour les officiers de l'armée des Indes en 1904. Néanmoins, quand la guerre éclata en août 1914, il y avait à peine assez de diplômés pour remplir les positions du BEF. Une formation à l'état major de quatre mois fut introduite, et remplie avec des officiers des régiments qui, après avoir terminé leur entraînement, furent placés dans divers quartiers généraux. En conséquence, le travail à l'état-major fut à nouveau de mauvaise qualité, jusqu'à ce que l'entraînement et l'expérience remédient à la situation. En 1918, les officiers d'état major qui n'avaient été entraînés qu'à une guerre statique dans les tranchées durent s'adapter aux nouvelles demandes d'une guerre semi-ouverte.
Au cours de la guerre, 78 officiers britanniques ou des dominions d'un rang égal ou supérieur à celui de général de brigade furent tués ou moururent en service actif, et 146 autres furent blessés, gazés ou capturés.

## Doctrine

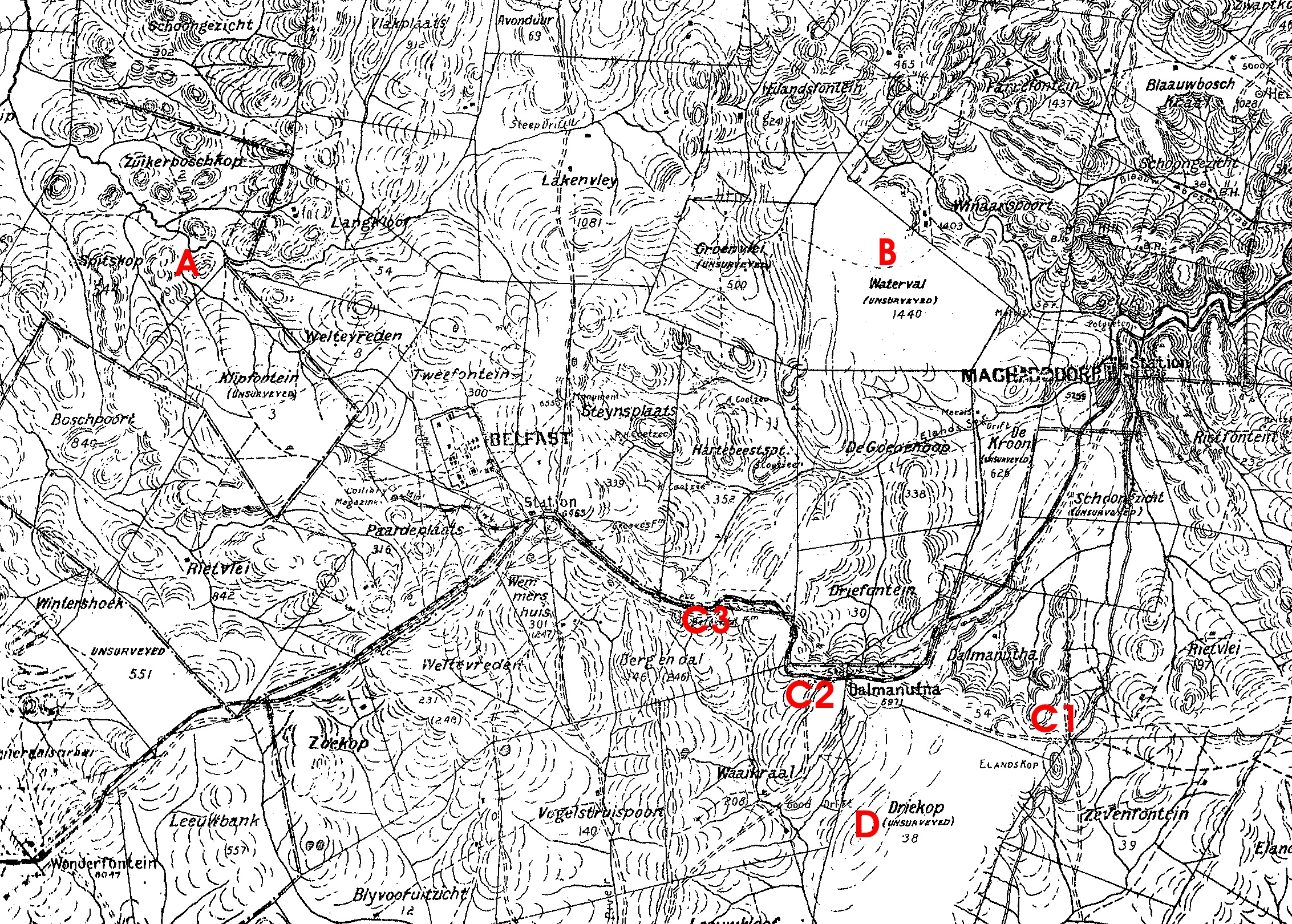
Carte dressée par les services de renseignement britanniques pendant la seconde guerre des Boers : en rouge, emplacement des canons de fabrication française utilisés par les Boers à la bataille de Bergendal en août 1900.

Le général de brigade James Edward Edmonds, un historien officiel britannique, déclara en 1925 que « L'armée britannique de 1914 est l'armée la mieux entraînée, la mieux équipée et la mieux organisée que le Royaume-Uni ait jamais envoyé à la guerre » . C'était en partie dû aux réformes Haldane et en partie à l'armée elle-même qui avait reconnu la nécessité de changements et de l'entraînement. L'entraînement commençait avec un entraînement individuel en hiver, suivi par un entraînement de l'escadron, de la compagnie ou de la batterie au printemps, du régiment, du bataillon et de la brigade en été et de la division, avec des exercices entre les divisions et des manœuvres de l'armée à la fin de l'été et en automne. La doctrine commune aux quartiers-généraux à tous les niveaux était expliquée dans le Livre de poche du service de terrain (Field Service Pocket Book), dont Haig avait introduit l'emploi en 1906, alors qu'il dirigeait les études d'état-major au War Office.
La seconde guerre des Boers avait alerté l'armée sur les dangers des zones de feu couvertes par des fusils à chargeur de longue portée. Au lieu de tirs en salve et d'attaques frontales, on mettait davantage l'accent sur le fait d'avancer en ordre étendu, d'utiliser toute couverture disponible, d'utiliser l'artillerie pour soutenir l'attaque, de privilégier les attaques de flanc et convergentes et les tactiques de tirs et déplacements. L'armée attendait de ses unités qu'elles avancent aussi loin que possible en une ligne de tir sans ouvrir le feu, à la fois pour cacher leurs positions et préserver les munitions, puis d'attaquer en vagues successives, accrochant l'ennemi de manière décisive.
La cavalerie pratiquait la reconnaissance et le combat démonté plus régulièrement et, en janvier 1910, il faut décider à la conférence de l'état-major général que la cavalerie démontée devait apprendre les tactiques d'infanterie en attaque et en défense. C'était la seule cavalerie d'une puissance européenne majeure à être entraînée à la fois pour les charges de cavalerie montée et pour l'action démontée, et à être équipée des mêmes fusils que l'infanterie, plutôt qu'avec des carabines à courte portée. La cavalerie fut aussi équipée de pelles-pioches avant que la guerre n'éclate, en conséquence de l'expérience acquise pendant la seconde guerre des Boers.
La qualité de tir de l'infanterie et les techniques de tir et de mouvement avaient été inspirées par les tactiques des Boers et elles furent érigées en doctrine formalisée par le colonel Charles Monro, alors qu'il était responsable de l'École de mousqueterie, au camp de l'armée, à Shorncliffe. En 1914, le tir au fusil des Britanniques était si efficace qu'il y eut des rapports indiquant que les Allemands pensaient être confrontés à de très grands nombres de mitrailleuses. L'armée se concentrait sur la pratique du fusil, des jours entiers étant passés sur les champs de tir pour améliorer la qualité de tir et obtenir un taux de 15 cartouches par minute atteignant une cible à 300 yards (270 mètres) ; un sergent établit un record de 38 cartouches dans une cible de 12 pouces (305 millimètres) placée à 300 yards (270 mètres) en 30 secondes. Dans leur réunion d'adresse au maniement des armes de 1914, le 1er bataillon, Black Watch, lista 184 tireurs d'élite, 263 de première classe, 89 de seconde classe et quatre de troisième classe, à des portées de 300 yards (270 mètres) à 600 yards (550 mètres). L'infanterie pratiquait aussi des attaques d'escadron et de section et des tirs à couvert, souvent sans ordres d'officiers ou de sous-officiers, afin que les soldats puissent être capables d'agir de leur propre initiative. Dans le dernier exercice avant la guerre, il fut indiqué que « l'infanterie faisait un magnifique usage du terrain, des avancées courtes et rapides, toujours au pas de course et presque invariablement des tirs en position couchée ».

### Armement
Voir aussi Uniformes et équipements de l'armée britannique durant la Première Guerre mondiale (en)

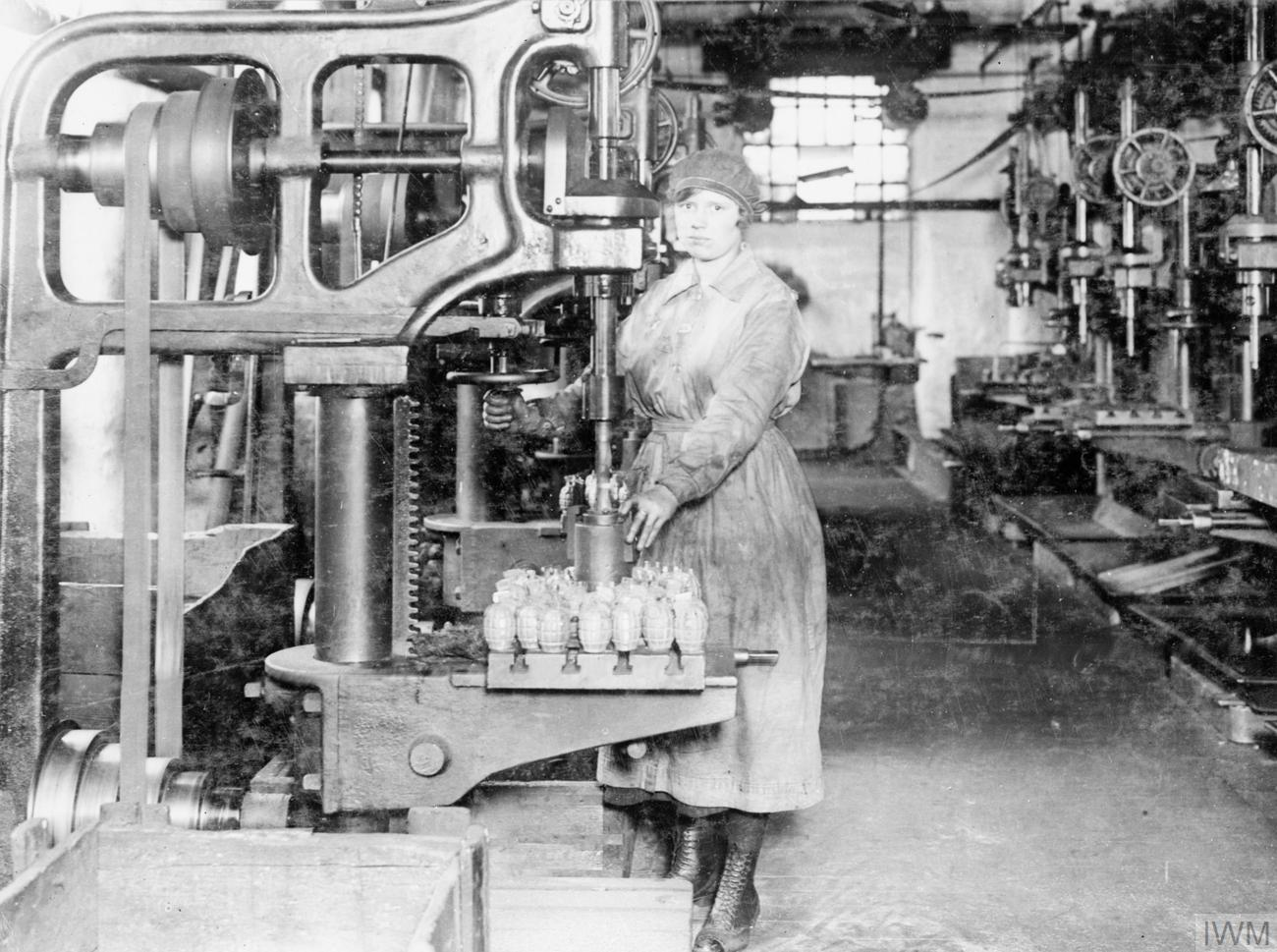
Fabrication de grenades Mills, 1914-1918.

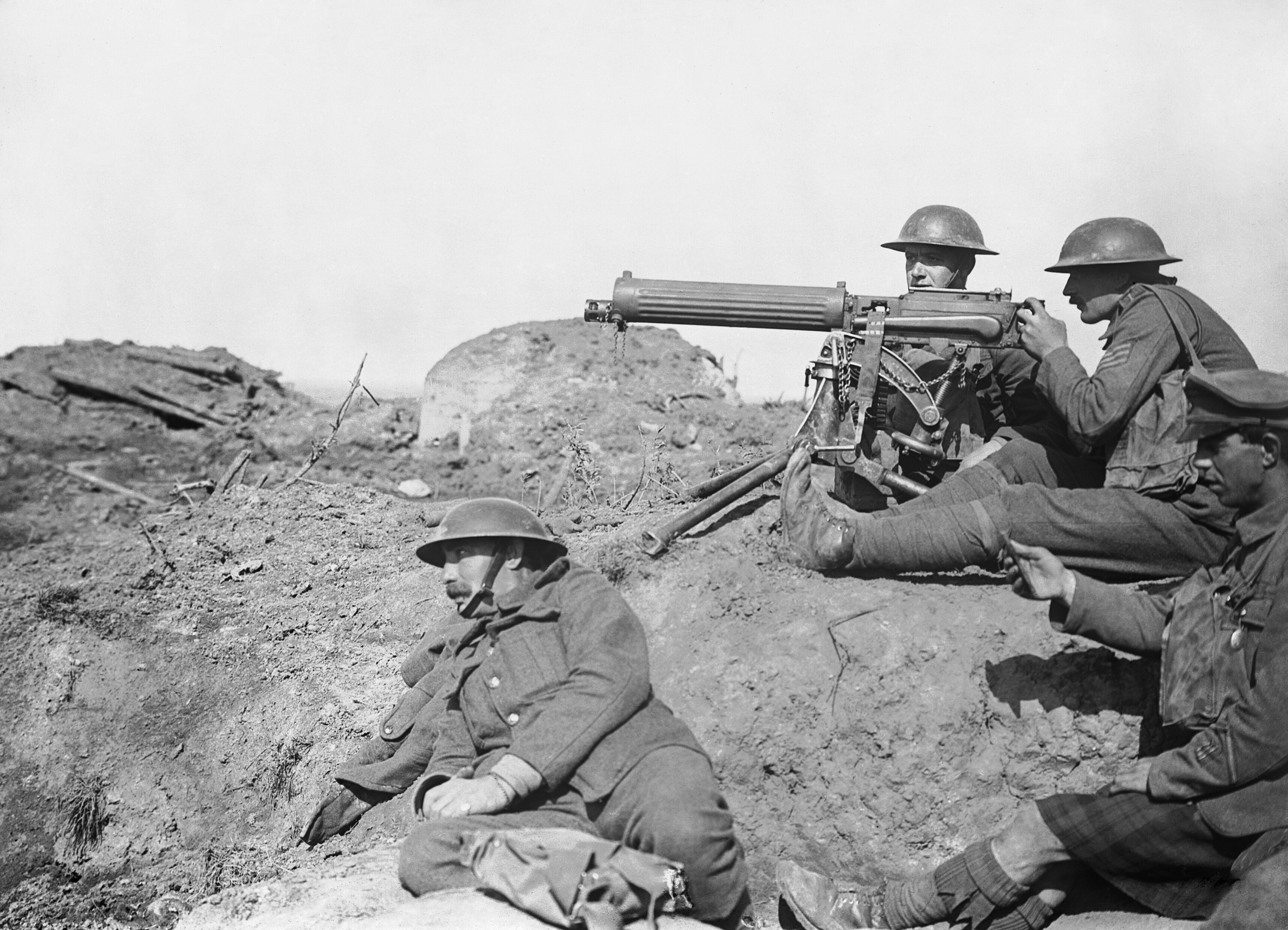
Mitrailleuse Vickers en action dans la bataille de Passchendaele, le 21 septembre 1917.

L'armée britannique était équipée de fusils Lee-Enfield Mark III (SMLE Mk III), qui disposait d'un verrou rotatif et d'un magasin de grande capacité permettant à un tireur entraîné de 20 à 30 tirs ciblés à la minute. Les récits de la Première Guerre mondiale parlent des troupes britanniques repoussant des attaquants allemands, qui disaient plus tard avoir affronté des mitrailleuses, alors qu'il ne s'agissait que d'un groupe de tireurs entraînés et équipés de SMLE. La lourde mitrailleuse Vickers s'avéra l'arme la plus fiable sur le champ de bataille, certains de ces hauts-faits de résistance entrant dans la mythologie militaire. Un récit évoque par exemple l'action de la 100e compagnie du corps des mitrailleurs au Bois des Fourcaux le 24 août 1916. Cette compagnie avait 10 mitrailleuses Vickers ; on lui donna l'ordre de couvrir pendant 12 heures une certaine zone, à une distance de 2 000 yards (1 830 mètres), pour empêcher les troupes allemandes de s'y rassembler pour une contre-attaque pendant qu'une attaque britannique était en cours. Deux compagnies d'infanterie furent adjointes afin de ravitailler en munitions, en rations et en eau les mitrailleurs. Deux hommes travaillèrent sans arrêt pendant 12 heures à une machine remplissant les bandes de munitions, pour maintenir le stock de bandes de 250 cartouches. Ils utilisèrent 100 nouveaux canons et toute l'eau, dont celle destinée à la boisson des hommes et les contenus des seaux des latrines, pour maintenir les mitrailleuses à une température assez basse pour fonctionner. Au cours de cette période de 12 heures, les dix mitrailleuses tirèrent un peu moins d'un million de cartouches. Une équipe en aurait tiré 120 000 à elle seule. À la fin de l'opération, on affirma que chaque mitrailleuse continuait à fonctionner parfaitement et qu'aucune ne s'était cassée pendant toute la période.

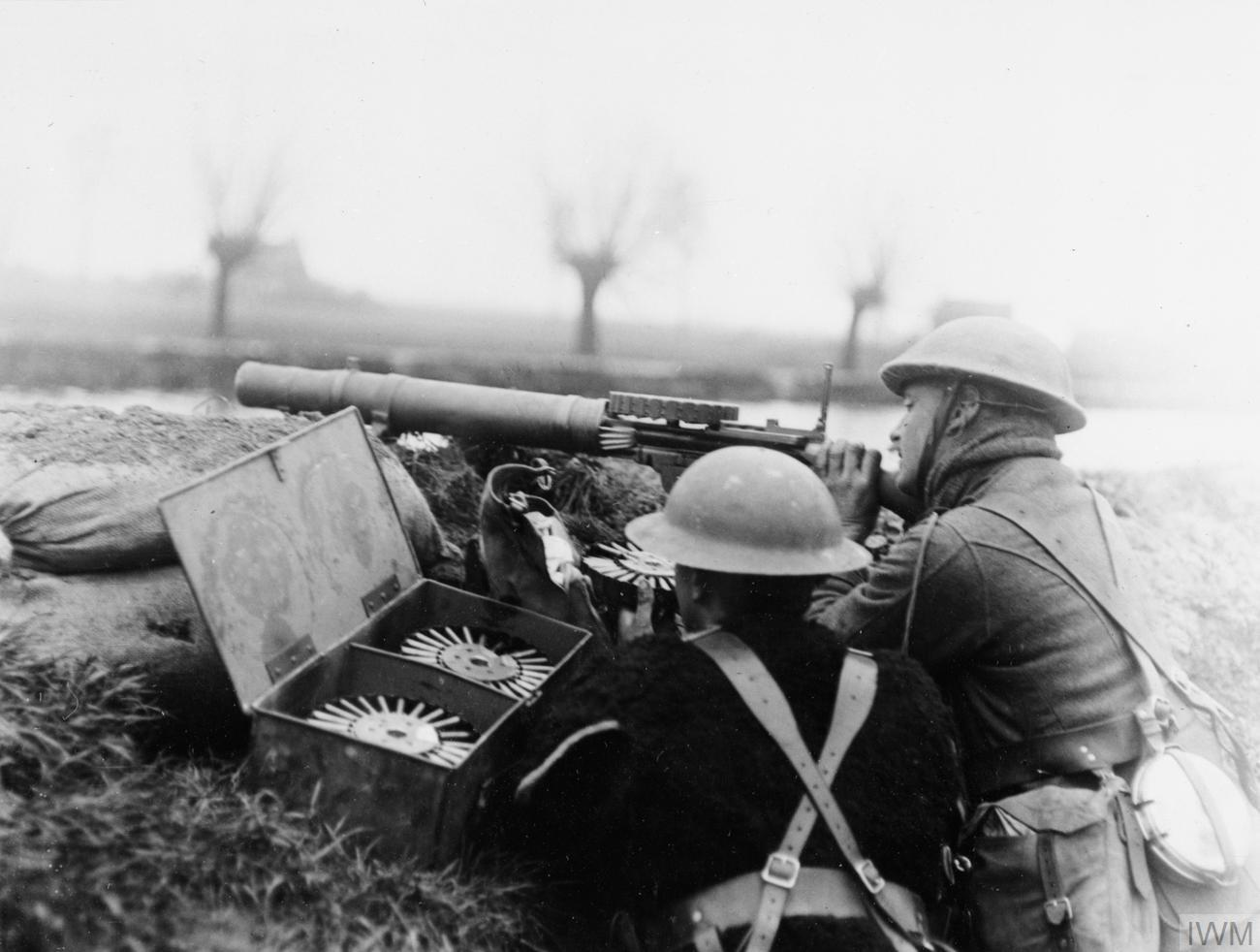
Usage d'un fusil-mitrailleur Lewis Mark I à la bataille de Hazebrouck, le 15 avril 1918.

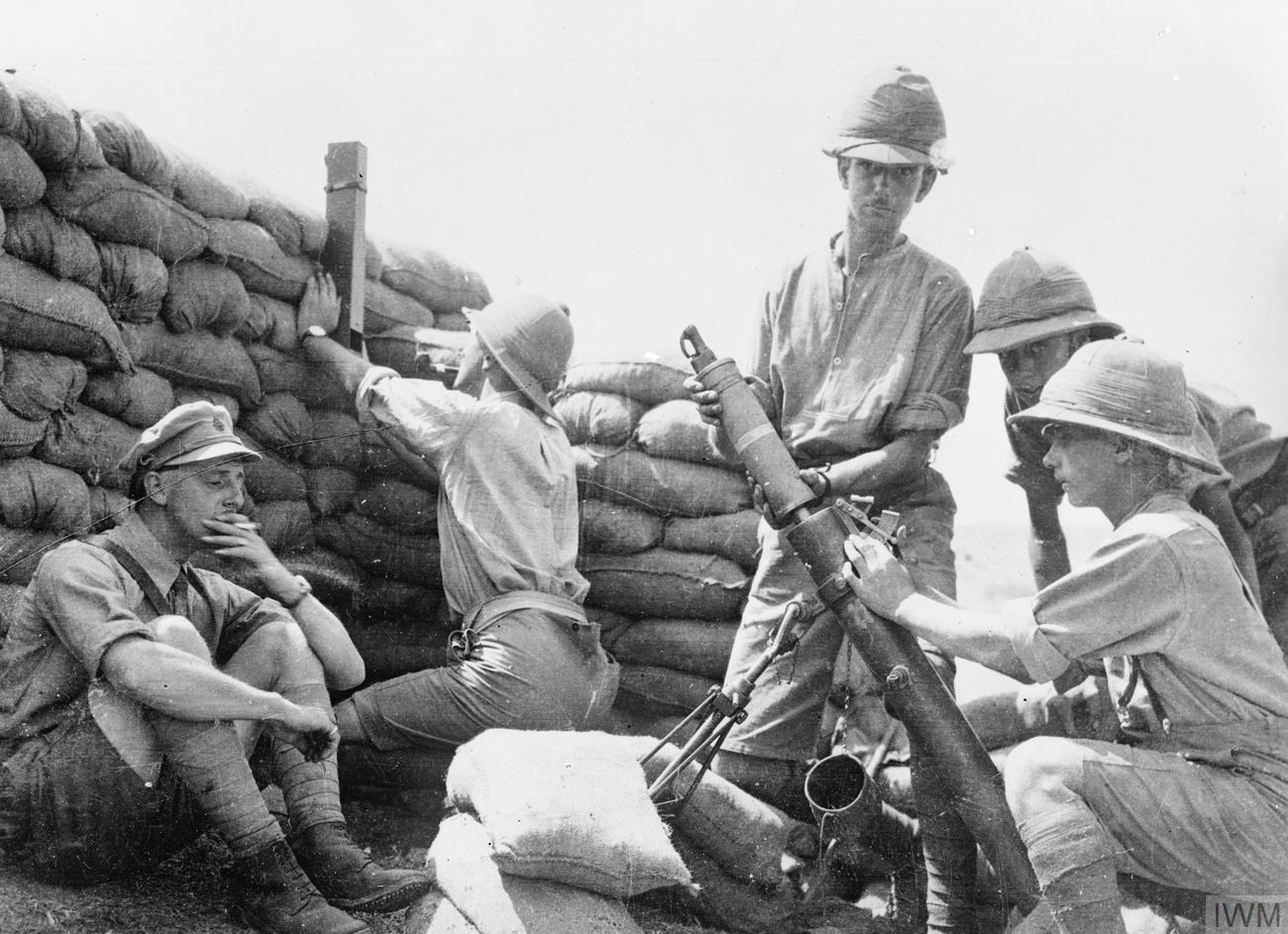
Usage d'un mortier Stokes au Moyen-Orient, v. 1916-1917.

Le fusil-mitrailleur plus léger Lewis Mark I fut adopté pour des opérations sur terre et par air en octobre 1915. Le Lewis avait l'avantage d'être environ 80 % plus rapide à assembler que les Vickers, et beaucoup plus portable. À la fin de la Première Guerre mondiale, plus de 50 000 Lewis avaient été produits. Ils étaient omniprésents sur le front occidental, environ 3,1 plus nombreux que les Vickers.
Les Britanniques utilisent des mortiers improvisés en guise de palliatif, le en:2-inch medium mortar et son projectile "pomme caramel" étant déployés à partir de mars 1915 . Il a été remplacé par le mortier Stokes de 81 mm, mis en service pour la première fois à la fin de 1915 qui fut plus tard également adopté par l'armée française.
Enfin, le tank Mark I — une invention britannique — fut perçu comme la solution à l'impasse de la guerre de tranchée. Le Mark I pouvait parcourir 37 km sans refaire le plein, et il avait une vitesse de 3 milles par heure (4,8 km/h) ; il fut utilisé pour la première fois sur la Somme en septembre 1916.

### Tactiques de l'infanterie

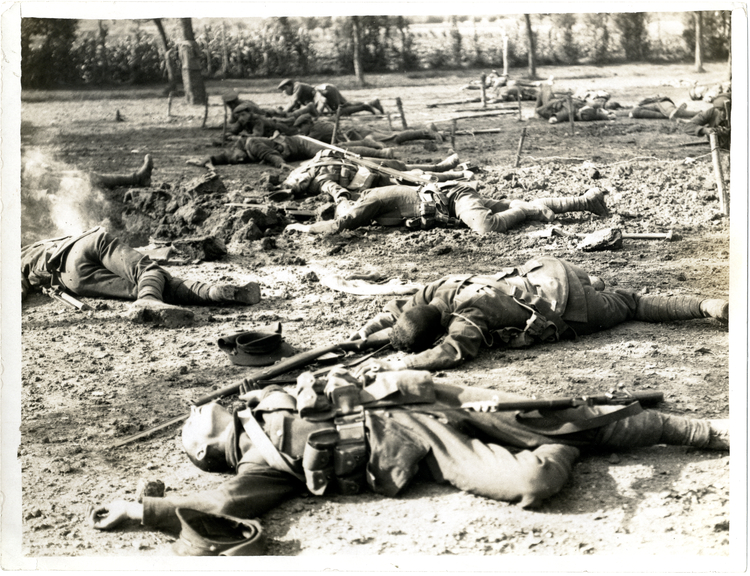
Soldats tués pendant un assaut sur le front français, le 6 septembre 1915.

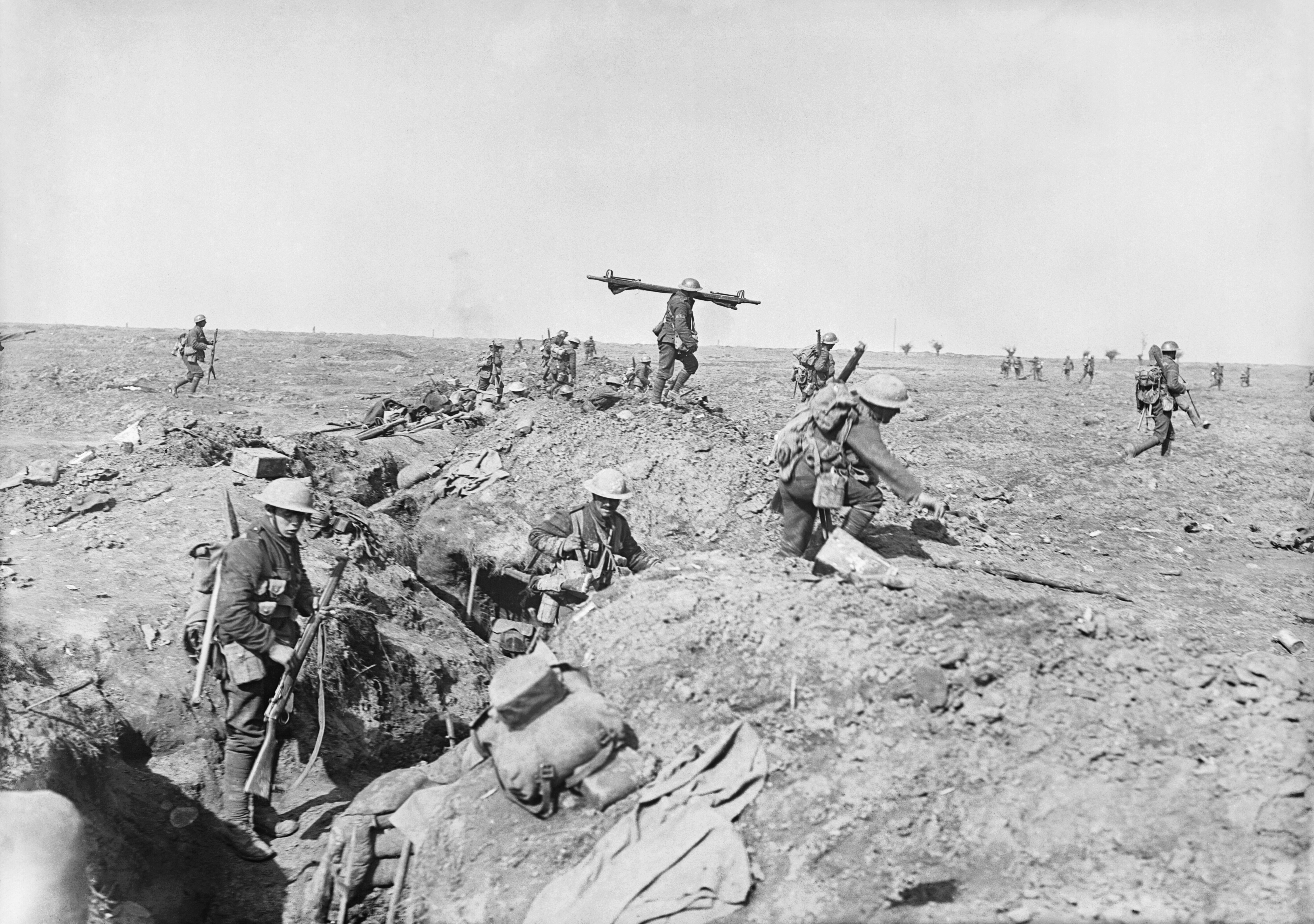
Infanterie britannique avançant en soutien durant la bataille de Morval, le 25 septembre 1916, durant l'offensive de la Somme.

Après la « course à la mer », la guerre de manœuvres laissa la place à la guerre de tranchées, un développement auquel l'armée britannique n'était pas préparée. S'attendant à une guerre de mouvements, offensive, l'armée n'avait pas instruit les troupes sur les tactiques de défense et n'avait pas des stocks de barbelés, de grenades à main ou de mortiers de tranchées. Les premières années de la guerre de tranchés, la formation d'attaque normale de l'infanterie était basée sur le bataillon, qui comprenait quatre compagnies, chacune formée de quatre pelotons. Le bataillon formait dix vagues séparées de 100 yards (91 mètres), chaque compagnie deux vagues de deux pelotons. Les six premières vagues étaient les éléments combattants de trois des compagnies du bataillon, la septième incluait l'état-major du bataillon ; la compagnie restante formait les huitième et neuvième vagues, qui apportaient l'équipement, la dixième comprenait les porteurs de civières et le personnel médical. La formation devait avancer en parcourant 100 yards (91 mètres) toutes les deux minutes, chaque homme portant son fusil, une baïonnettes , un masque à gaz, des munitions, deux grenades à main, des pinces coupantes, une pelle, deux sacs à sable vides et des fusées éclairantes. Les pelotons de transport, en plus du matériel précédent, portaient aussi des munitions supplémentaires, du fil barbelé et des matériaux de construction pour réparer les lignes et les fortifications récupérées à l'ennemi.
En 1918, l'expérience avait conduit à changer de tactique ; l'infanterie n'avançait plus en lignes rigides, mais formait une série de vagues flexibles. Ils se déplaçaient à couvert, dans l'obscurité et occupaient des trous d'obus ou d'autres abris près des lignes allemandes. Des tirailleurs formaient la première vague et suivaient le barrage rampant dans la ligne de front allemande pour y traquer les points de résistance. La deuxième vague, la vague principale, suivait en formation de peloton ou de section en une seule file. La troisième était formée de petits groupes de renfort, la quatrième vague devait défendre le territoire conquis. Toutes ces vagues devaient tirer profit du terrain pendant l'avancée.
Chacun peloton avait maintenant une section munie d'un Lewis et une section spécialisée dans le jet de grenades à main (maintenant appelées bombes), chaque section devant aussi fournir deux éclaireurs pour des missions de reconnaissance duties. Les pelotons devaient se couvrir mutuellement par des tirs au cours de l'attaque, sans s'arrêter ; mais une tactique de « saute-mouton » était acceptée, le peloton de tête s'emparant d'un objectif, et les pelotons suivants les dépassant vers le prochain objectif, tandis que les mitrailleurs les couvraient. Les grenades étaient alors utilisées pour sécuriser l'accès aux tranchées et aux abris, chaque bataillon portant deux mortiers de tranchée en soutien.

### Tactiques des chars

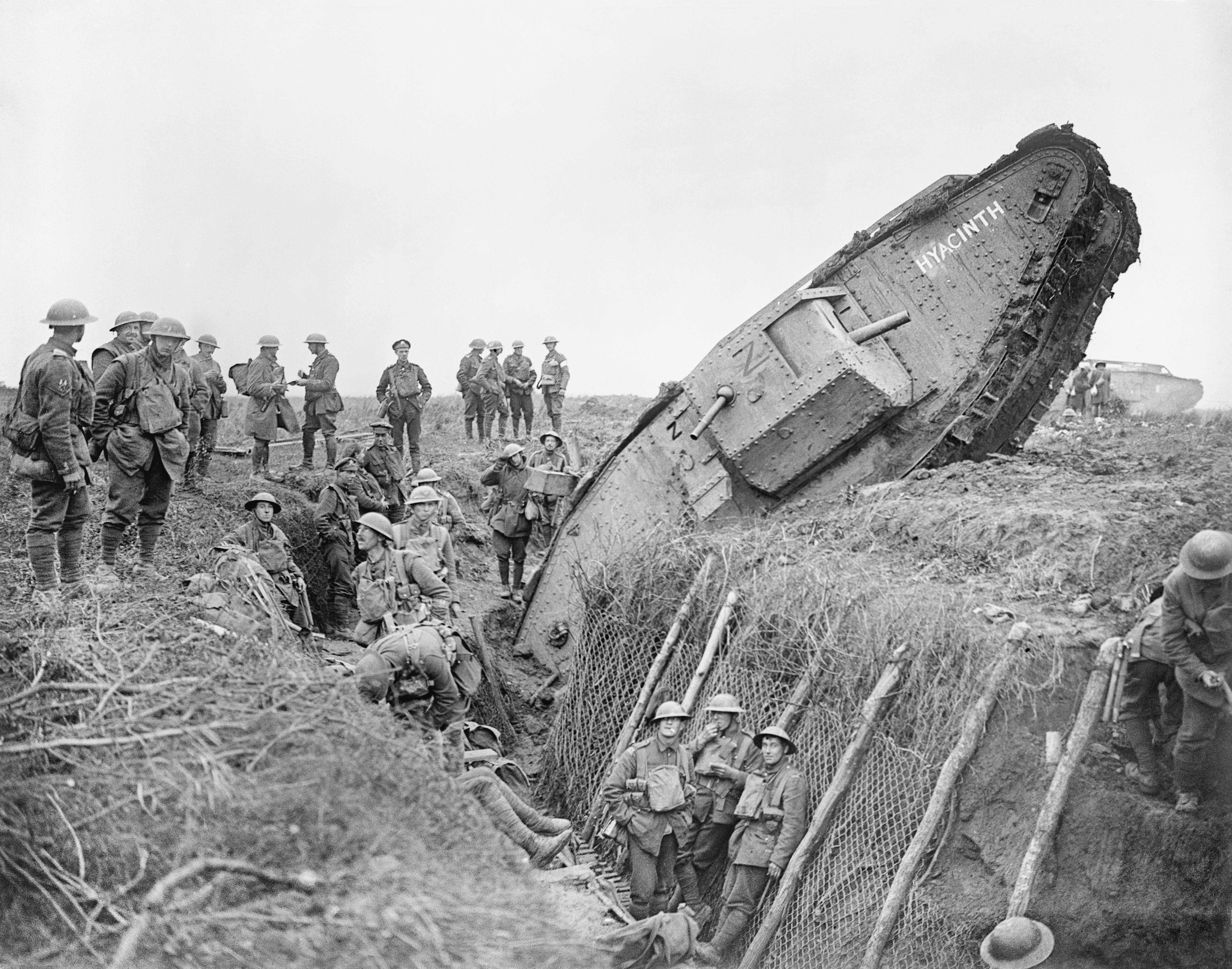
Un char Mark IV « mâle » enlisé dans une tranchée allemande pendant la bataille de Cambrai, le 20 novembre 1917.

Les tanks étaient destinés à permettre de sortir de l'impasse de la guerre de tranchées. Lors de leur première utilisation sur la Somme, ils étaient placés sous le commandement de l'infanterie et devaient attaquer les cibles fixées en groupes ou en paires. On leur assignait aussi de petits groupes d'hommes, qui servaient d'escorte tout en fournissant une défense rapprochée contre les attaques de l'ennemi. Neuf tanks seulement atteignirent les lignes allemandes pour attaquer les emplacements où se trouvaient les mitrailleuses ou les concentrations de troupes. En chemin, 14 tanks tombèrent en panne ou furent abandonnés, 10 autres furent endommagés par des tirs ennemis.
En 1917, pendant la bataille de Cambrai, le régiment royal des tanks adopta de nouvelles tactiques. Trois tanks agissant de concert devaient avancer en formation triangulaire, deux tanks à l'arrière servant de couverture pour une peloton d'infanterie. Les tanks devaient créer des trous dans les barbelés pour permettre à l'infanterie de passer, puis utiliser leur armement pour supprimer les centres de résistance des Allemands. L'efficacité de cette coopération entre les tanks et l'infanterie fut démontrée pendant la bataille, quand le général de division George Montague Harper de la 51e division (Highland) refusa de coopérer avec les tanks, une décision qui les poussa à avancer sans soutien de l'infanterie ; le résultat fut la destruction de plus de 12 tanks par l'artillerie allemande les repérant depuis des casemates.
La situation avait encore changé en 1918, les attaques de tanks consistant à placer un tank tous les 100 yards (91 mètres) ou 200 yards (183 mètres), avec une compagnie de 12 à 16 tanks par objectif. Une section de chaque compagnie était placée à l'avant, le reste suivant derrière et chaque tank fournissant une couverture pour un peloton d'infanterie qui avait l'ordre d'avancer, en utilisant les abris et la couverture disponibles et protégés par le tir des mitrailleuses. Quand les tanks tombaient sur un centre de résistance de l'ennemi, ils devaient engager le combat avec les défenseurs, les forçant à s'abriter et les abandonnant ensuite aux actions de l'infanterie.

### Tactiques de l'artillerie

Caisssons d'artillerie hippomobile près du canal du Nord en France, 1918.

Avant la guerre, l'artillerie opérait de manière indépendante et on lui enseignait à appuyer l'infanterie pour assurer le succès de l'attaque. En 1914, le canon d'artillerie de plus gros calibre était celui de 60 livres, et il y en avait quatre par batterie. La Royal Horse Artillery employait le canon de 13 livres, la Royal Field Artillery (en) utilisait celui de 18 livres. En 1918, la situation avait changé ; l'artillerie était la foce dominante sur le champ de bataille. Entre 1914 et 1918, la Royal Field Artillery était passée de 45 brigades à 173 tandis que l'artillerie lourde et l'artillerie de siège de la Royal Garrison Artillery (en) était passée de 32 batteries d'artillerie lourde et six de siège à 117 et 401 respectivement.
Avec cette augmentation du nombre de batteries de canons lourds, les armées avaient besoin de trouver des méthodes plus efficaces pour les déplacer (il s'avérait difficile de trouver le nombre de chevaux de trait requis). Le War office commanda plus 1000 tracteurs Holt à chenille, qui transformèrent la mobilité de l'artillerie de siège. L'armée monta aussi une variété de canons navals en surplus sur différentes plateformes de chemin de fer pour fournir une artillerie lourde à longue portée sur le front occidental.
Jusqu'à 1914, l'artillerie tirait généralement sur des cibles visibles à travers un parcours sans obstacle, et d'ordinaire la plus large unité tirant sur une seule cible était le régiment d'artillerie ou la brigade. Une innovation apportée par l'adoption de la guerre de tranchées fut le tir de barrage — un terme utilisé pour la première fois lors de la bataille de Neuve Chapelle en 1915. La guerre de tranchées avait créé le besoin d'un tir indirect, reposant sur des observateurs, des plans de tirs plus complexes et une approche de plus en plus scientifique de l'artillerie, les artilleurs devant utiliser des calculs de plus en plus compliqués pour installer les canons. Les canons individuels visaient de façon que la retombée du boulet soit coordonnée avec d'autres pour former un schéma spécifique ; dans le cas de tir de barrage, ce schéma dessinait une ligne.

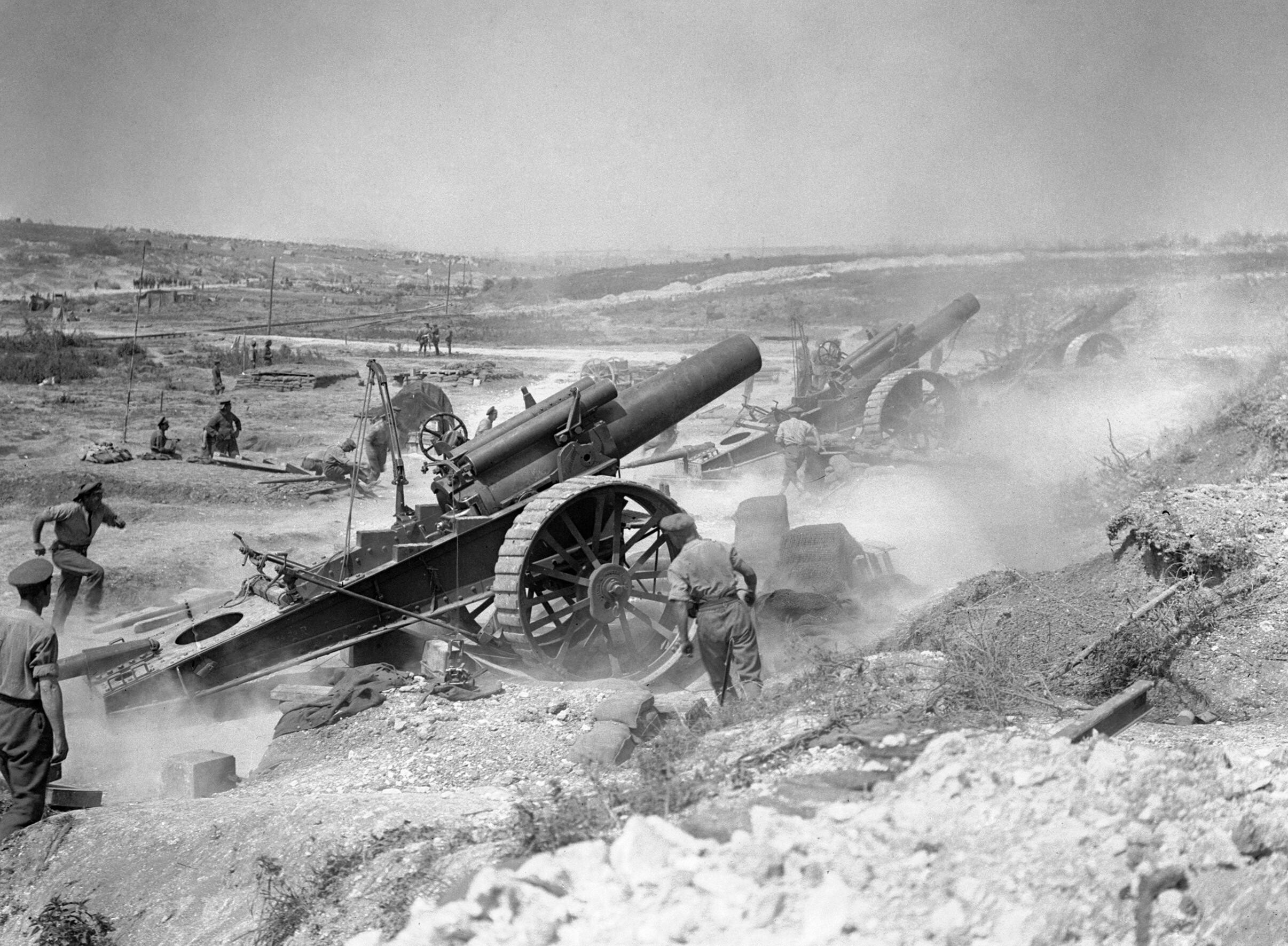
Batterie d'artillerie de, de la de siège, tirant sur la vallée de Fricourt-Mametz, en août 1916, durant la bataille de la Somme.

Le barrage rampant était un tir de barrage qui changeait par petits incréments, peut-être 50 yards (45,72 m), si bien qu'il avançait lentement, au même rythme que l'infanterie qui était entraînée pour suivre de près le mur mouvant du tir de leur artillerie, souvent d'aussi près que 55 yards (50,292 mètres) ; les commandants d'infanterie étaient encouragés à garder leurs troupes aussi près du barrage de tir que possible, même au risque qu'il y ait des victimes de tir ami,. Un barrage rampant pouvait maintenir l'élément de surprise avec des canons ouvrant le feu très peu de temps avant l'assaut des troupes. Il était utile quand les positions des ennemis n'avaient pas été parfaitement reconnues, puisqu'il ne dépendait pas de l'identification de cibles individuelles à l'avance. L'idée derrière le barrage rampant était que l'infanterie pouvait atteindre les positions ennemies avant que leurs défenseurs n'aient le temps de récupérer, d'émerger des abris et de tenir leurs positions. Le premier jour de la bataille de la Somme, le barrage distança l'infanterie, ce qui permit aux défenseurs de récupérer et d'émerger des abris, avec des résultats désastreux pour les attaquants. Le barrage rampant démontra son efficacité un an plus tard, en 1917, pendant la bataille d'Arras. Une faiblesse du barrage rampant était que l'infanterie était subordonnée au timing de l'artillerie, et que les commandants de l'artillerie avaient moins de contrôle sur la situation tactique et étaient donc en danger d'oublier comment manœuvrer leurs troupes sur le champ de bataille. L'importance du barrage était telle que les tactiques traditionnelles de l'infanterie, en particulier la confiance dans la propre puissance de feu de l'infanterie pour protéger ses avancées, étaient parfois oubliée.
Une fois que l'infanterie avait atteint les tranchées allemandes, l'artillerie passait du tir de barrage rampant au tir de barrage fixe, un tir statique qui protégeait l'infanterie d'une contre-attaque pendant qu'ils consolidaient la position. Une variante était l'encagement, où trois ou quatre barrages formaient une boîte — ou plus souvent les trois côtés d'une boîte — autour d'une position pour isoler et empêcher les renforts d'arriver sur la ligne de front. Ce procédé était normalement utilisé pour protéger les raids de tranchée bien qu'il puisse être aussi utilisé de manière offensive contre une unité allemande. Un autre type de barrage était le barrage SOS, tiré en réponse à une contre-attaque allemande. Un barrage SOS déclenché par le signal d'une couleur pré-arrangée d'une fusée éclairante, le tir de barrage allemand risquant de couper les lignes de téléphone. Un barrage de tir planifié d'avance descendait alors sur le No man's land.
Avec l'introduction du tank, l'artillerie n'avait plus besoin d'aider l'infanterie en détruisant obstacles et positions des mitrailleuses. Elle l'assistait maintenant, en revanche, en neutralisant l'artillerie allemande par des tirs de contrebatterie. Les chercheurs de l'armée britannique, sous la direction du lieutenant William Lawrence Bragg développèrent des techniques de repérage par le son, qui permettaient de déterminer la location de l'artillerie ennemie à partir du son des tirs de canon. Un officier d'état-major spécial (CBSO) fut affecté à chaque corps pour coordonner la contrebatterie, en collationnant les rapports issus du repérage par le son et des observateurs aériens du Royal Flying Corps. À la fin de la guerre, on comprit que l'effet le plus important du tir de barrage était de démoraliser et de restreindre les mouvements de l'ennemi, et non de le détruire physiquement ; un bombardement intense de courte durée, suivi immédiatement d'un assaut de l'infanterie, était plus efficace que des semaines usantes de bombardements utilisées en 1916.

### Communications

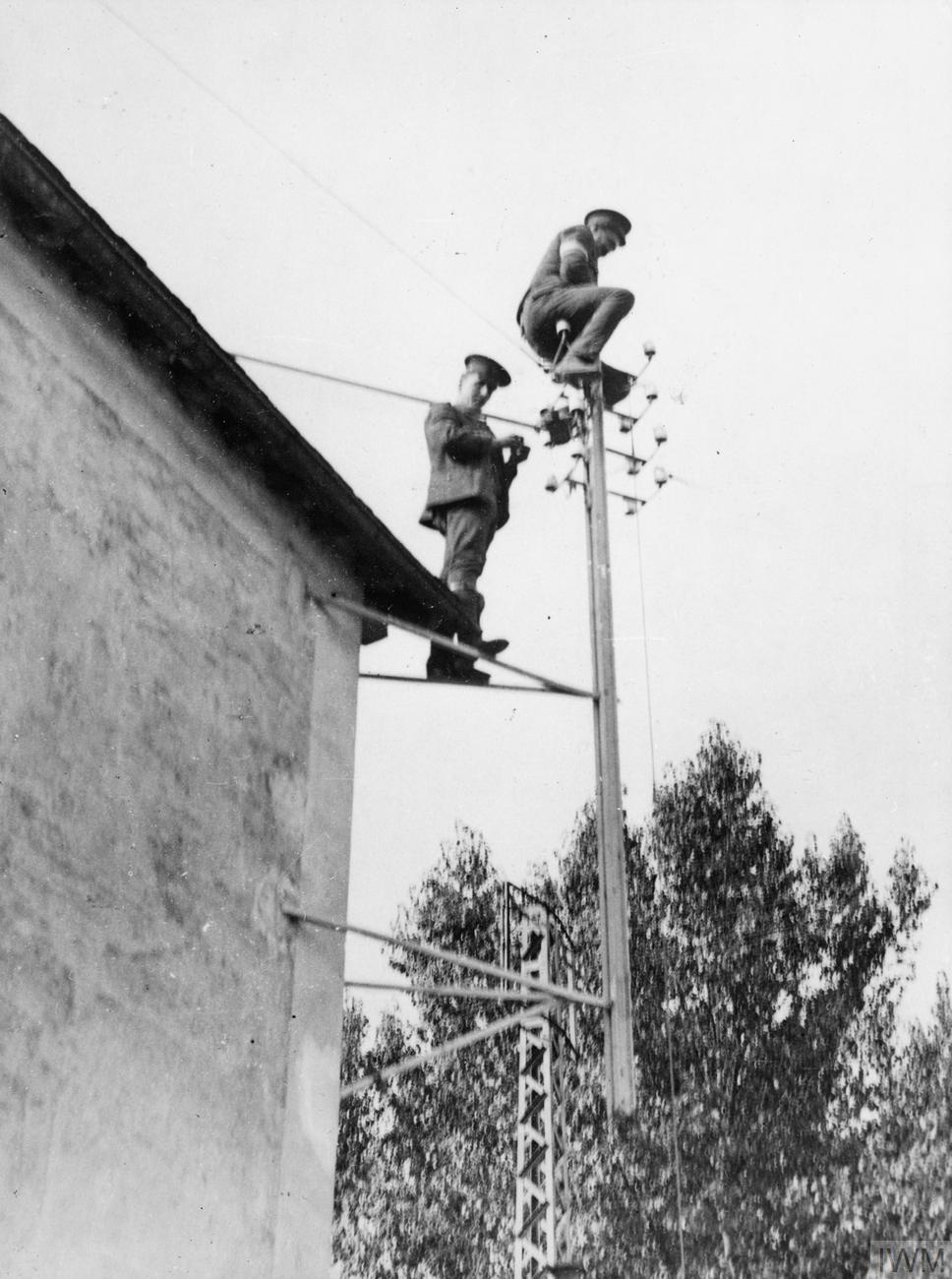
Réparation d'une ligne de télégraphe en France, le 28 septembre 1914.

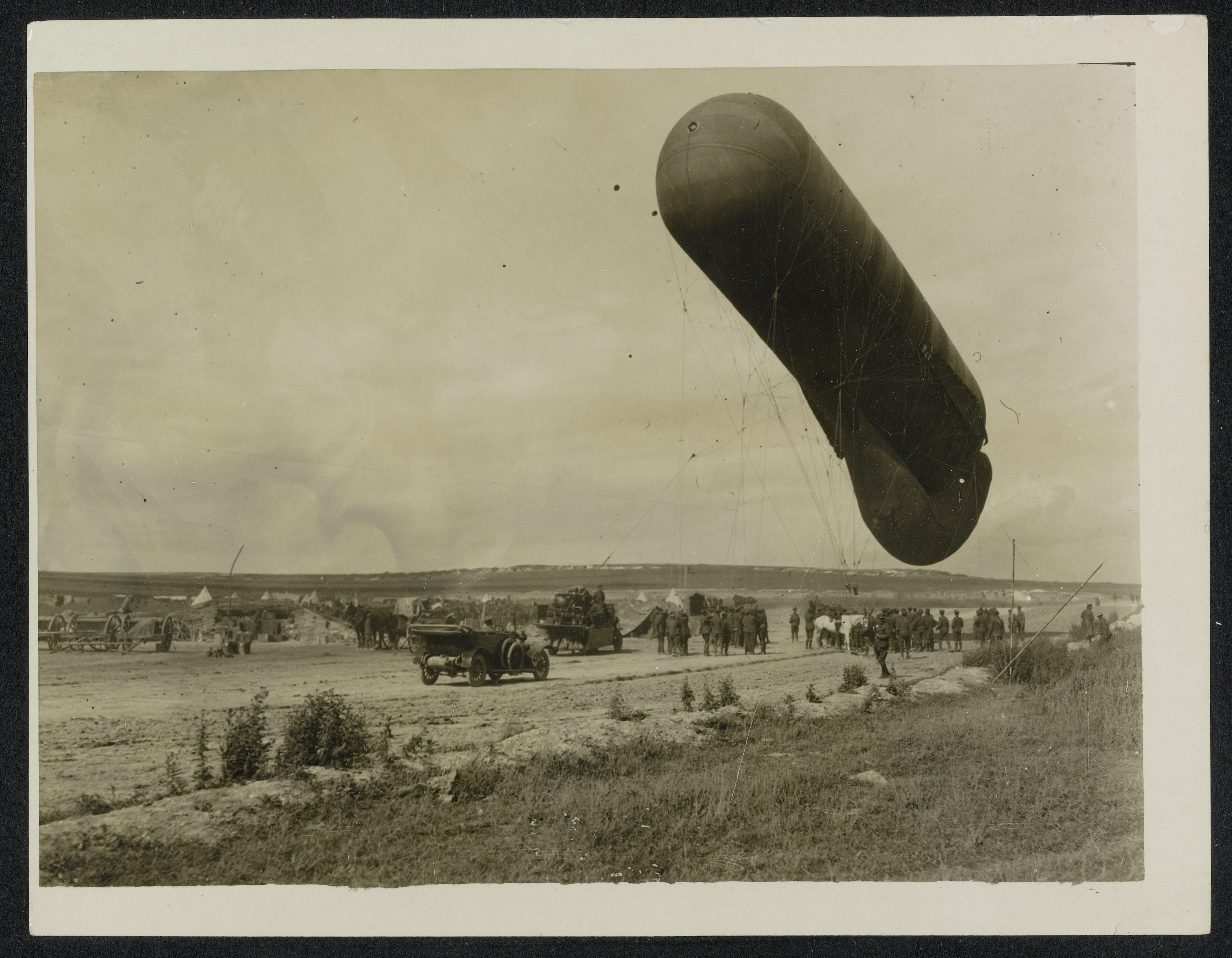
Ballon d'observation britannique en France, 10 juillet 1916.

Le service du signal des Royal Engineers, formé en 1912, se vit confier la responsabilité des communications, qui incluaient des coursiers, le télégraphe, le téléphone et plus tard la transmission sans fil (TSF), des quartiers généraux de l'armée à la brigade et jusqu'au niveau de la batterie pour l'artillerie. Pour la majeure partie de la guerre, la principale méthode de communication de l'armée était l'envoi de messages (utilisant des coursiers, des messagers à cheval, des chiens et des pigeons voyageurs), des signaux visuels, le télégraphe et le téléphone. Au début de la guerre, l'armée avait un petit nombre de systèmes de transmission sans fil, qui étaient non seulement lourds et peu fiables, mais opérations sur ondes longues. En 1915, des systèmes de TSF de tranchées furent introduits, mais les transmissions étaient facilement interceptées par les Allemands .
Les téléphones civils durent utilisés au début de la guerre, mais s'avérèrent peu fiables dans les conditions d'humidité et de boue qui régnaient. Par conséquent, un téléphone de campagne fut conçu, opérant avec son propre standard téléphonique. En plus des communications vocales, il pouvait être aussi utilisé pour envoyer et recevoir des messages codés en code Morse grâce à un bipeur intégré. Ce dispositif était utile quand, au milieu des bombardements, les explosions des obus noyaient le son des communications vocales. Les téléphones étaient connectés par des lignes qui étaient constamment endommagées à cause des tirs d'obus et du mouvement des troupes. Ces lignes furent enterrées, et des lignes redondantes furent mises en place afin de compenser les ruptures.

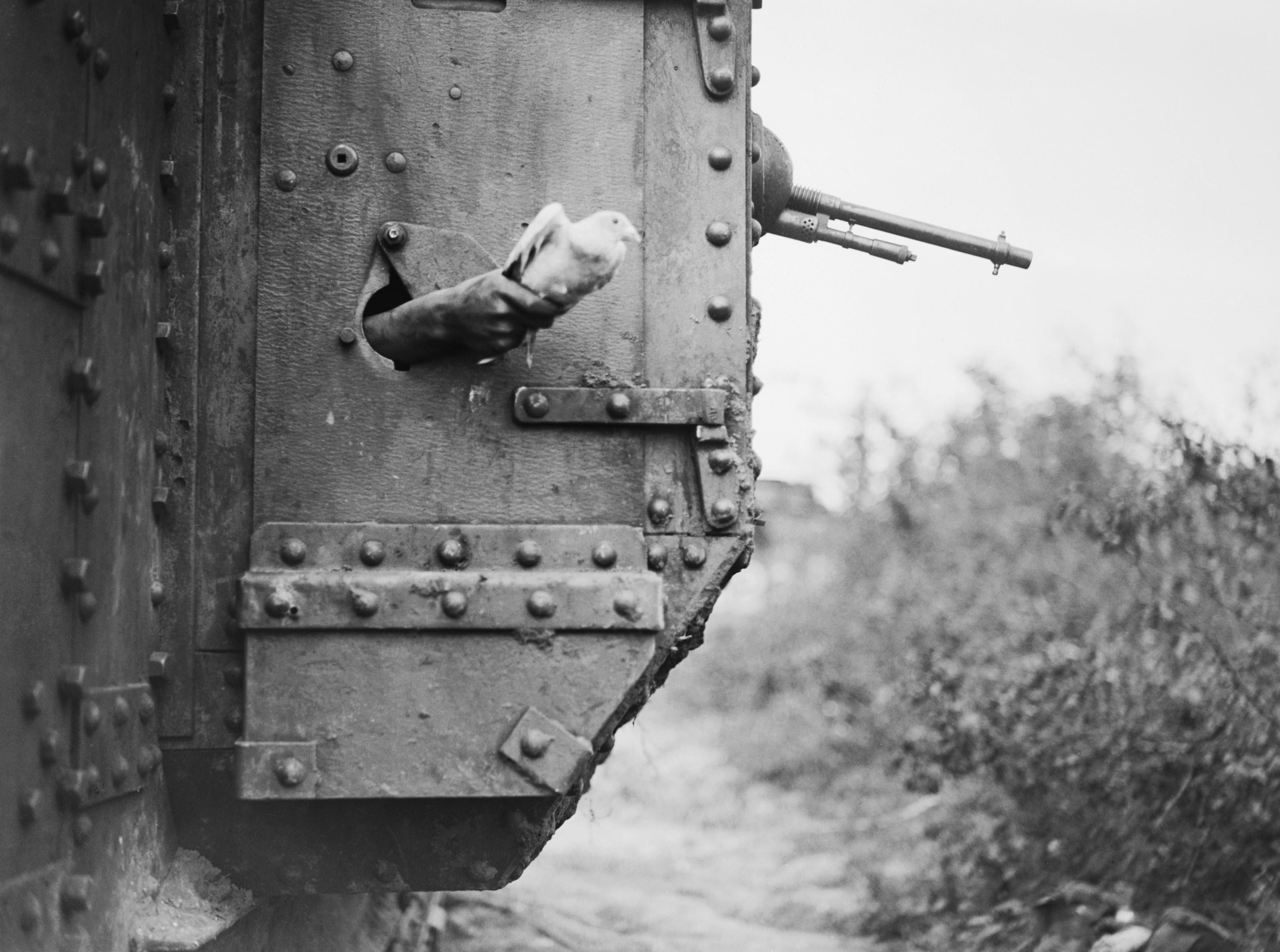
Un pigeon voyageur lâché depuis un tank Mark V pendant la bataille d'Amiens, le 6 août 1918.

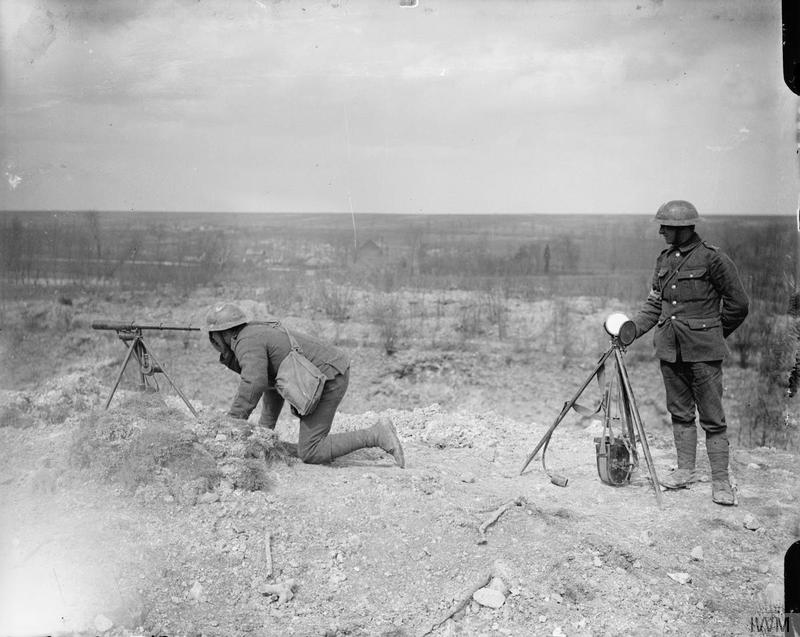
Soldats britanniques maniant un héliographe pendant la bataille d'Arras, en avril-mai 1917.

Les principaux types de signaux visuels étaient les sémaphores, les lampes et les drapeaux, les lampes et les lumières et l'héliographe. Dans la guerre à terrain découvert, la signalisation visuelle (avec des drapeaux et l'héliographe) était la norme. Un spécialiste compétent pouvait transmettre 12 mots à la minute avec des signaux flottants (pendant le jour) et des signaux lumineux (la nuit). Les signaux lumineux, qui étaient protégés par une boîte en bois, utilisaient un code Morse et opéraient grâce à une batterie. Ces techniques de signalisation avaient certains inconvénients, cependant. Dans une guerre de tranchées, les opérateurs utilisant ces méthodes étaient forcés de s'exposer au feu de l'ennemi ; si les messages envoyés à l'arrière par des signaux lumineux ne pouvaient être vus de l'ennemi, les réponses à ces messages étaient immédiatement repérées et les opérateurs, une fois encore, exposés au feu ennemi.
Pendant la guerre, l'armée entraîna aussi des animaux pour les utiliser dans les tranchées. Les chiens portaient des messages ; des chevaux, des mules et des chiens furent utilisés pour installer les câbles du téléphone et du télégraphe. Des pigeons voyageurs, qui transportaient des messages depuis la ligne de front, étaient aussi placés dans les tanks, de manière à pouvoir envoyer des messages au cours d'une attaque. Plus de 20000 pigeons et 370 dresseurs furent employés pendant la guerre et, à certains moments, ils furent les seuls moyens de communication.

### Royal Flying Corps
Voir aussi : Liste des avions du Royal Flying Corps (en)

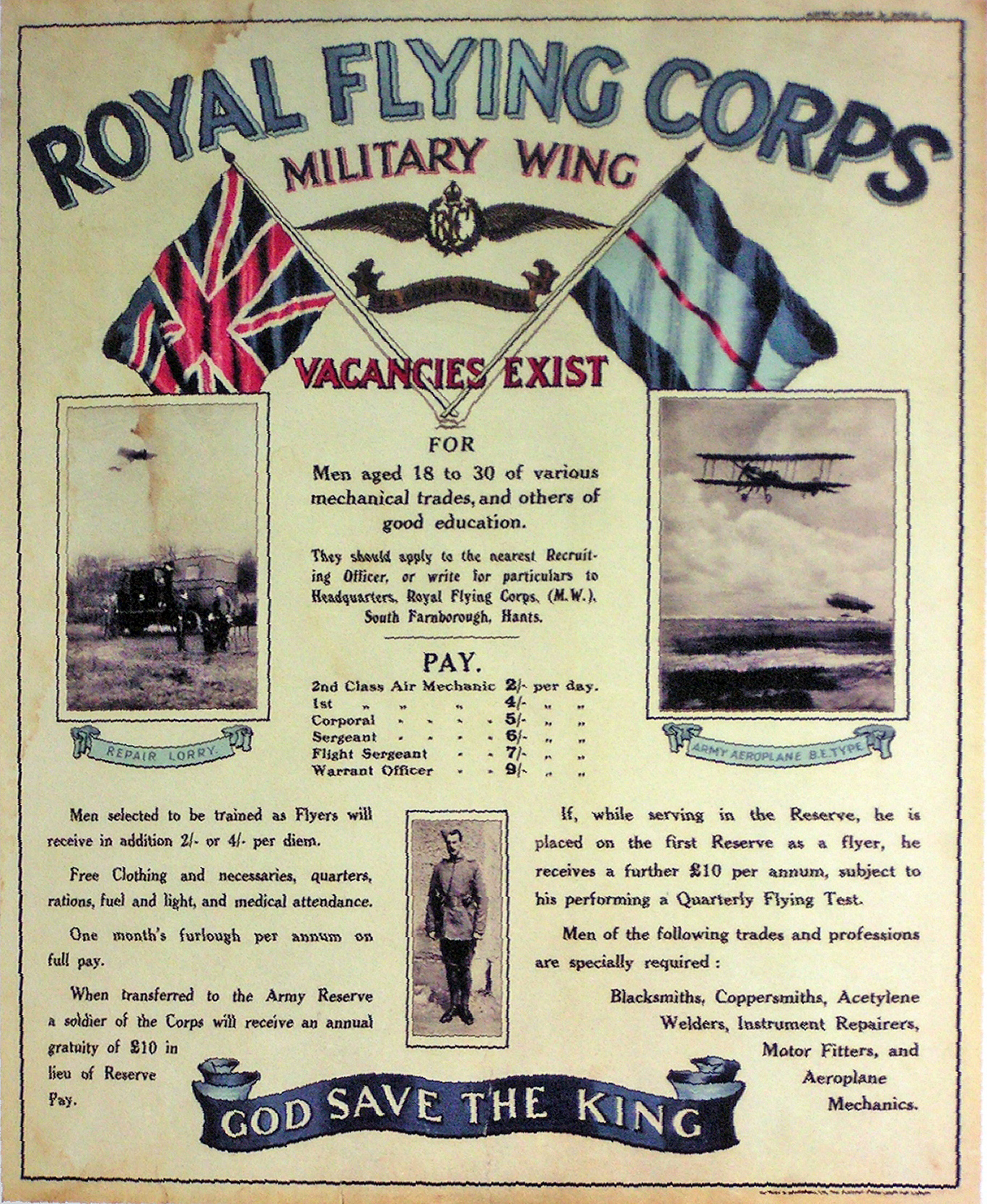
Poster de recrutement du Royal Flying Corps.

Au début de la guerre, le Royal Flying Corps (RFC), commandé par Sir David Henderson consistait en cinq escadrons — un escadron d'observation par ballon (RFC No 1 Squadron) et quatre escadrons d'aéroplanes (Nos 2, 3, 4 and 5). Ces unités furent utilisées pour du repérage aérien pour la première fois le 13 septembre 1914, mais ne devinrent vraiment efficaces que lorsqu'elles eurent perfectionné l'utilisation de la communication sans fil, à Aubers Ridge le 9 mai 1915. La photographie aérienne fut initiée dès 1914, mais une fois encore, elle ne devint effective que l'année suivante. En août 1915, le général Hugh Trenchard remplaça Henderson. L'utilisation par les Britanniques de la puissance aérienne évolua pendant la guerre, d'une simple force de reconnaissance à une force de combat qui s'efforça de prendre possession de l'espace aérien au-dessus des tranchées et d'effectuer des raids de bombardements sur des cibles derrière la ligne de front. La flotte du RFC était inférieure à ses rivaux allemands ; en avril 1917 (l'avril sanglant), le RFC perdit plus de 300 membres d'équipage et 245 appareils. Ce n'est pas avant la fin 1917, et l'introduction du Sopwith Camel et du S.E.5, qu'il devint capable de rivaliser avec succès pour le contrôle de l'air.
Le 17 août 1917, le général Jan Smuts présenta un rapport au Conseil de guerre concernant l'avenir de la guerre aérienne. Étant donné son potentiel pour la « dévastation des territoires ennemis et la destruction de cibles industrielles et de centres de population à vaste échelle », il recommanda la formation d'un nouveau service aérien qui serait au niveau de l'armée et de la marine. La formation de ce nouveau service, cependant, utiliserait les hommes et les machines sous-employés du Royal Naval Air Service (RNAS), et mettrait fin aux rivalités entre services qui avaient à certains moments affectés de manière néfaste l'approvisionnement en appareils. Le 1er avril 1918, le RFC et le RNAS furent amalgamés pour former un nouveau service, la Royal Air Force (RAF). La RAF était sous le contrôle du tout nouveau Ministère de l'Air. En 1918, des images photographiques pouvaient être prises à une hauteur de 15 000 pieds (4 600 mètres) et interprétées par plus de 3 000 employés. Les avions ne comportaient pas de parachutes avant 1918, bien que ceux-ci aient été disponibles avant la guerre. Après avoir commencé avec environ 2 073 employés en 1914, la RAF disposait de 4 000 avions de combat et 114 000 employés au début de 1919.

### Corps of Royal Engineers

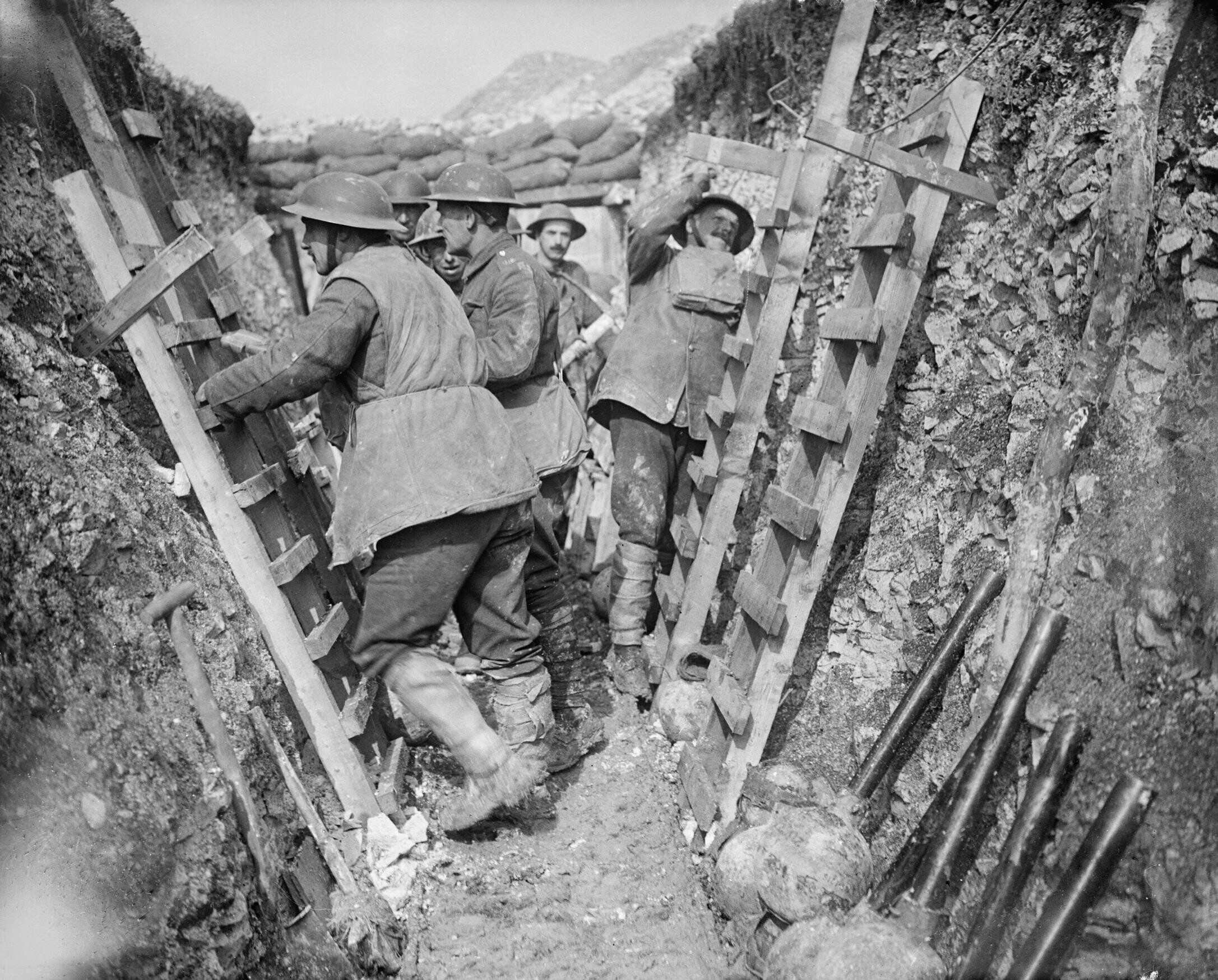
Soldats des Royal Engineers posant des échelles de bois dans une tranchée, destinées à l'assaut d'infanterie du lendemain, pendant la bataille d'Arras, le 8 avril 1917.

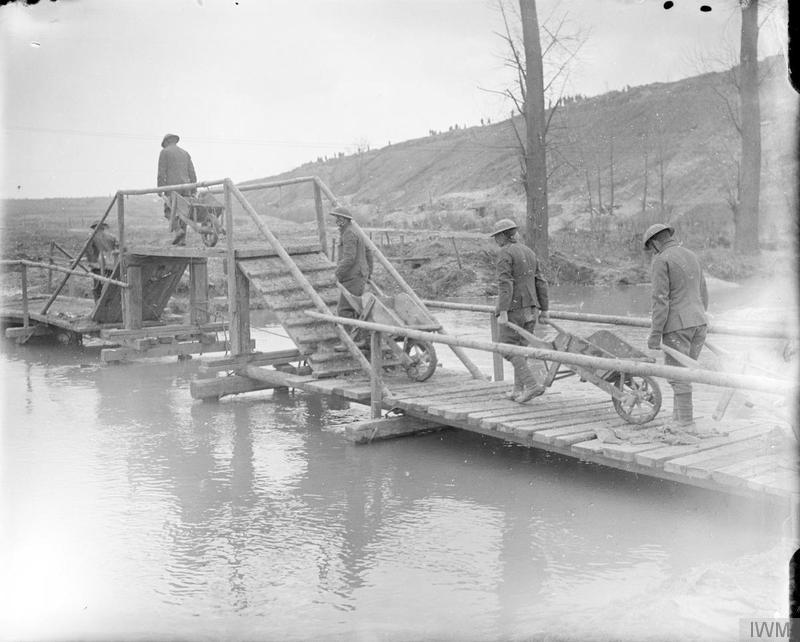
Les Royal Engineers installant un pont provisoire sur la Scarpe près de Saint-Laurent-Blangy pendant la bataille d'Arras, en avril-mai 1917.

Au 1er août 1914, le Corps of Royal Engineers (Corps des Ingénieurs Royaux) se constituait de 25 000 hommes et officiers, aussi bien dans l'armée régulière que dans la réserve. Trois ans plus tard, en 1917, ce nombre avait été multiplié par dix. Quand le BEF arrive en France en 1914, chaque division d'infanterie est dotée de deux compagnies d'ingénieurs, puis de trois dès le mois de septembre. Chaque division comprend alors également une compagnie de transmission chargée de la communication entre les états-majors de corps, de division et de brigade.
Les Compagnies des Tunnels des Ingénieurs Royaux (Royal Engineer tunnelling companies) furent formées en réponse à l'attaque allemande de Givenchy en décembre 1914. La première mine britannique explosa lors de la bataille de la colline 60 le 17 février 1915. Le minage de tunnels fut utilisé abondamment lors de la Seconde bataille de l'Artois en mai 1915, et de la bataille de Loos en septembre de la même année. En juillet 1916, au premier de la bataille de la Somme, le trou de mine de La Boisselle se creusa sous l'effet d'une mine britannique.
Vingt-et-une compagnies furent formées et employées à creuser des tunnels, poser des câbles, opérer le travail de sape, construire des abris aussi bien que poser des mines. Vers la fin de la guerre, les ingénieurs étaient directement responsables de l'entretien des bâtiments et de la conception des fortifications sur la ligne de front, des téléphones et autres équipements de transmission, des chemins de fer, des routes, de l'approvisionnement en eau, des voies d'eau, des ponts et des transports en général.

### Machine Gun Corps

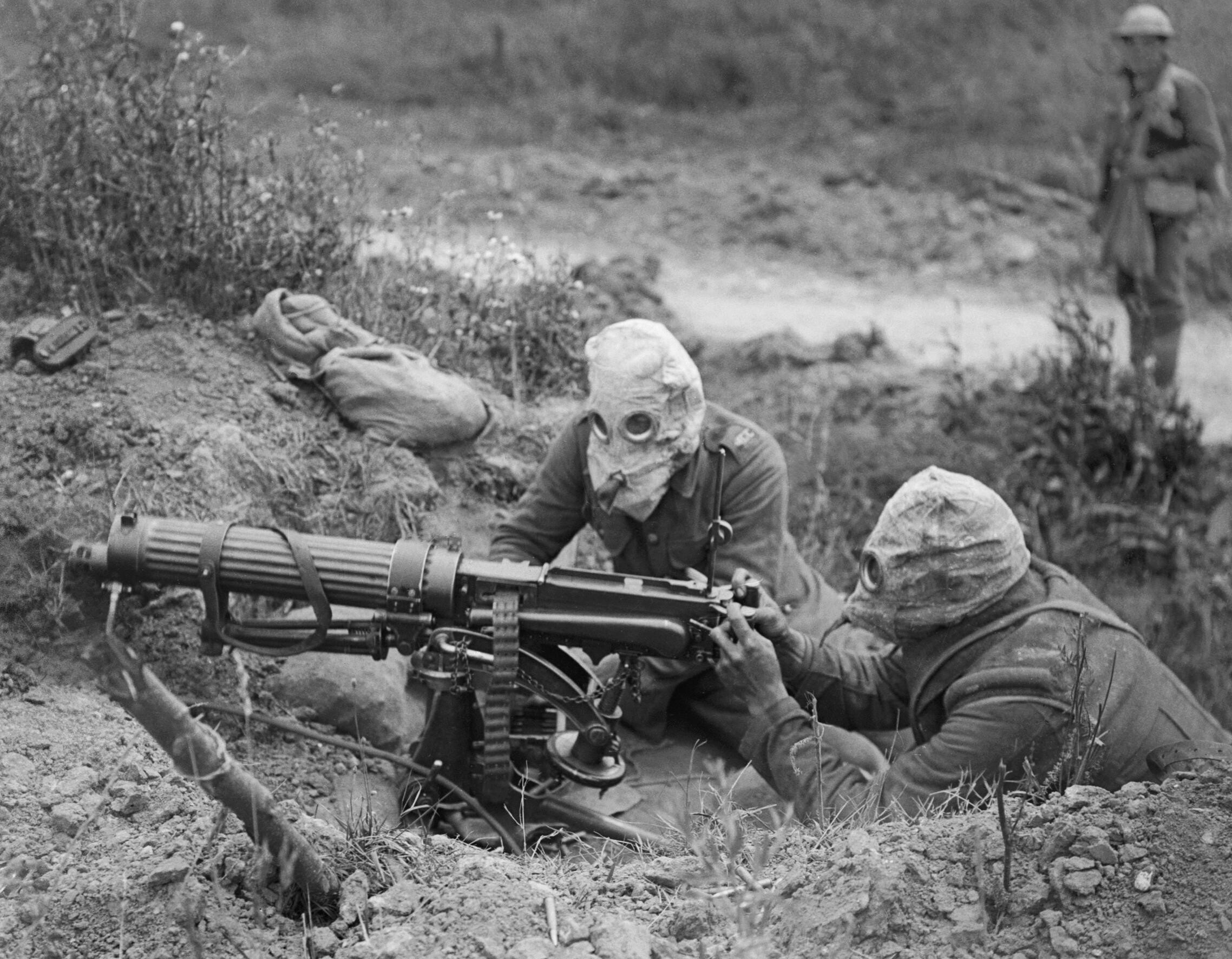
Soldats en masque à gaz maniant une mitrailleuse Vickers pendant la bataille de la Somme, en juillet 1916.

En 1915, le Machine Gun Corps (en) (MGC) fut formé pour fournir des équipes aux mitrailleuses lourdes après la proposition faute au Bureau de la Guerre d'adjoindre une compagnie spécialisée unique de mitrailleurs à chaque brigade d'infanterie — un objectif qui devait être réalisé en retirant les mitrailleuses et les mitrailleurs des bataillons. Créé en octobre 1915, le MGC était constitué de compagnies de mitrailleurs de l'infanterie, d'escadrons de mitrailleurs de la cavalerie et de batteries motorisées de mitrailleurs. Dans les tranchées, les mitrailleuses du Corps étaient déployées dans un dispositif de tirs emboîtés qui s'avéra une arme défensive dévastatrice contre les attaques d'infanterie. Elles étaient aussi utilisées en appui indirect de tirs, les mitrailleuses tirant au-dessus des têtes ou sur les côtés de l'infanterie en train d'avancer, et derrière les tranchées allemandes pour empêcher l'arrivée sur le front de renforts et de fournitures.

### Tank Corps
Le Tank Corps fut formé comme le corps des mitrailleurs en 1916. Les tanks furent utilisés en action pour la première fois au cours de la bataille de la Somme le 15 septembre 1916. Le but était qu'ils abattent les barbelés pour l'infanterie, puis traversent les tranchées et exploitent toute percée derrière les lignes allemandes. En novembre 1916, ils furent renommés « Branche lourde du MGC », puis en juin 1917, le Corps des tanks.
Originellement, comme branche du MGC, il y avait quatre compagnies de tanks, désignées par A, B, C et D ; chaque compagnie était constituée de quatre sections et disposait de 6 tanks, trois dits « mâles » équipés de canons, trois dits « femelles » de mitrailleuses, un tank restant en réserve. En novembre 1916, chaque compagnie fut remodelée en bataillon de trois compagnies, le projet étant d'accroître le Corps à 20 bataillons, chaque bataillon de chars d'assaut ayant un complément de 32 officiers et 374 hommes.
Les chars furent utilisés principalement sur le front occidental. La première offensive de la guerre dans laquelle les chars furent utilisés en masse fut la bataille de Cambrai en 1917 ; 476 tanks commencèrent l'attaque et le front allemand s'effondra. À midi, les britanniques avaient avancé de 5 milles (8 kilomètres) derrière la ligne allemande. La valeur du tank fut pleinement appréciée lors de la bataille d'Amiens en 1918 : 10 bataillons lourds et deux bataillons légers de 414 tanks firent partie de l'attaque. 342 chars Mark V et 72 Mark A Whippet étaient appuyés par 120 tanks supplémentaires emportant les fournitures de blindage et celles de l'infanterie. À la fin du premier jour de l'attaque, ils avaient pénétré la ligne allemande de 6 milles (10 kilomètres) à 8 milles (13 kilomètres) et fait 16 000 prisonniers. En septembre 1918, l'armée britannique était l'armée la plus mécanisée au monde. Près de 22 000 hommes avaient servi au cours de la guerre dans le Tank Corps.
Un détachement de huit chars Mark I obsolescents fut envoyé en Palestine méridionale au début de 1917, contre les forces turques.

### Army Service Corps

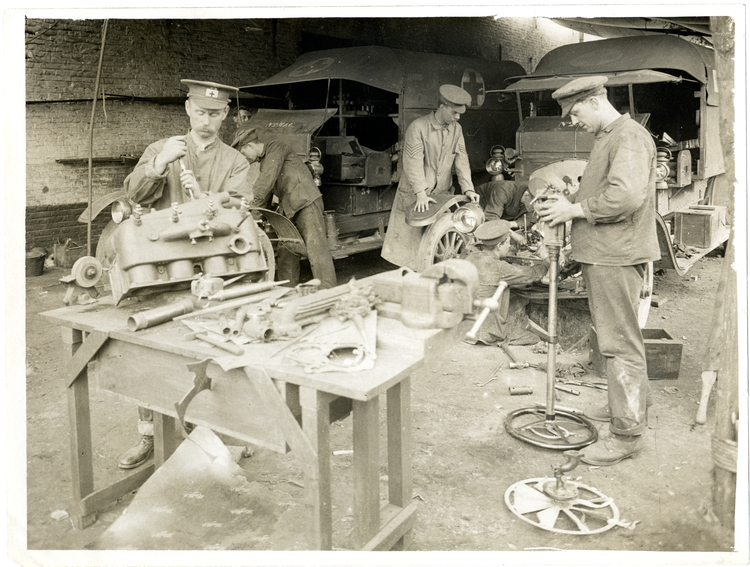
Atelier de réparation des moteurs près de Merville, le 7 août 1915.

Le Army Service Corps (en) (ASC) opérait le système de transport sur le front des hommes, des munitions et du matériel. De 12 000 hommes au début de la guerre, le Corps accrut sa taille jusqu'à plus de 300 000 hommes en novembre 1918.Il avait de plus sous leur commandement des corps de travailleurs indiens, égyptiens, chinois et d'autres ouvriers, porteurs et magasiniers autochtones. Il gérait des compagnies de transport à cheval ou mécanique, le service des montures de l'armée et des compagnies d'ouvriers pour l'ASC. En août 1914, il fournit 4 500 000 livres (2 041 000 kilogrammes) de pain au front, en novembre 1918, 90 000 000 livres (40 823 000 kilogrammes).

### Royal Army Medical Corps
Le Royal Army Medical Corps (RAMC) gérait les médecins, l'évacuation des victimes, les ambulances sur le champ de bataille et les hôpitaux de l'armée. Le Corps était assisté dans son travail par des volontaires de la Croix-Rouge britannique, de St John's Ambulance et de la Friends Ambulance Unit.
La seule personne à avoir obtenu la Victoria Cross deux fois pendant la guerre est un médecin du RAMC, le capitaine Noel Godfrey Chavasse, qui obtint aussi la Military Cross.
Bien qu'il ne fasse pas au sens strict partie du personnel du RAMC, on peut noter que le porteur de civière William Harold Coltman, un lance corporal, a été le Britannique le plus décoré de la guerre : il a obtenu la Victoria Cross, la Distinguished Conduct Medal et la Military Medal.

## La vie dans les tranchées

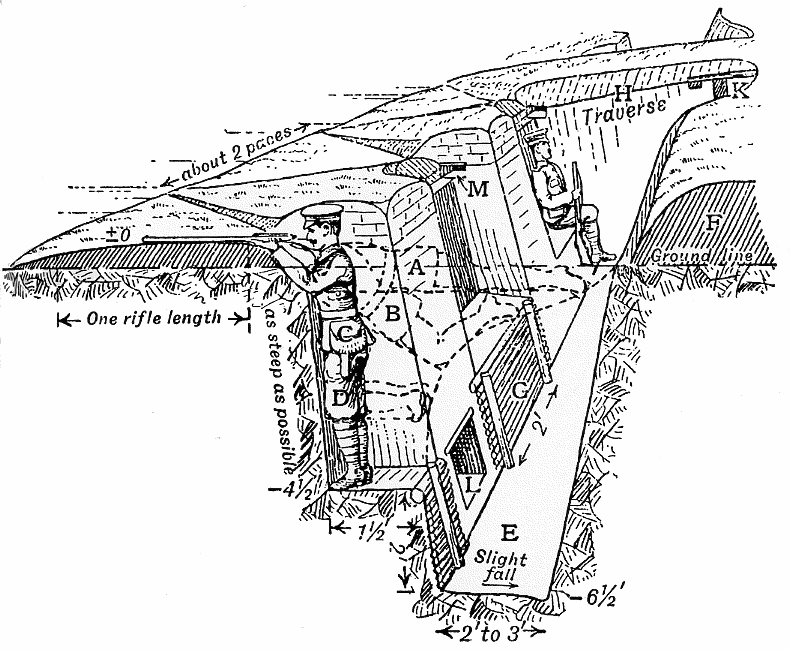
Diagramme de construction de tranchée, issu d'un manuel d'instruction de l'infanterie de 1914.

À la fin de 1914, la guerre sur le front occidental était dans l'impasse et les lignes des tranchées s'étendaient de la côte belge à la frontière suisse. En septembre 1915, la longueur de la ligne de front britannique s'étendait sur près de 70 milles (113 kilomètres). Les soldats restaient dans les tranchées sur le front ou sur les lignes de réserve jusqu'à huit jours d'affilée, avant d'être relevés.
Dans un secteur de ligne de front typique, il y avait trois tranchées : la tranchée de tir, la tranchée d'appui et la tranchée de réserve, toutes les trois reliées par des tranchées de communication. Les tranchées étaient de profondeur variée, en général de 4 pi (1 m) ou 5 pi (2 m), et dans des zones où la nappe phréatique était haute, un mur de sacs de sable était construit pour permettre aux défenseurs de se tenir debout ; les trachées de tir étaient munies d'une marche de tir, pour que les occupants puissent tirer pendant une attaque (voir le diagramme). Dans l'idéal, le bas de la tranchée était recouverts de caillebotis pour que les hommes ne s'enfoncent pas dans la boue et des abris étaient creusés dans les murs, offrant une protection contre les éléments et le shrapnel, bien que dans l'armée britannique, ces abris soient d'habitude réservés aux officiers et aux sous-officiers supérieurs. Les hommes étaient censés dormir où ils pouvaient et par temps humide, ils vivaient sous des couvertures de sol ou dans des tentes au bas de la tranchée sur les caillebotis.
Au front, les soldats étaient constamment menacés par les obus de l'artillerie, les bombes de mortier et les balles, et plus tard aussi par les attaques aériennes. Certains secteurs du front virent peu d'activité pendant la guerre, ce qui rendait la vie comparativement facile. D'autres secteurs furent dans un état perpétuel d'actions violentes. Toutefois, même les secteurs tranquilles avaient quotidiennement des victimes, par des tirs de snipers, de l'artillerie ou de maladie. Les conditions difficiles, avec des tranchées souvent humides et boueuses, et la compagnie constante des poux et des rats se nourrissant des corps non enterrés, favorisaient la maladie. Beaucoup d'hommes souffraient de pied de tranchée, de fièvre des tranchées et de néphrites. Ils pouvaient aussi souffrir du gel en hiver et de coups de chaleur en été. Les hommes étaient souvent trempés et couverts de boue, ou, par temps sec, couverts de poussière,. La nourriture ne pouvait pas d'ordinaire être cuite sur la ligne de front, la fumée déclenchant le feu ennemi et elle devait être apportée le long des tranchées de communication dans d'encombrantes marmites, arrivant parfois très tard ou pas du tout.

### Vie quotidienne

Une sentinelle du en 1916. Notez les quatre hommes dormant dans la tranchée.

La routine quotidienne de la vie dans les tranchées commençait avec le branle-bas de combat du matin. Une heure avant l'aube, chacun était réveillé et devait occuper sa position pour la garder contre un raid à l'aube des Allemands C'était ensuite le temps du petit déjeuner et des ablutions matinales. Le sous-officier assignait ensuite des tâches quotidiennes, les hommes devant s'occuper du nettoyage des fusils et de l'équipement, du remplissage des sacs de sable, de la réparation des tranchées ou du creusement des latrines. Une fois ces tâches terminées, les hommes qui n'étaient pas de service cherchaient un endroit pour dormir. À cause des bombardements constants et du pur effort pour rester en vie, le manque de sommeil était chronique. Les soldats devaient aussi assurer à tour de rôle la fonction de sentinelle, guettant les mouvements ennemis.
La ligne de front de chaque côté était constamment observée par des tireurs d'élite et des observateurs pendant le jour ; le mouvement était donc restreint jusqu'au garde-à-vous du crépuscule et la tombée de la nuit. Sous le couvert de l'obscurité, les troupes s'occupaient des maintenances vitales et du réapprovisionnement, les rations et l'eau étaient apportés à la ligne de front, des unités fraîches remplaçant les troupes qui repartaient à l'arrière pour se reposer et récupérer. Des raids de tranchées étant menés pendant la nuit, des groupes de reconstruction étaient formés pour réparer les tranchées et les fortifications, d'autres groupes étaient envoyés réparer ou renouveler les barbelés dans le no man's land. Une heure avant l'aube, chacun était à nouveau en position.

### Les déplacements sur la ligne de front

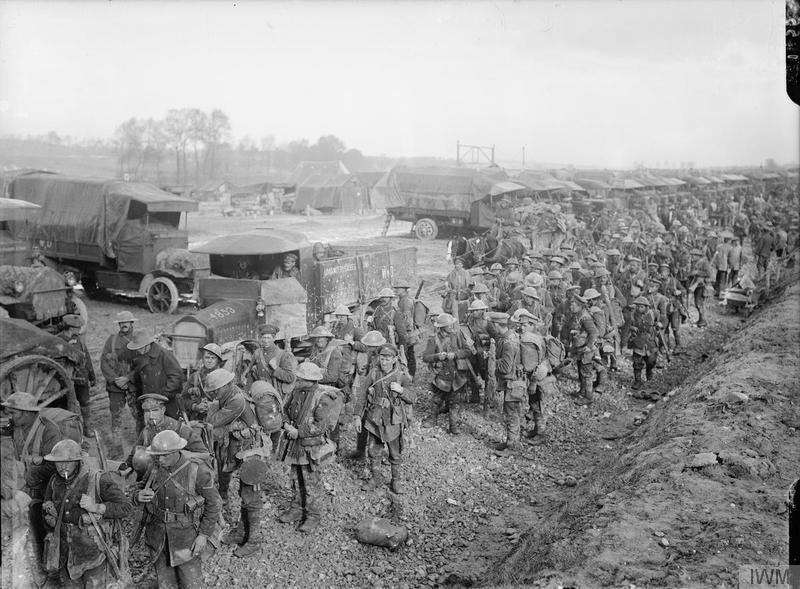
Soldats du Worcestershire Regiment revenant du front pour être embarqués par les camions de l'Army Service Corps, près d'Albert, en septembre 1916.

Une procédure établie était utilisée par une division qui se déplaçait sur la ligne de front. Une fois qu'ils avaient été informés de l'avancée, les brigadiers et les commandants de bataillons étaient amenés dans les zones d'avancée pour reconnaître les sections du front que les troupes devaient occuper. Pendant ce temps, les officiers de transport du bataillon étaient menés au quartier général de la division qu'ils relèveraient pour observer les méthodes utilisées pour répartir les rations et les munitions et la manière dont elles étaient fournies aux troupes sur le front. Des détachements du groupe d'artillerie de la division avançaient et étaient rattachés aux batteries d'artillerie de la division qu'ils remplaçaient. Cinq jours plus tard, les bataillons d'infanterie prévus pour la ligne de front envoyaient leurs spécialistes des équipes de canons Lewis, l'officier responsable des grenades, celui responsable des mitrailleuses, les quatre commandants de compagnies et quelques-uns des experts des transmissions pour prendre en charge les magasins de la tranchée et mettre tout en place avant que les bataillons n'arrivent. Pendant la nuit, ceux-ci arrivaient sur la ligne de front et l'artillerie prenait en charge les armes déjà en position, laissant les leurs derrière elles, à l'usage des batteries qui avaient été relevées.

## Discipline

### L'autorité légale
L'armée était soumise à l'autorité politique. Depuis la Glorieuse Révolution de 1688, la Couronne n'était techniquement pas autorisée à maintenir une armée permanente au Royaume-Uni. L'existence de l'armée dérive d'une loi, l' Army Act, votée chaque année par le Parlement (tous les cinq ans depuis la fin des années 1950). La Chambre des communes prit ces responsabilités au sérieux : une lettre de Haig clarifiant la position sur l'obusite dut être lue à la Chambre des communes le 14 mars 1918,. La plupart des règlements disciplinaires de la Première Guerre mondiale dérivaient de l' Army Act de 1881, même si certains délits étaient punis plus sévèrement en service actif, par exemple en principe le pillage ou la désobéissance volontaire, qui étaient passibles de peine de mort.

### Les sanctions mineures

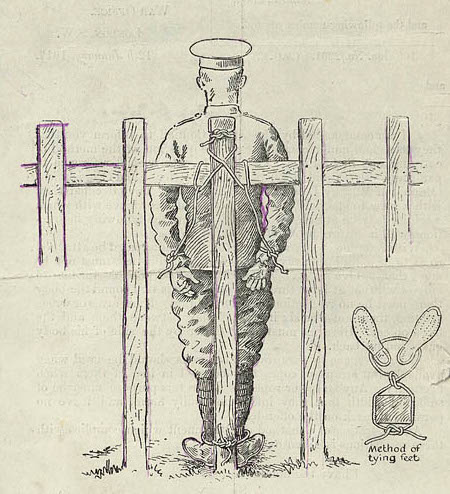
Field punishment no1

Les délits mineurs étaient gérés par les officiers en commande. Un commandant de compagnie pouvait condamner les soldats à une amende ou à un confinement au baraquement accompagné de corvées. un commandant de bataillon pouvait condamner à de la détention ou jusqu'à 28 jours de piquet ou rétrograder des caporaux ; les officiers et sous-officiers supérieures étaient jugés en cour martiale pour tout autre délit qu'insignifiant. Les hommes du rang pouvaient perdre leurs permissions ou leur ancienneté.
Le piquet, une punition nommée officiellement Field punishment (FP), avait remplacé la flagellation, abolie dans l'armée en 1868 (en 1881 pour le service actif), bien qu'elle ait été encore utilisée dans les prisons militaires jusqu'en 1907. « FP No.1 » (punition au cours de laquelle le soldat était attaché à un objet fixe, comme une palissade ou une grande roue) fut donnée dans 60 210 cas, soit à un homme sur 50 (bien qu'en principe, il s'agisse souvent de récidivistes). La sanction « FP No.1 » pouvait être très déplaisante selon le temps, était détestée de certains qui la qualifiaient de barbare et dans certaines unités elle était réduite à un rituel, consistant par exemple à enfermer le soldat dans un cabanon, avec des menottes à côté de lui. Il y eut aussi des situations où les troupes australiennes délivraient les troupes britanniques qu'ils trouvaient attachées. Cependant dans d'autres unités, c'était perçu comme une sanction nécessaire pour des délits sérieux. FP No.2 signifiait que le soldat était menotté, mais pas attaché à un endroit fixe.
Frapper un subalterne était un délit, mais il n'était pas rare dans certaines unités que les officiers ferment les yeux si un sous-officier maintenait la discipline par la violence, ou la pratiquent eux-mêmes.

### La cour martiale
Les soldats qui commettaient des délits sérieux étaient jugés en cour martiale, et parfois exécutés. En dépit d'affirmations selon lesquelles il s'agissait de « tribunaux bidon » (par exemple dans le livre Shot at Dawn qui dit que les hommes « ne recevaient pas même les rudiments d'une audition équitable »), la publication des dossiers en 1990-4 corrigea partiellement ce point de vue. Il y avait certainement des règles de procédure strictes et le devoir de découvrir la vérité des faits. Contrairement à une cour martiale en temps de paix, toutefois, il n'y avait pas de juge qualifié juridiquement pour conseiller la cour ; mais dès le début de 1916, un officier de cour martiale — habituellement un officier ayant une expérience juridique dans le civil — était souvent présent à cet effet.
L'accusé avait le droit de contester la composition du jury (par exemple si l'un des officiers avait un lien avec le cas ou entretenait de mauvaises relations avec l'accusé) et de présenter son cas, défendu par un officier s'il le choisissait, ce qui devint plus courant avec le temps. L'officier qui convoquait une cour martiale ne pouvait y siéger et l'officier de rang le plus bas votait le premier (pour éviter qu'il ne se sente contraint à suivre l'opinion de ses supérieurs). Cependant, les cours se devaient d'être rapides, voire expéditives et étaient parfois encouragées par des autorités supérieures de faire un exemple pour certains délits ; en pratique; l'indulgence de la cour et la capacité de l'accusé à se défendre variaient fortement. Certains plaidaient coupables ou choisissaient de ne pas présenter de défense, ni d'appeler de témoins et dans la plupart des cas, le délit était si évident qu'il y avait peu de défense à apporter.
89 % des cours martiales rendirent un verdict de culpabilité, la grande majorité des délits étant des absences sans autorisation (le délit le plus courant), l'ivresse et l'insubordination. Les peines d'emprisonnement étaient souvent suspendues, pour décourager les soldats de commettre un délit pour échapper au front, et aussi pour donner au coupable une chance d'obtenir un sursis pour bonne conduite.
Des 252 officiers jugés, 76 % furent déclarés coupables, le délit le plus courant (52 %) étant celui d'ivresse. Trois officiers furent exécutés. La plupart du temps, l'officier recevait une réprimande sévère (60 % des cas), ce qui constituait un coup sévère pour sa carrière, ou se voyait retirer sa commission (30 % des cas), ce qui amenait une totale disgrâce sociale et le privait de toute possibilité d'emploi par le Couronne, même un travail pour un conseil local. Un officier démis de ses fonctions pouvait néanmoins être conscrit comme simple soldat dans une autre unité.

### Exécutions
Une sentence de mort devait être décidée à l'unanimité et confirmée par écrit par plusieurs officiers, le verdict remontant la chaîne de commande. Le commandant de bataillon et de brigade du condamné tendait à faire des commentaires sur son dossier, mais les généraux supérieurs étaient souvent plus concernés par la nature du délit et l'état de la discipline dans l'unité. Le juge-avocat général au quartier général vérifiait les dossiers à la recherche d'éventuelles irrégularités avant la décision finale fait par le commandant en chef du théâtre d'opérations en question.
Des 3 080 hommes condamnés à mort, 346 furent finalement exécutés, la vaste majorité (266) pour désertion, les autres motifs fréquents pour une condamnation à mort étant le meurtre (37 hommes, qui auraient probablement aussi été pendus dans un cadre civil à l'époque) et la lâcheté (18). Des condamnations pour mutinerie étaient rares — un seul homme fut exécuté pour les troubles d'Étaples en 1917. Des hommes fusillés, 91 avaient déjà reçu une condamnation (qui avait été suspendue) et 9 deux condamnations. Des 91, 40 avaient déjà été condamnés à mort, avec suspension d'exécution, dont 38 pour désertion, et un homme avait été condamné deux fois à mort pour désertion avant la condamnation qui conduisit à son exécution.
On pensait à l'époque que, précisément parce que la plupart des soldats au combat avaient peur, qu'il fallait faire un exemple avec ceux qui désertaient. Les soldats du front pensaient parfois aussi que ceux qui « laissaient tomber » leurs compagnons en désertant « méritaient d'être executés ». Un historien a écrit qu'il n'y avait « à peu près aucune preuve » que les soldats aient trouvé la peine de mort injuste, un autre que certains soldats déploraient la peine de mort, même si la plupart la trouvaient justifiée. Déserter signifiait normalement à une absence de 21 jours ou une autre preuve indiquant l'intention de ne pas revenir, par exemple mettre des vêtements civils ou ne se présentant pas lors d'un déploiement important. Les hommes exécutés n'étaient normalement pas de très jeunes hommes — l'âge moyen était autour de 25 ans — et 40 % d'entre eux avaient eu des ennuis sérieux auparavant. 30 % étaient des soldats de l'armée régulière ou des réservistes, 40 % des volontaires Kitchener, 19 % étaient des volontaires irlandais, canadiens ou néo-zélandais. Seulement 9 % étaient des conscrits, ce qui suggère une certaine indulgence à leur égard : beaucoup d'entre eux avaient moins de 21 ans, et ils formaient la majorité de l'armée à la fin de la guerre. Seuls survivent les dossiers des hommes exécutés, il est donc difficile de commenter les raisons pour lesquels certains hommes bénéficiaient de sursis, mais il a été suggéré que la politique de commuer 90 % des condamnations à mort pouvait venir d'une indulgence délibérée dans l'application de la loi militaire, qui avait été conçue pour une petite armée régulière souvent recrutée parmi les éléments les plus rudes de la société. Seules 7 361 des 38 630 désertions avaient lieu sur le champ de bataille. La plupart étaient loin de la ligne de front — 14 des déserteurs exécutés furent arrêtés au Royaume-Uni — et beaucoup de déserteurs n'avaient jamais servi du tout au front.
Dans la dernière période de la guerre, les autorités racontaient généralement de pieux mensonges aux familles des hommes exécutés ; les familles recevaient des pensions et ils étaient enterrés dans les mêmes tombes que d'autres soldats morts au combat.
La peine de mort pour désertion fut abolie en 1930 malgré des objections à la Chambre des Pairs de Allenby et Plumer, deux des commandants britanniques les plus distingués de la Premier Guerre mondiale ; des demandes pour sa restauration lors de la Deuxième Guerre mondiale furent bloquées pour motifs politiques.
En revanche, des 393 hommes condamnés à mort pour s'être endormis alors qu'ils étaient de garde sur l'ensemble des champs de bataille de la Première Guerre mondiale, deux seulement furent exécutés ; les sentinelles étaient d'ordinaire de garde par paire pour que chacun veille à ce que l'autre ne dorme pas ; les deux hommes en question, qui servaient dans la campagne de Mésopotamie, furent trouvés assis et endormis tous les deux, suggérant qu'ils s'étaient mis d'accord pour cela et furent exécutés en guise d'exemple.
Les Australiens composaient 7 % du BEF, mais 25 % des déserteurs, et un Australien avait neuf fois plus de chances d'être emprisonné qu'un soldat britannique. Haig demanda la permission d'exécuter des Australiens, mais leur gouvernement refusa,.
La discipline britannique de la Première Guerre mondiale n'était pas spécialement sévère comparée à la plupart des autres armées du temps, par exemple les armées russe ou italienne. Les Français n'ont reconnu que 133 exécutions et les Allemands 48. Certains historiens ont écrit que ces chiffres pourraient ne pas être fiables car les deux armées auraient eu des problèmes de discipline.

### Obusite et réhabilitations
À l'époque, le trouble de stress post-traumatique était connu comme « obusite » parce qu'on croyait à tort qu'il était causé par une commotion endommageant les membranes du cerveau. Il commençait à être reconnu et constituait une défense admissible ; il était classifié comme blessure de guerre, malgré des inquiétudes sur le fait que des soldats accusés de délits puissent tenter d'adopter l'obusite comme moyen de défense. Un historien a écrit que « jamais un soldat dont le corps médical avait certifié qu'il souffrait d'obusite ne fut vraiment exécuté », qu'« il semblait y avoir très peu de cas où un soldat qui affirmait souffrir d'obusite, et dont le trouble n'avait pas été validé en défense, ait été exécuté » et que les suggestions des militants modernes selon lesquelles la plupart des hommes exécutés souffraient d'obusite étaient « manifestement fausses ». Cependant, un autre historien a fait remarquer qu'il y avait beaucoup de hasard dans la décision de prendre ou non au sérieux les affirmations d'un soldat disant souffrir d'une obusite et a donné des exemples de soldats ne recevant qu'un examen médical superficiel ou même aucun examen. Les références spécifiques à l'obusite sont rares et les dossiers font plus souvent allusion à des vertiges, à des nerfs fragiles, à des malaises soudains.
Il y eut des enquêtes en 1919, 1922, 1925 et 1938, fondées sur des documents maintenant perdus et des témoins maintenant décédés. Les livres For the Sake of Example (1983) de Babington et Shot at Dawn (1989) de Sykes et Putkowski visèrent ouvertement à entamer une campagne de réhabilitations. Cette campagne fut rejetée en février 1993 parce qu'il n'y avait pas de preuve d'une erreur de procédure — autrement dit les hommes exécutés avaient été correctement jugés selon le droit de l'époque — et qu'il ne semblait pas correct d'imposer des valeurs contemporaines pour rejuger le passé,. L'affaire fut rejetée une nouvelle fois en 1998 après un examen détaillé de deux ans, qui ne trouva aucun cas d'erreur, beaucoup de confirmations et une poignée de cas douteux, dans lesquels un témoignage médical avait été ignoré ou n'avait pas été demandé. . Ces décisions furent renversées par le gouvernement en 2006 et tous les hommes furent réhabilités et reconnus comme victimes de la Première Guerre mondiale. Mais leurs condamnations ne furent pas commuées, car il était impossible après ce laps de temps de re-examiner les preuves dans chaque affaire.

### Autres éléments de discipline

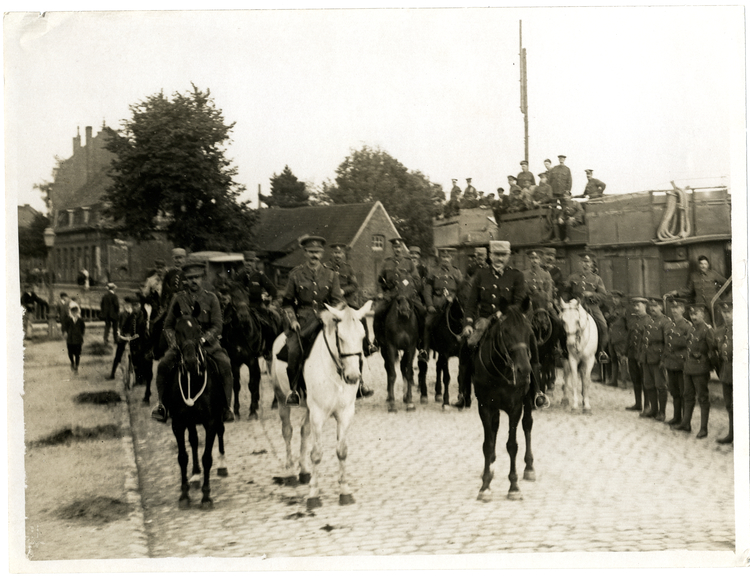
Police militaire britannique en France près de Merville, le 5 août 1915.

Nous ne disposons que de récits anecdotiques et aucune étude statistique à propos des hommes abattus sans procès par des officiers ou sous-officiers pour lâcheté face à l'ennemi.
Il y avait par ailleurs plus de 13 000 personnes dans la police militaire royale (les redcaps). Ils étaient impopulaires, à une époque où la police était souvent impopulaire auprès des jeunes gens des grandes villes. En plus des tâches de police, une part importante de leur travail était de maintenir la discipline en marche, de garder les routes sans encombre et de collecter les retardataires sur le champ de bataille. Pendant la retraite de mars 1918, 25 000 retardataires furent rassemblés et renvoyés vers les unités de combat. Le police militaire combattait aussi à l'occasion si les zones de quartiers généraux étaient menacés par l'avance ennemie. Bien que les soldats aient parfois raconté des récits horribles d'hommes abattus par la police militaire quand ils refusaient de combattre, il n'existe pas de rapports fiables et de première main sur ce type d'événements.
Il y eut des exemples occasionnels d'hommes faisant des avances homosexuelles non désirées, l'homosexualité étant alors un crime tant sous le droit militaire que sous le droit civil, afin d'échapper au front, mais les poursuites pour cela étaient rares. Il existe par ailleurs des témoignages indiquant que les hommes fermaient les yeux sur les relations homosexuelles.

### La motivation positive
Les hommes étaient aussi motivées par des récompenses. De nouvelles médailles furent instituées : la Military Cross fut créée dès décembre 1914 pour les adjudants et les officiers jusqu'au grade de capitaine, la Military Medal pour les conscrits en mars 1916 (au regret de certains, elle ne comportait pas de prime d'argent, contrairement à la Distinguished Conduct Medal). L'Order of the British Empire fut institué en 1917. En 1918, les médailles pour bravoure étaient souvent remises en moins d'une semaine pour garantir que les hommes récompensés vivraient assez longtemps pour les recevoir.
Par ailleurs, des courses, des concerts (ceux incluant des drag queens étaient particulièrement appréciés), des voyages au bord de la mer et des matchs de football étaient organisés pour améliorer le moral des hommes. Il y avait aussi diverses publications officieuses, comme le Wipers Times – ils donnent un aperçu du point de vue des soldats du rang et des officiers subalternes. Le patriotisme déclaré y était rare et les politiciens comme le Premier Ministre Asquith ou Ramsay MacDonald (un opposant à la guerre, plus tard Premier Ministre travailliste) étaient satirisés.

## Le front occidental

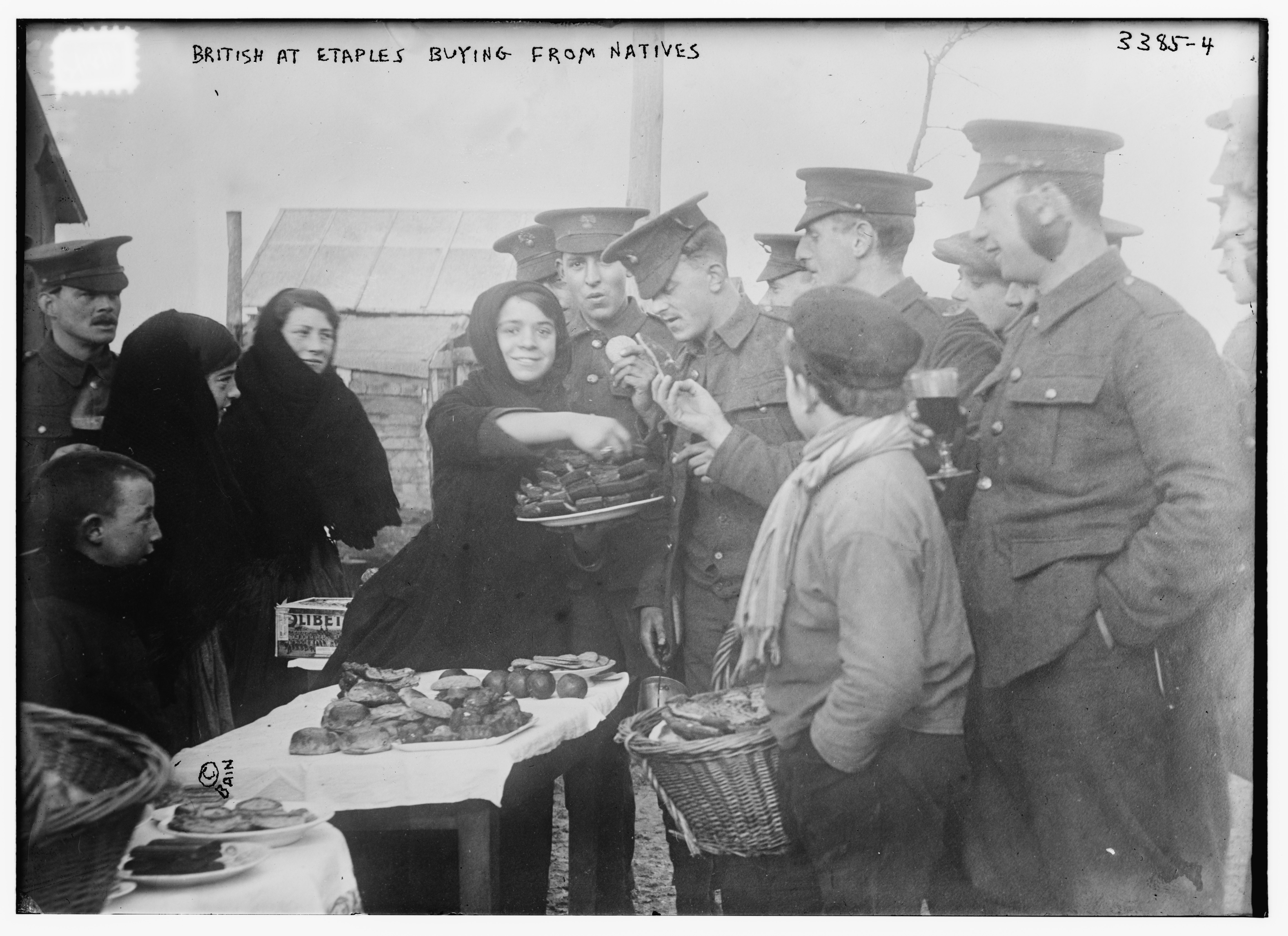
Soldats britanniques achetant des denrées aux autochtones à Etaples, 1914.

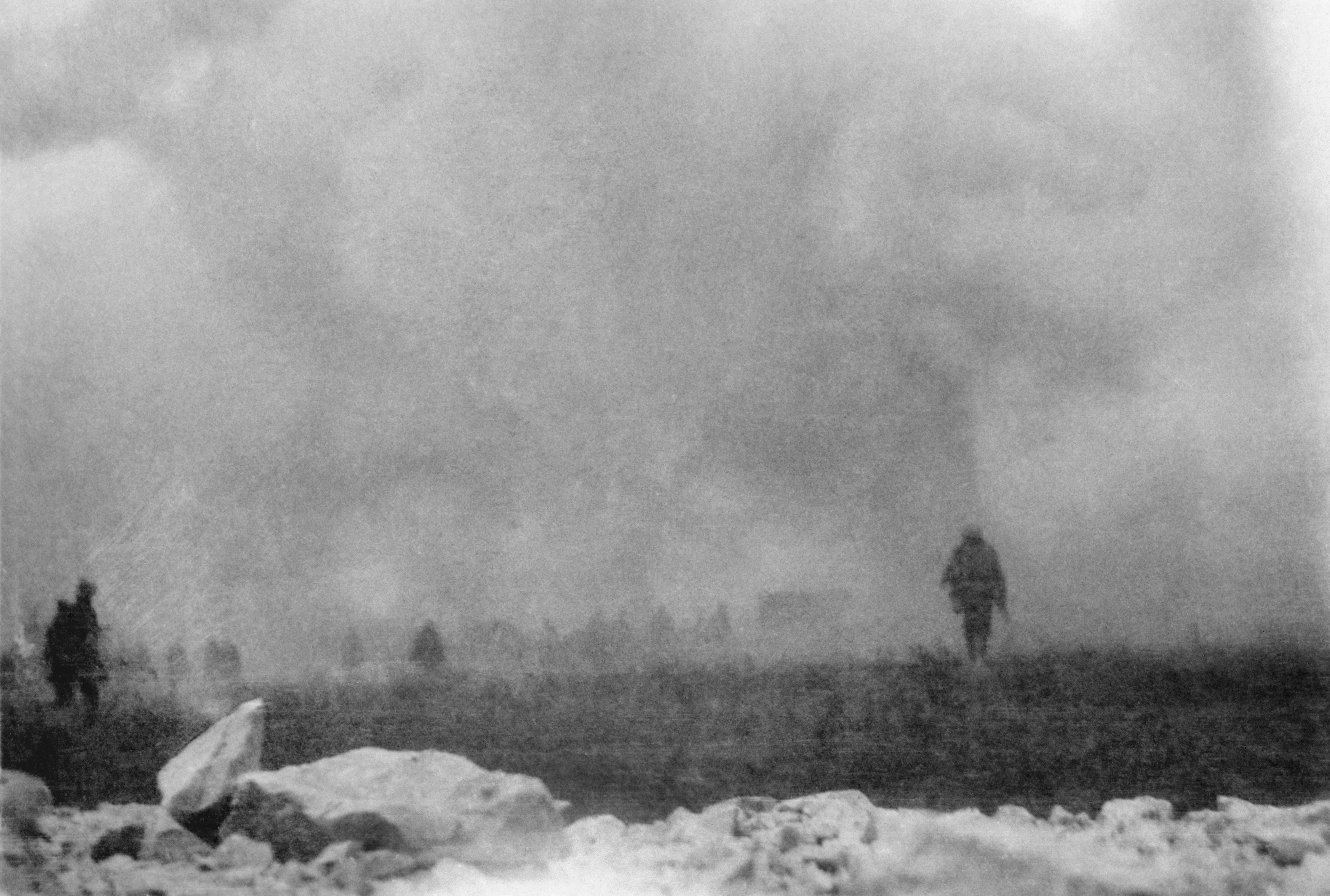
L'infanterie britannique avançant à travers les gaz durant la bataille de Loos, le 25 septembre 1915.

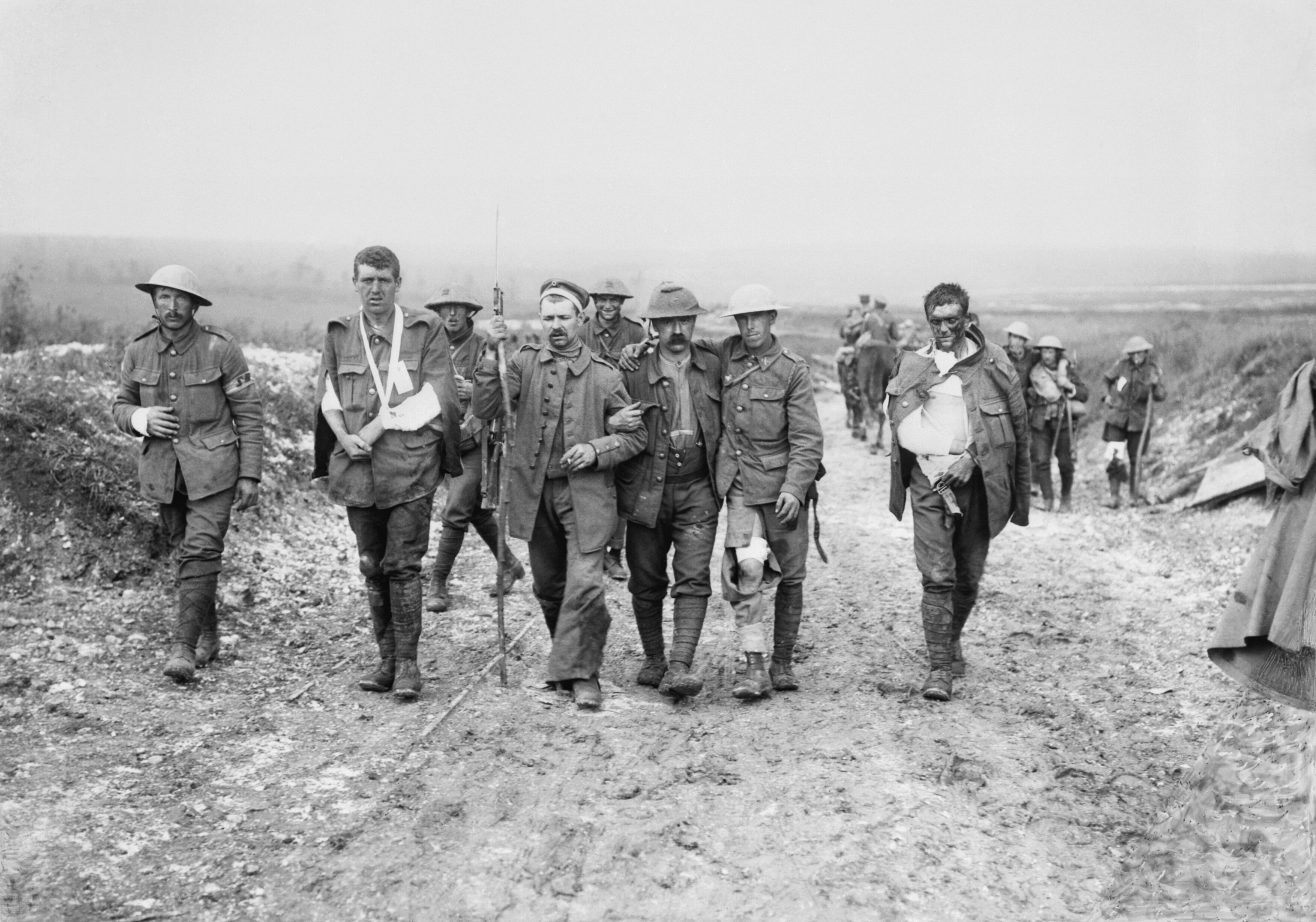
Soldats du Royal Berkshire Regiment revenant de la bataille de la crête de Bazentin, juillet 1916, photographe Ernest Brooks.

Des mitrailleurs britanniques tirent sur l'aviation allemande près d'Arras, avril 1917.

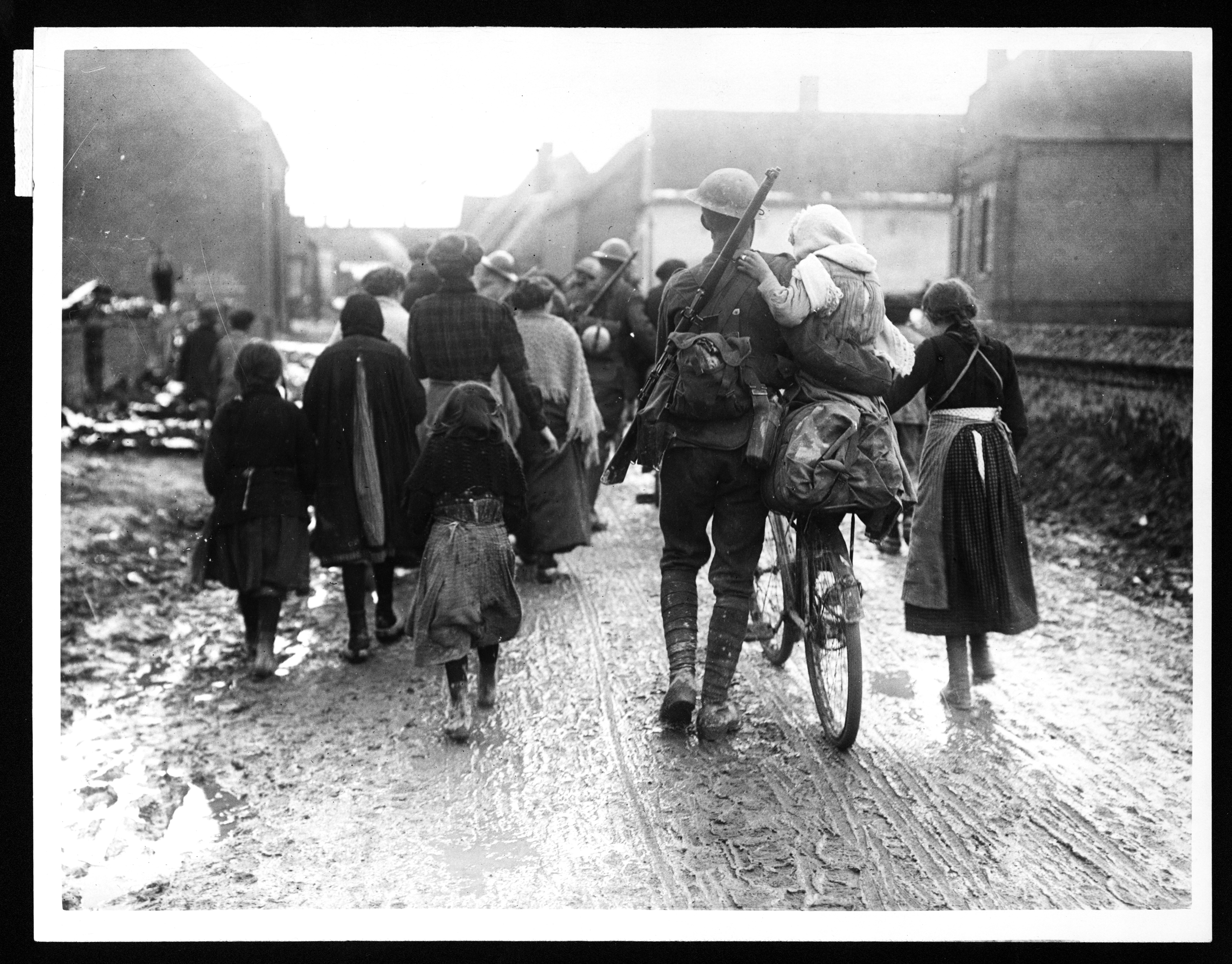
Soldats britanniques traversant un village; 1er janvier 1918

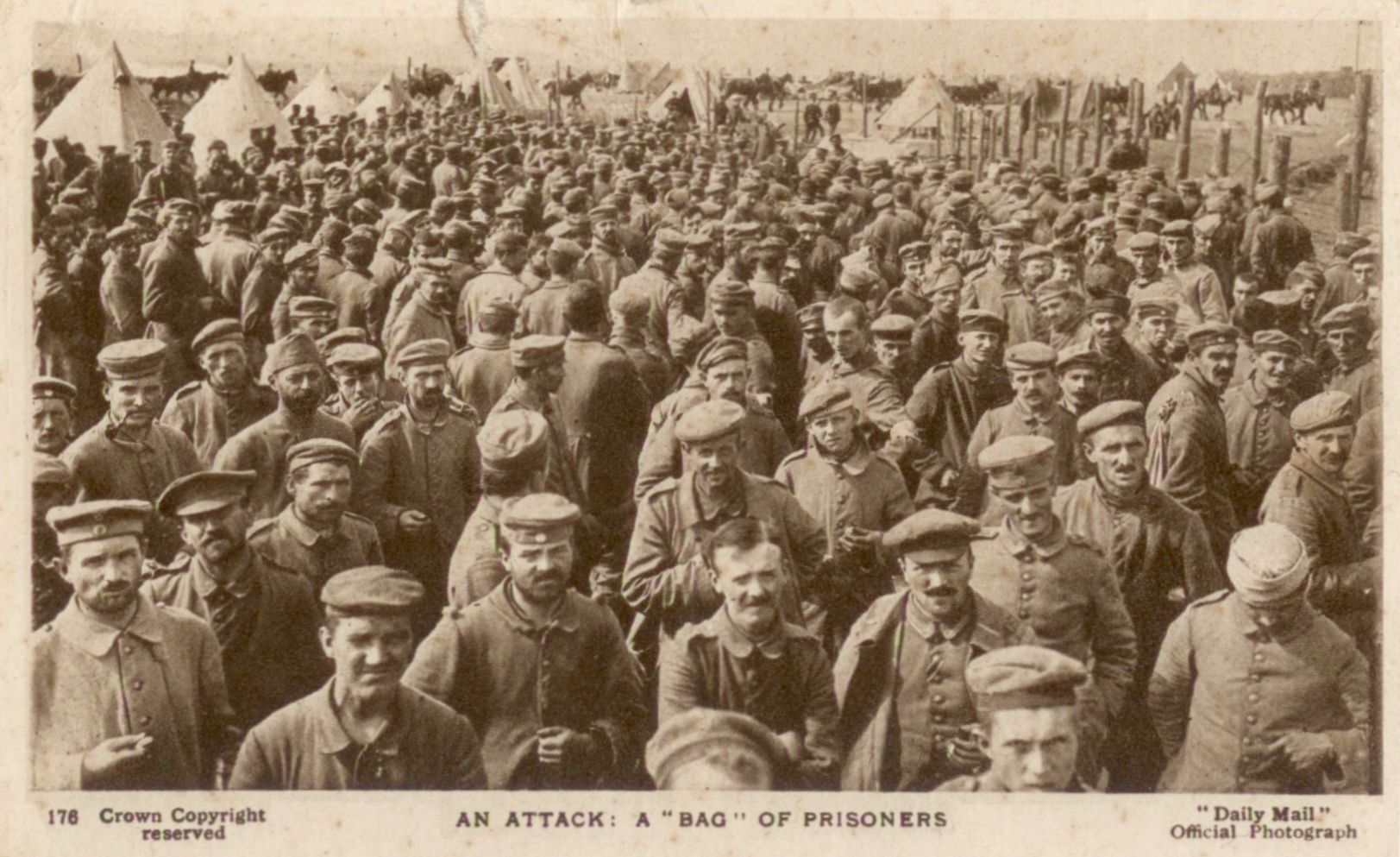
Soldats allemands capturés par les Britanniques, Daily Mail, 1914-1918.

Sous le commandement du Field Marshal John French, le BEF commença à se déployer en France à peine quelques jours après la déclaration de guerre. La première rencontre avec les Allemands se produisit à la bataille de Mons le 23 août 1914, après laquelle les Alliés commencèrent la Grande Retraite, durant laquelle le BEF fut néanmoins impliqué à la Bataille du Cateau. Le BEF joua un petit rôle dans le blocage de l'avance allemande à la bataille de la Marne avant de participer à la contre-offensive de l'Aisne en septembre. Celle-ci fut suivie d'une période connue comme la « Course à la mer » durant laquelle le BEF se redéploya dans les Flandres.
Pour le BEF, 1914 se termina après la première bataille d'Ypres qui marqua le début d'une longue lutte pour s'assurer le saillant d'Ypres. Il y eut 58 155 victimes britanniques (7 960 morts, 29 562 blessés et 17 873 disparus) dans les combats entre le 14 octobre et le 30 novembre. Il est souvent dit que l'armée professionnelle d'avant-guerre était morte à la première bataille d'Ypres. L'armée était arrivée en France avec 84 000 hommes d'infanterie. À la fin de la bataille d'Ypres, le BEF comptait 86 237 victimes, principalement dans l'infanterie.
La guerre de tranchées domina à partir de 1915, et le BEF — en tant que partenaire junior sur le front occidental — participa à une série de petites batailles, coordonnées parfois aux plus larges offensives françaises, comme la Bataille de Neuve-Chapelle qui est toujours associée avec la crise des obus de 1915, la bataille d'Aubers Ridge, la bataille de Festubert en mai et la bataille de Givenchy en juin,,. Le 22 avril 1915, les Allemands déclenchèrent la deuxième bataille d'Ypres, utilisant des gaz toxiques pour la première fois sur le front occidental et s'emparant de la majeure partie du plateau qui bordait le saillant. À partir de septembre 1915, l'armée britannique s'était agrandie, la première des divisions de la nouvelle armée de Kitchener entrant en action. Dans le cadre de la troisième bataille de l'Artois, elle lança une attaque majeure, la bataille de Loos, utilisant ses nouvelles armes chimiques pour la première fois. L'échec qui en résultat marqua la fin pour French. Le 19 décembre 1915, le général Douglas Haig le remplaça comme commandant en chef du BEF.
Pour l'armée britannique, 1916 fut dominée par la bataille de la Somme qui commença de manière désastreuse le 1er juillet. Le premier jour de la Somme reste le jour le plus sanglant de l'histoire de l'armée britannique, avec plus de 19 000tués et près de 40 000 blessés, pour peu, voire pas du tout, de gain. Le seul succès réel fut dans le sud où, utilisant des tactiques imaginatives et aidés par les Français, la 18e division occidentale et la 30e division du Royaume-Uni s'emparèrent de tous leurs objectifs, y compris Montauban, et la 7e division d'infanterie prit Mametz. À Thiepval, la 36e division (Ulster) saisit la redoute des Souabes, mais fut contrainte de reculer faute d'avancée ailleurs. Suivirent près de cinq mois de guerre d'usure pendant lesquels la 4e armée du général Henry Rawlinson et la 5e armée du général Hubert Gough avancèrent en moyenne de 5 milles (8,04672 kilomètres) pour un coût de 420 000 victimes.
En février 1917, l'armée allemande commença à se retirer à la ligne Hindenburg et ce furent ces formidables défenses que des éléments de l'armée britannique attaquèrent à la bataille d'Arras en avril. Pour cette bataille, le Premier Ministre britannique David Lloyd George avait placé Haig et le BEF sous les ordres du nouveau commandant en chef français Robert Nivelle, qui planifiait une offensive française majeure en Champagne. Quand la bataille se termina officiellement le 16 mai, les troupes britanniques avaient fait des avancées substantielles, mais avaient été incapables de réaliser une percée quelque part. Haig s'embarqua alors dans son plan préféré, lancer une offensive dans les Flandres. Dans une opération préliminaire réussie, la deuxième armée du général Herbert Plumer s'empara de la crête de Messines au sud d'Ypres. La bataille de Passchendaele, qui commença le 31 juillet 1917, fut l'un des plus durs calvaires endurés par les troupes du Royaume-Uni et des Dominions pendant la guerre, le champ de bataille étant réduit à un bourbier. La crête de Passchendaele ne fut pas prise avant le 6 novembre, et 310 000 victimes. Pour l'armée britannique, 1917 se termina avec la bataille de Cambrai qui prouva le potentiel des tanks opérant « en masse ». Le commandant de la troisième armée, le général Julian Byng, planifia une ambitieuse percée et réalisa une avancée sans précédent de 5 milles (8,04672 kilomètres) le premier jour, mais, faute de réserves, ne put ni la poursuivre ni la consolider. Une contre-offensive allemande réussit à recapturer la majeure partie du terrain perdu.
L'année finale de la guerre, 1918, commença en désastre et s'acheva en triomphe pour l'armée britannique et les Alliés. Le 21 mars 1918, le général allemand Erich Ludendorff lança l'offensive du Printemps et le poids principal de la première attaque — l'opération Michael — retomba sur la cinquième armée du général Gough qui fut contraint à la retraite. En réponse à la crise à laquelle étaient confrontés les Alliés, le maréchal français Ferdinand Foch fut nommé commandant suprême des forces alliées sur le front occidental, plaçant le BEF sous sa direction stratégique. L'attaque allemande suivante se produisit au sud d'Ypres à la bataille de la Lys et là encore l'armée britannique recula. Haig donna son fameux ordre du jour : « Avec nos dos au mur et croyant en la justice de notre cause, chacun de nous doit combattre jusqu'au bout ». Une troisième offensive allemande majeure, retombant principalement sur les Français, fut finalement arrêtée lors de la bataille de l'Aisne de juin 1918,. Le 8 août 1918, la quatrième armée du général Rawlinson lança la bataille d'Amiens qui marqua le début de l'offensive des Cent-Jours, la dernière offensive alliée majeure sur le front occidental. Les semaines suivantes, les cinq armées du BEF poursuivirent l'offensive de la Somme aux Flandres. Les combats continuèrent jusqu'à ce que l'armistice avec l'Allemagne prenne effet le 11 novembre 1918 à 11 h du matin.
Pendant l'offensive finale, le BEF captura 188 700 prisonniers et 2 840 armes, seulement 7 800 prisonniers et 935 armes de moins que ceux capturés par les armées française, belge et américaine combinées.

## Autres campagnes

### Irlande

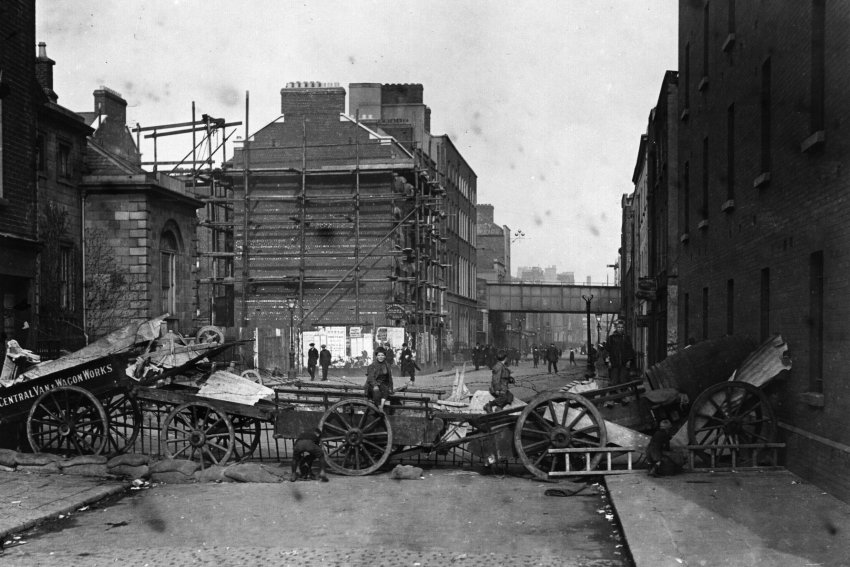
Une barricade des insurgés à Dublin en avril 1916.

L'insurrection de Pâques est une rébellion qui a eu lieu en Irlande pendant la semaine de Pâques en 1916. Elle fut fomentée par des républicains irlandais avec l'objectif de mettre fin à la domination britannique en Irlande et y établir une république irlandaise. Organisé par le Conseil militaire de la Fraternité républicaine irlandaise, le soulèvement dura du 24 au 30 avril 1916. Des membres des Volontaires irlandais, rejoints par la petite armée citoyenne irlandaise, ainsi que 200 membres de la Cumann na mBan (la section féminine des Volontaires), s'emparèrent de lieux clés à Dublin et proclama une république irlandaise indépendante de la Grande-Bretagne.
Des renforts de l'armée furent déplacés à Dublin et le 28 avril, les 1 600 rebelles devaient faire face à 18 000-20 000 soldats : le soulèvement fut réprimé après sept jours de combat, ses dirigeants passèrent en cour martiale et furent exécutés. Parmi les victimes du soulèvement de Pâques, on compta 450 morts, 2 614 blessés et neuf disparus, presque tous à Dublin. La seule action d'importance autre part fut à Ashbourne, à 10 milles (16 kilomètres) au nord de Dublin. Du côté des victimes militaires, il y eut 116 morts, 368 blessés et neuf disparus. Les forces de police irlandaise et de Dublin eurent 16 morts et 29 blessés et 254 civils non combattants furent tués.

### Salonique
Voir aussi : Front balkanique durant la Première Guerre mondiale

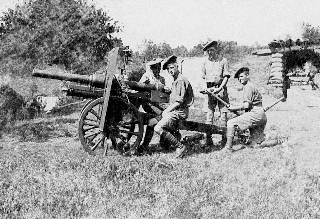
Soldats de la 4ebrigade de montagne (Highland) avec un, à Salonique.

Un nouveau front fut ouvert à Salonique à la requête du gouvernement grec, avec l'objectif d'appuyer les forces serbes et de s'opposer à la Bulgarie. Les premiers hommes de l'armée britannique de Salonique y arrivèrent en octobre 1916, trop tard pour empêcher le repli de l'armée serbe en Albanie et en Grèce. Les troupes françaises, britanniques et russes arrivèrent à Salonique entre 1916 et 1917 et formèrent l'armée alliée d'Orient sous le commandement du général français Maurice Sarrail.
Avec l'objectif de détruire l'armée bulgare, les Français et les Britanniques lancèrent une nouvelle offensive en avril 1917, sans succès significatif. Un enlisement s'ensuivit sans mouvement d'aucun côté ; le front était connu comme « le plus grand camp d'internement d'Europe pour les Alliés ». Cette situation dura jusqu'à 18 septembre 1918, quand les armées britannique et grecque, sous le commandement du général George Milne, attaquèrent dans le secteur du lac Doïran. L'armée bulgare signa un armistice le 30 septembre 1918.

### Italie
L'Italie entre en guerre aux côtés des Alliés le 5 mai 1915, déclarant la guerre à l'Autriche-Hongrie le 23 mai 1915 et à l'Allemagne le 28 août 1916. L'implication de l'armée britannique sur le front italien ne commence pas avant la fin de 1917, quand des troupes furent envoyées pour empêcher la défaite sur ce front. Le 24 octobre 1917, durant la bataille de Caporetto, la seconde armée italienne s'effondra et les Italiens furent obligés de faire retraite jusqu'à la Piave, où ils pouvaient obtenir des renforts de cinq divisions britanniques et six françaises du front de l'ouest, pleines d'armements et sous le commandement du général Herbert Plumer. Les Italiens, avec ces renforts, réussirent à arrêter l'avance austro-hongroise à la bataille de la Piave. Pendant la contre-attaque alliée d'octobre 1918, l'armée austro-hongroise s'effondra après de lourdes pertes à la bataille de Vittorio Veneto. Un armistice fut signé rapidement après cela le 3 novembre 1918.

### Chine

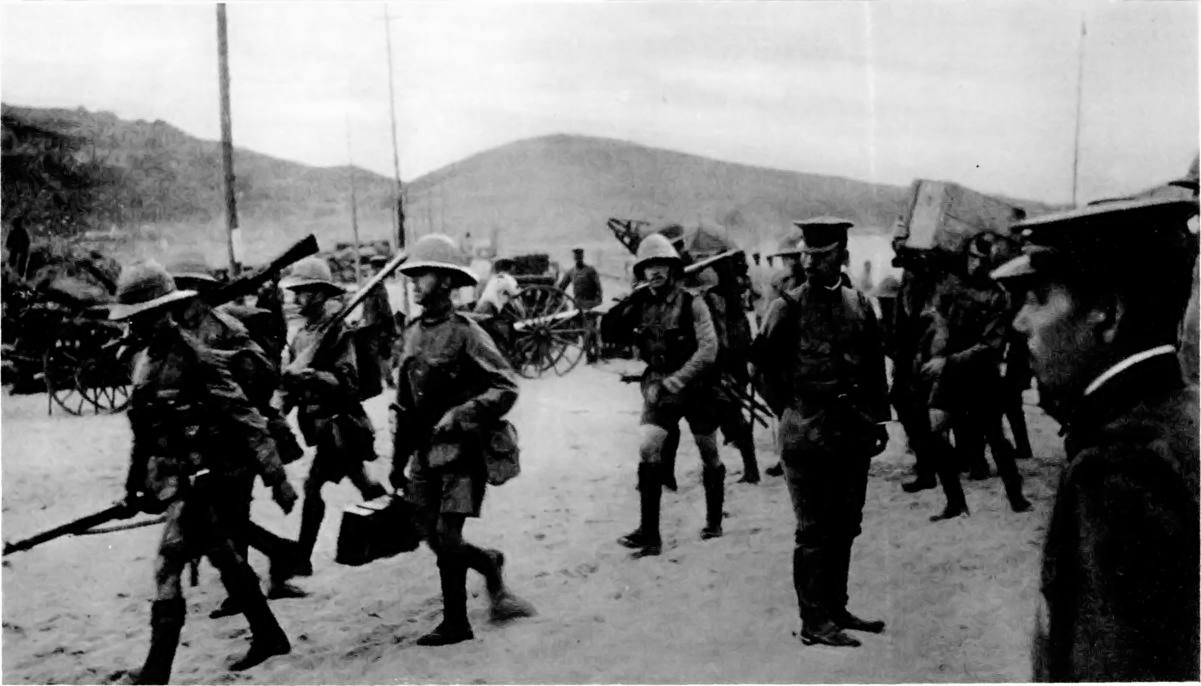
Les troupes britanniques arrivent à Tsingtao en 1914.

En 1914, l'armée britannique était impliquée dans ce qui devint connu sous le nom de siège de Tsingtao quand le 2e bataillon de South Wales Borderers débarqua en Chine pour soutenir les forces japonaises dans la capture du port allemand de Tsingtao. Les Britanniques faisaient partie d'une force d'intervention de 23 000 soldats qui incluait une brigade mixte indo-britannique de 1 500 hommes et un navire de combat nommé HMS Triumph. Un bombardement du port commença le 31 octobre 1914 et, le 7 novembre, la 18e division japonaise, la 29e brigade, ainsi que la brigade mixte indo-britannique prirent d'assaut et capturèrent la garnison et ses 4 000 troupes.

### Afrique de l'Est

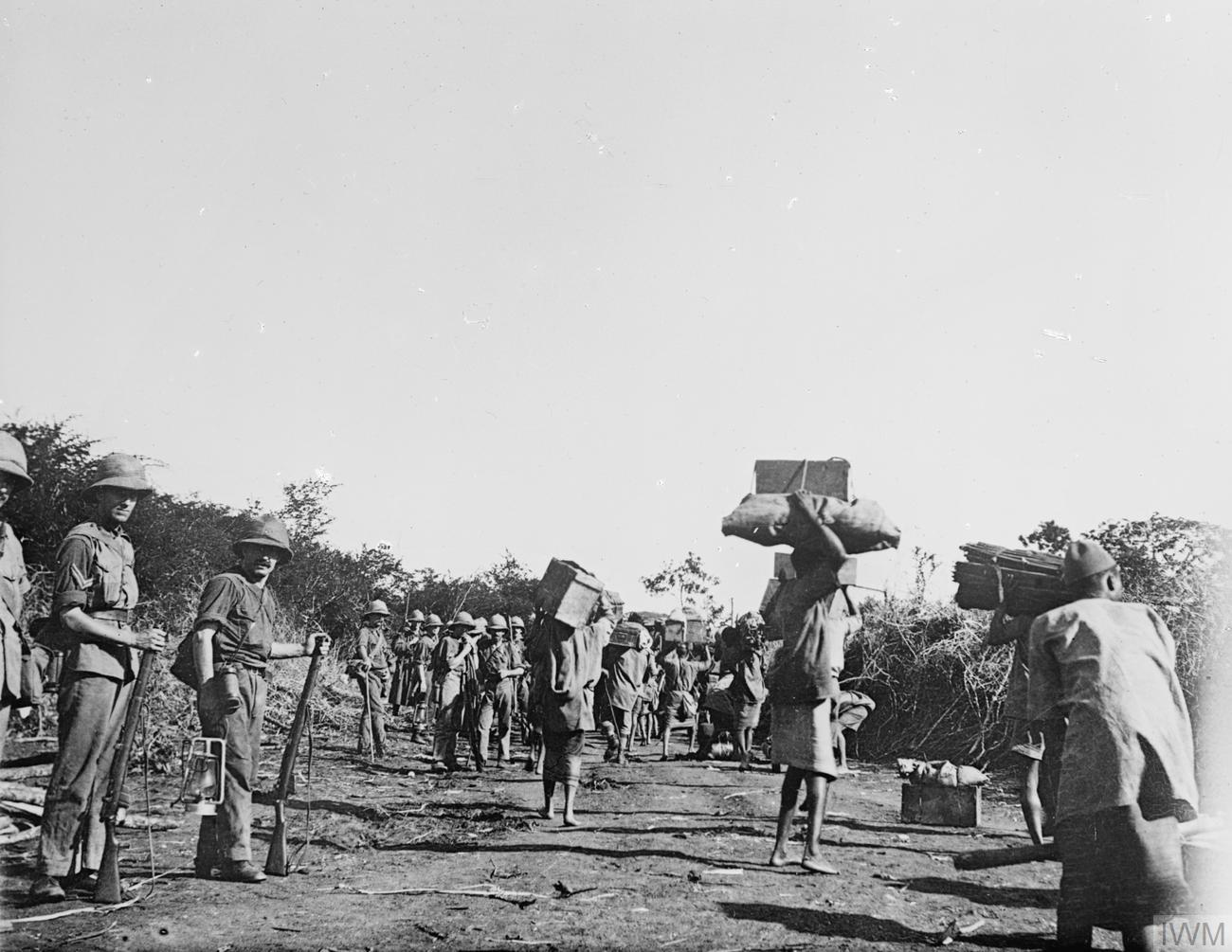
Militaires britanniques et porteurs africains pendant la campagne d'Afrique de l'Est au Mozambique portugais, 1914-1918.

1914 fut aussi le témoin du début de la Campagne d'Afrique de l'Est contre les insaisissables forces allemandes et les askaris commandés par Paul von Lettow-Vorbeck. La plupart des opérations britanniques en Afrique étaient menées par des unités d'askaris africains comme le King's African Rifles (KAR), les unités de l'Union d'Afrique du Sud ou l'armée de l'Inde. Les forces britanniques furent commandées tour à tour par les généraux britannique Horace Smith-Dorrien, Jan Smuts et Reginald Hoskins. Elles étaient composées d'unités du KAR et de la 27e brigade de Bangalore de l'armée des Indes, sous le commandement du 2e bataillon, le Loyal Regiment du North Lancashire. Les troupes allemandes de von Lettow-Vorbeck restèrent invaincues et ne se rendirent que le 25 novembre 1918, 14 jours après l'armistice en Europe.
Les victimes parmi les troupes britanniques et celles de l'Empire, Africains exclus, furent au nombre de 6 000 morts et de 3 000 blessés. Plus d'hommes moururent de maladies que de l'action ennemie, ces décès par maladie causant 70 % des victimes totales.

### Gallipoli

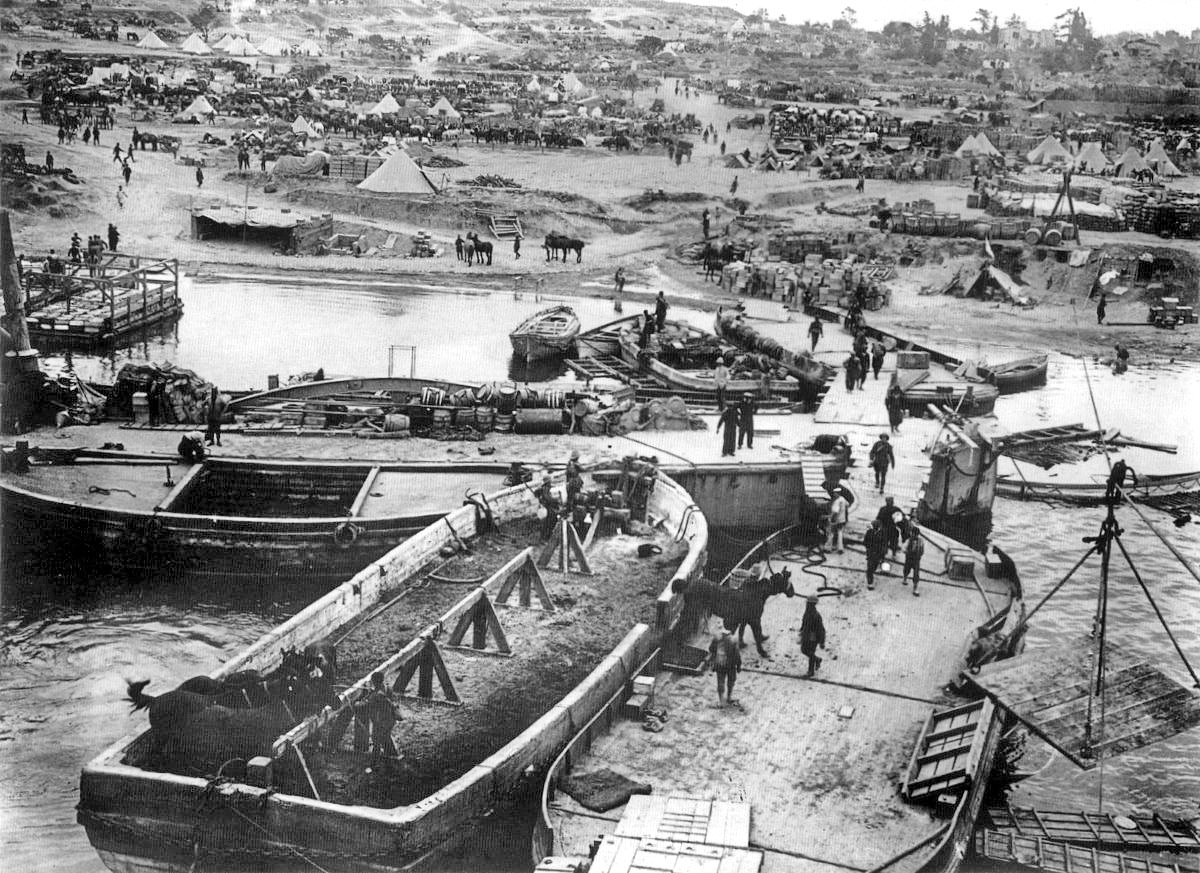
Plage V, à Helles à Gallipoli.

La Turquie entra dans la guerre, du côté de l'Allemagne, le 31 octobre 1914. Une de ses premières actions fut de clore le Détroit des Dardanelles aux Alliés. En avril 1915, suivant l'échec de la marine britannique de s'emparer des Dardanelles, les forces britanniques et le corps d'armée australien et néo-zélandais (ANZAC) débarquèrent sur le péninsule de Gallipoli, sous le commandement du général Ian Hamilton. Les principales attaques britanniques furent les batailles de Krithia. Il s'agit d'une série d'attaques contre la défense turque dans le but de s'emparer des objectifs initiaux du 25 avril 1915. Toutes échouèrent. En août, un autre débarquement eut lieu dans la baie de Suvla. Il reçut les renforts de la 10e division (Irish) de la nouvelle armée de Kitchener, les 53e et 54e divisions territoriales de première ligne et des unités démontées de la 2e division montée. La 29e division fut aussi déplacée de Helles à Suvla pour un renfort supplémentaire. La tentative britannique finale pour relancer l'offensive eut lieu le 21 août, avec des attaques sur la colline du Cimeterre et la colline 60. Le contrôle de ces collines aurait permis la jonction des fronts de l'ANZAC et de Suvla, mais aucun des batailles n'aboutit à une victoire alliée. Quand les combats cessèrent sur la colline 60 le 29 août, la bataille sur les hauteurs de Sari Bair et plus généralement la bataille de la péninsule furent de fait terminées ; en janvier 1916, les Alliés s'étaient retirés.
Des estimations sur les victimes varient énormément, mais sur les quelque 480 000 soldats des troupes alliées engagés dans cette campagne, environ 180 000 furent blessés et 44 000 furent tués, dont environ la moitié étaient Britanniques.

### Mésopotamie

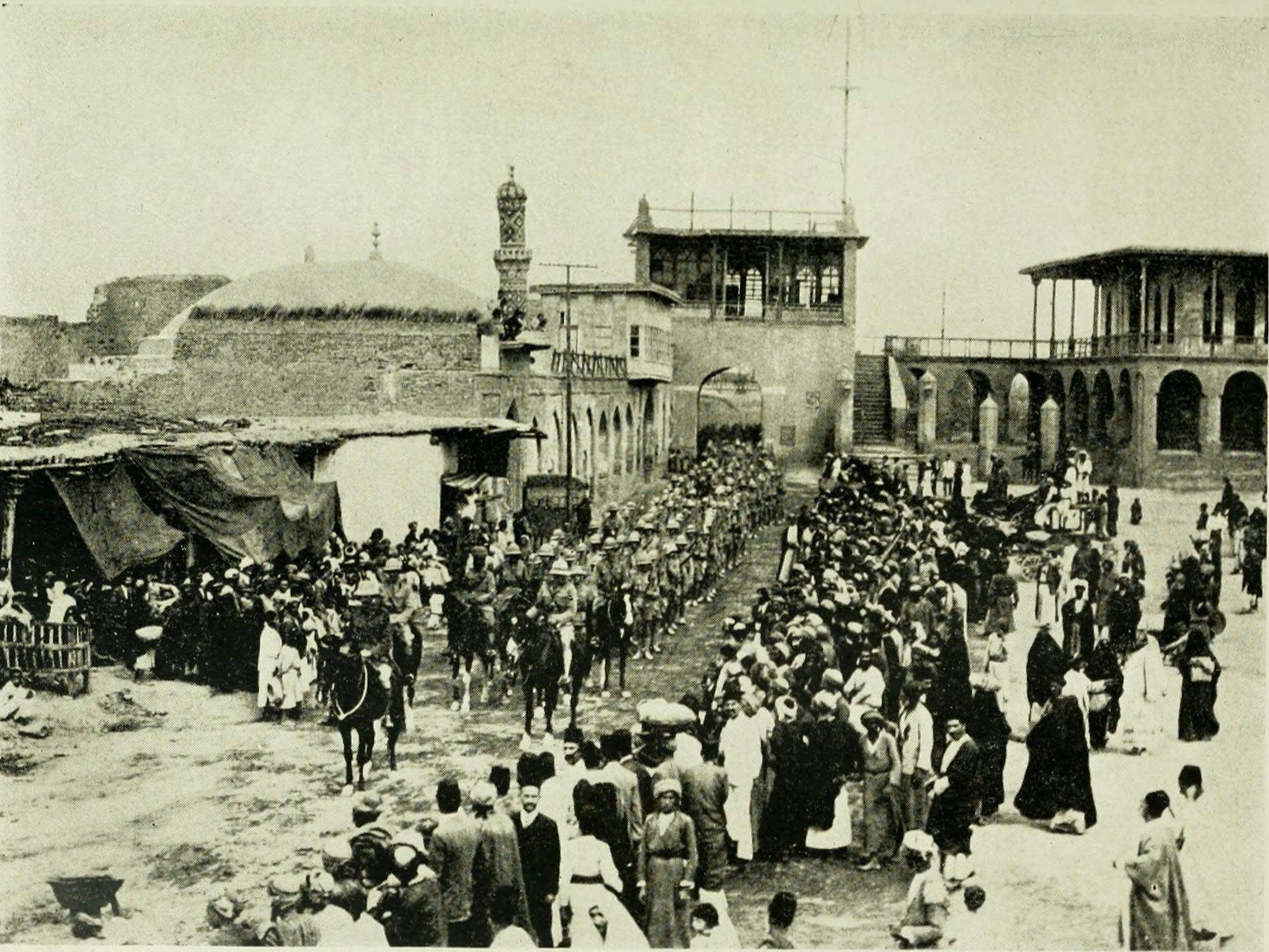
Mars 1917, les troupes britanniques entrent à Bagdad.

Les forces britanniques combattant en Mésopotamie provenaient principalement de l'armée des Indes, avec une seule formation proprement britannique, la 13e division occidentale. Leur objectif était de protéger le ravitaillement en pétrole de la Royal Navy, en provenance de Perse. Le 7 novembre 1914, les forces indo-britanniques commandées par le général John Nixon envahirent la Mésopotamie, et le 23 novembre, pénétrèrent dans Bassorah. Après cette invasion initiale, les Turcs infligèrent une défaite désastreuse et humiliante aux forces britanniques au Siège de Kut-el-Amara du 7 décembre 1915 au 29 avril 1916, quand la garnison entière de 13 000 hommes des troupes britanniques et indiennes durent se rendre Une réorganisation eut lieu, qui augmenta les troupes disponibles, jusqu'à 25 000 hommes. Les Britanniques retrouvèrent un nouvel élan sous le nouveau commandement du général Frederick Stanley Maude, et une nouvelle offensive commença en décembre 1916. Le 24 février 1917, Kut-al-Amara tomba entre les mains des forces britanniques et indiennes et Bagdad fut pris en mars 1917 Une semaine plus tard, le général Maude rendit publique la proclamation de Bagdad,contenant une ligne devenue fameuse : « Nos armées ne viennent pas dans vos villes et vos terres en tant que conquérants ou ennemis, mais en tant que libérateurs ». Le lieutenant général William Marshall succéda à Maude après la mort de ce dernier, des suites du choléra, le 18 novembre 1917. Il poursuivit la guerre jusqu'en octobre 1918, quand les forces indo-britanniques s'emparèrent des champs de pétrole de Mossoul ; ce développement conduisit à l'effondrement des forces turques. L'armistice de Moudros fut signé avec la Turquie le 30 octobre 1918. Pendant cette campagne, il y eut 100 000 victimes du côté indo-britannique, dont 53 000 morts, 13 000 d'entre eux succombant à des maladies.

### Sinaï et Palestine

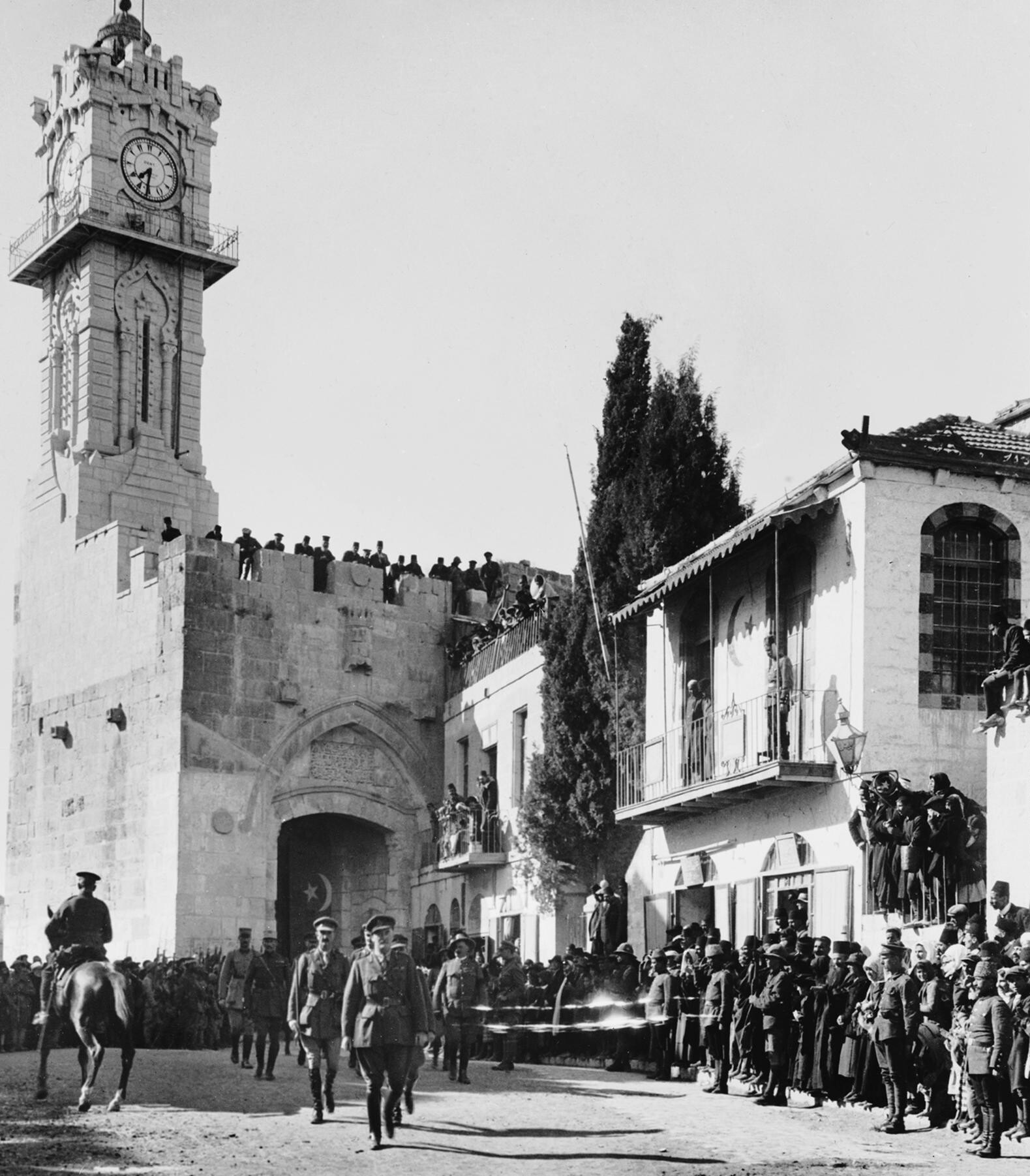
Le général Edmund Allenby entre à Jérusalem, à pied, par respect pour la ville sainte le 31 décembre 1917.

La campagne du Sinaï et de la Palestine fut alimentée par la critique de la politique de défense statique du canal de Suez, qui employait six divisions d'infanterie et cinq brigades montées. Après avoir repoussé la première offensive turque de Suez, neuf divisions furent envoyées sur le front occidental et une en Mésopotamie.
L'armée britannique au Sinai et en Palestine comprenait ensuite la 10e division, la 42e division, la 52e division d'infanterie (Lowlands), la 53e division d'infanterie (Pays de Galles), la 54e division, la 60e division, la 74e division (Yeomanry) et la 75e division. Les yeomen appartenaient à la division montée de l'ANZAC, à la division montée australienne et à la division montée de la Yeomanry anglaise. Avec la brigade de l'Imperial Camel Corps, les troupes montées formèrent la « Colonne du désert ». Les forces — connues globalement sous le nom de Corps expéditionnaire d'Égypte (EEF)— étaient placées sous le commandement du général Archibald Murray au Caire.
Murray fit des avancées régulières contre les forces turques, qui furent défaites dans les batailles de Romani, de Magdhaba et de Rafa. Mais il fut repoussé dans la première et la deuxième batailles de Gaza en 1917. La défaite lors de la deuxième bataille de Gaza poussa le War Office à changer le commandement du corps expéditionnaire et le 28 juin 1917, Murray fut remplacé par le général Edmund Allenby, qui redynamisa la campagne.
Allenby réorganisa ses forces selon des lignes plus conventionnelles. Le corps expéditionnaire inclut dès lors un corps monté, le Desert Mounted Corps, sous le commandement du lieutenant général australien Harry Chauvel, le XXe corps commandé par le général Philip Chetwode et le XXIe, commandé par le lieutenant général Edward Bulfin (en). En octobre 1917, ils infligèrent une défaite aux forces turques dans la troisième bataille de Gaza et la bataille de la crête de Mughar (en), ce qui provoqua la retraite de la septième et huitième armée ottomane respectivement à Jérusalem et Haïfa. Ceci conduisit à la prise de Jérusalem en décembre 1917.
En février et avril 1918, les troupes montées australiennes prirent part à deux raids vers l'est, au-delà du Jourdain près de Es Salt, un village de Palestine 14 milles (23 kilomètres) à l'ouest d'Amman. Malgré l'échec de ces raids, ils encouragèrent les commandants turcs à croire que l'effort britannique principal serait lancé au-delà du Jourdain, alors qu'il serait lancé sur la plaine côtière. Le corps expéditionnaire était alors beaucoup affaibli par la crise en France, qui conduisit à l'envoi des 52e et 74e divisions sur le front occidental, la dissolution de la division montée de yeomanry et le remplacement de la majeure partie de l'infanterie britannique dans quatre des divisions restantes par des troupes indiennes. En septembre 1918, les forces d'Allenby gagnèrent la décisive bataille de Megiddo, qui précipita l'armistice de Moudros avec l'Empire ottoman, signé le 31 octobre 1918.
Le nombre total de victimes alliées dans la campagne du Sinaï et de la Palestine fut de 60 000, dont 20 000 morts. Environ 15 000 d'entre eux étaient britanniques.

### Perse

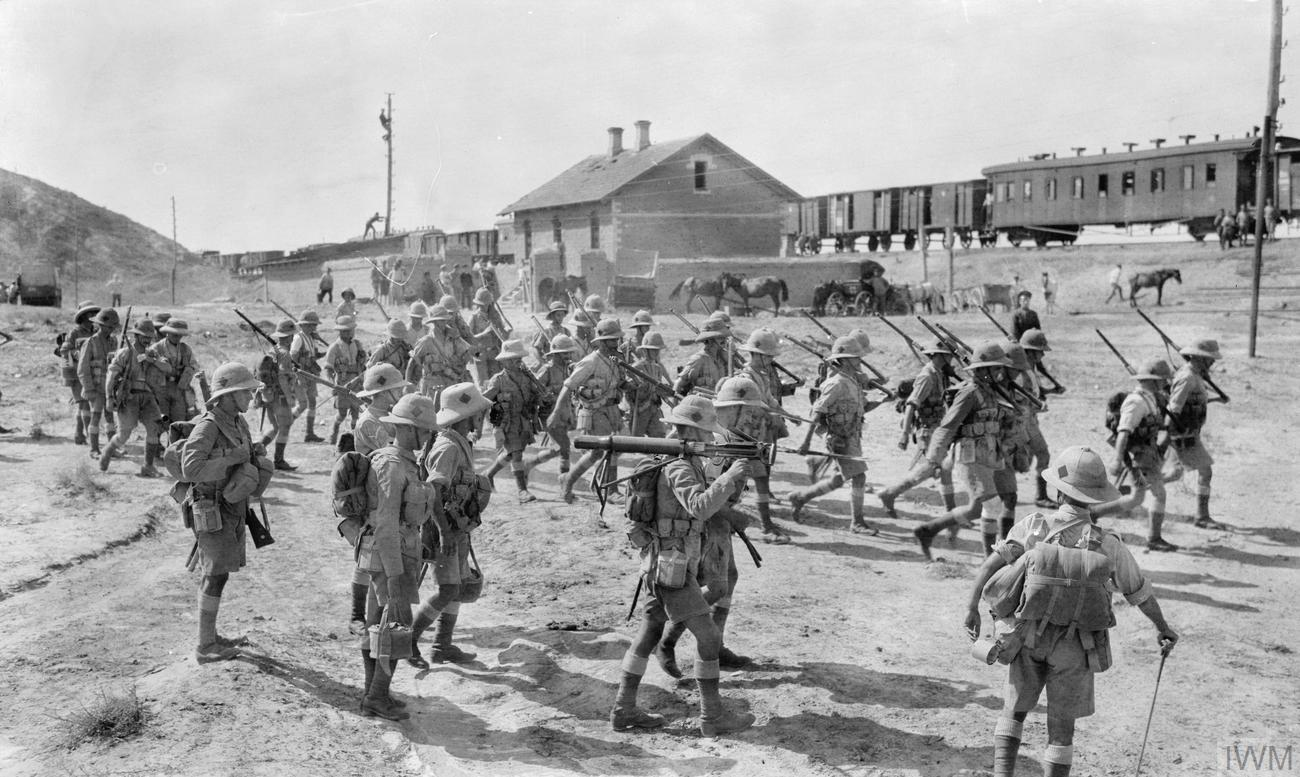
Infanterie du North Staffordshire Regiment marchant vers le chemin de fer transcaucasien pendant la bataille de Bakou, 1918.

Après la l'abdication du tsar en 1917, le front du Caucase s'effondra, laissant l'Asie centrale (et au-delà l'Inde) ouverte à l'armée turque. Le War Office répondit à la situation avec le plan d'envoyer un groupe d'officiers et de sous-officiers soigneusement choisis afin d'organiser les forces armées ou les civils russes qui seraient prêts à combattre contre les forces de l'Empire ottoman. Ce groupe fut connu sous le nom de Dunsterforce (l'armée Dunster) selon celui de son commandant, le major général Lionel Dunsterville, qui inspira le caractère principal du livre de Rudyard Kipling, Stalky & Co. Ils arrivèrent à Bakou en août 1918. On espérait que la Dunsterforce pourrait lever une armée à partir des peuples chrétiens de Georgie, d'Arménie et d'Assuryie qui avaient soutenu l'empire russe et craignaient historiquement les Turcs. Malgré quelques succès, la tâche dépassa les capacités de la Dunsterforce.

### Combat contre les Arabes al-Sanussi
Voir aussi : Combats contre les Arabes al-Sanussi (en)
À la fin de novembre 1915, en réponse à la menace croissante d'un groupe arabe musulman pro-turc connu sous le nom de al-Sanussi, un corps britannique composite fut envoyé dans le désert de Libye à Marsa Matruh, sous le commandement du major général Alexander Wallace, un officier indo-britannique. Une série de vifs combats eurent lieu à Um Rakhum, Gebel Medwa, et Halazin entre décembre 1915 et janvier 1916. L'armée, maintenant sous le commandement du major général William Peyton (en), réoccupa Sidi Barrani et Sollum en février et mars 1916. Des marins britanniques naufragés des navires Moorina et Tara, qui avaient été retenus à Bir Hakeim, furent secourus par un contingent de blindés commandés par le 2e duc de Westminster, Hugh Grosvenor.

## Conséquences
Voir aussi : Histoire de l'armée britannique durant l'Entre-deux-Guerres (1919-1939) (en)

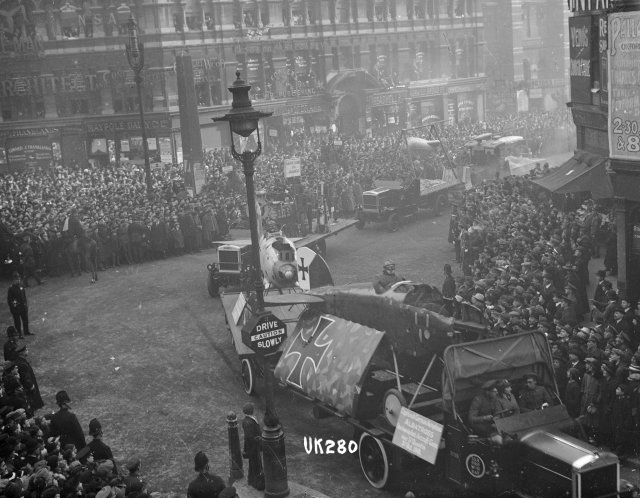
Avions allemands capturés promenés dans les rues de Londres, novembre 1918.

L'armée britannique de la Première Guerre mondiale fut la plus grande force militaire que le Royaume-Uni ait jamais mise jusqu'alors sur un champ de bataille. Sur le front occidental, le BEF termina la guerre comme la force combattante la plus forte, plus expérimentée que l'armée américaine et en meilleure forme que l'armée française,.
Le coût de la victoire était élevé. Les chiffres des victimes, définitifs et corrigés, pour l’armée britannique, y compris la force territoriale, furent publiés le 10 mars 1921. Les pertes pour la période entre le 4 août 1914 et le 30 septembre 1919 comprenaient 573 507 « tués en action, morts de blessures ou d'autres causes » et 254 176 disparus (moins 154 308 prisonniers libérés), pour un total net de 673 375 morts et disparus. Il y eut par ailleurs 1 643 469 blessés.
Pour certains, les combats ne s'arrêtèrent pas en 1918. L'armée envoya des troupes en Russie pendant l'intervention alliée dans la guerre civile russe, suivie par la guerre d'indépendance irlandaise en janvier 1919 et la troisième guerre anglo-afghane en mai 1919. La troisième guerre afghane fut suivie d'un conflit en 1920 entre les forces britanniques et les derviches de Somalie.
Ceux qui n'étaient pas impliqués dans les combats ou l'occupation d'un territoire furent démobilisés. La démobilisation de 4 000 000 hommes qui suivit la fin de la guerre réduisit en un an l'armée à 800 000 personnes ; en novembre 1920, ce nombre était tombé à 370 000 hommes.

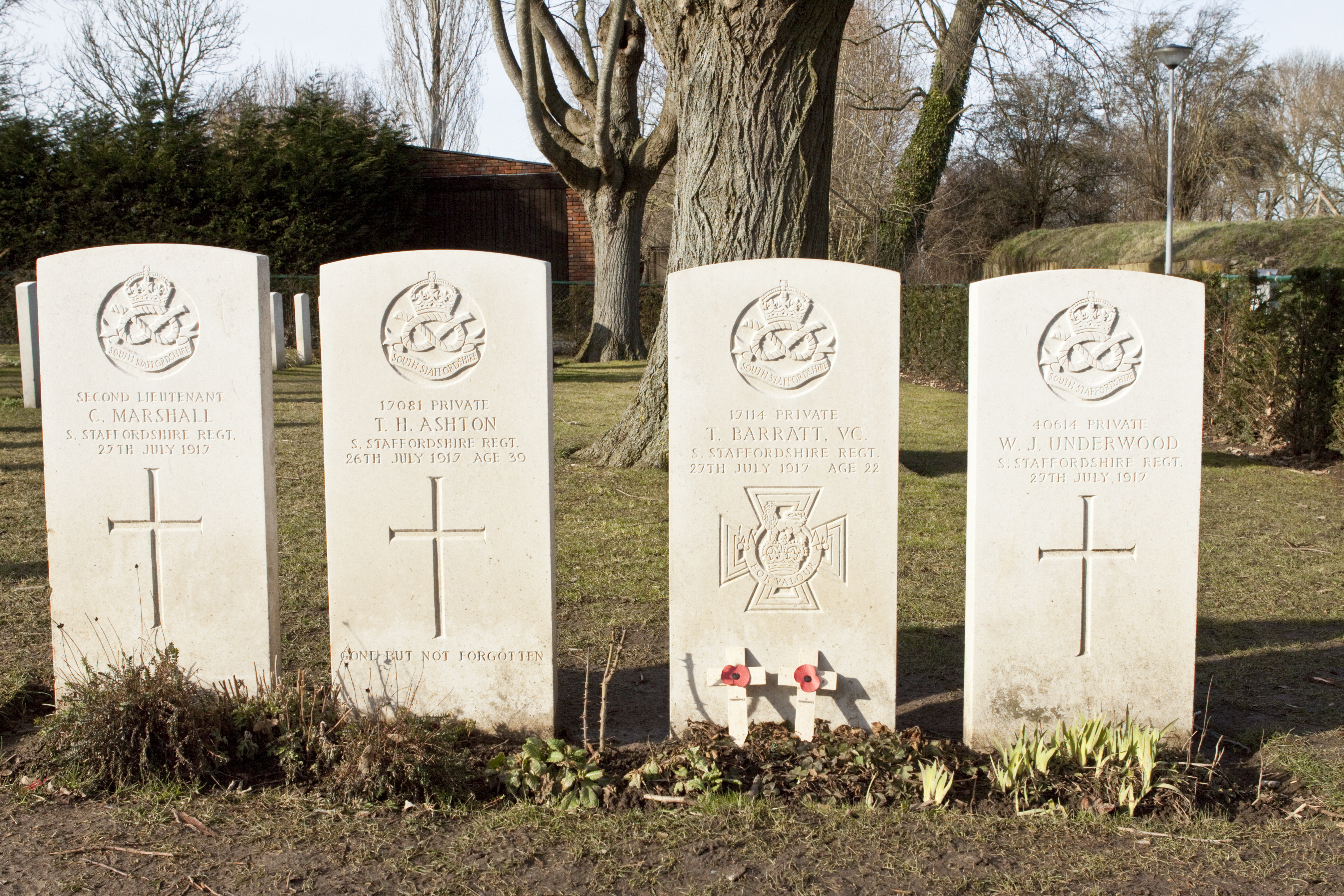
Essex Farm Cemetery, cimetière militaire du Commonwealth près d'Ypres, Belgique.

La règle des 10 ans fut introduite en août 1919 : elle stipulait que les forces armées devaient baser leurs estimations sur l'hypothèse « que l'Empire britannique ne serait pas engagé dans une guerre importante pendant les dix ans à venir ». En 1928, Winston Churchill, en tant que chancelier de l'Échiquier, poussa le Cabinet à rendre cette règle permanente. En conséquence, il y eut des coupes dans le budget de la défense, qui tomba de 766 millions de livres en 1919–1920 à 189 millions de livres en 1921–1922, et à 102 millions de livres en 1932.
L'armée britannique essaya de tirer les leçons de la Première Guerre mondiale et les intégra dans sa doctrine d'avant-guerre. Dans les années 1920 et la majeure partie des années 1930, l'état-major chargea à mettre en place une armée professionnelle petite et mécanisée, et forma la « Force expérimentale mécanisée », mais en l'absence d'une menace identifiée, sa fonction principale se limita à assurer des garnisons dans tout l'Empire britannique.

## Source
- (en) Cet article est partiellement ou en totalité issu de l’article de Wikipédia en anglais intitulé « British Army during World War I » (voir la liste des auteurs).